# История Крыма

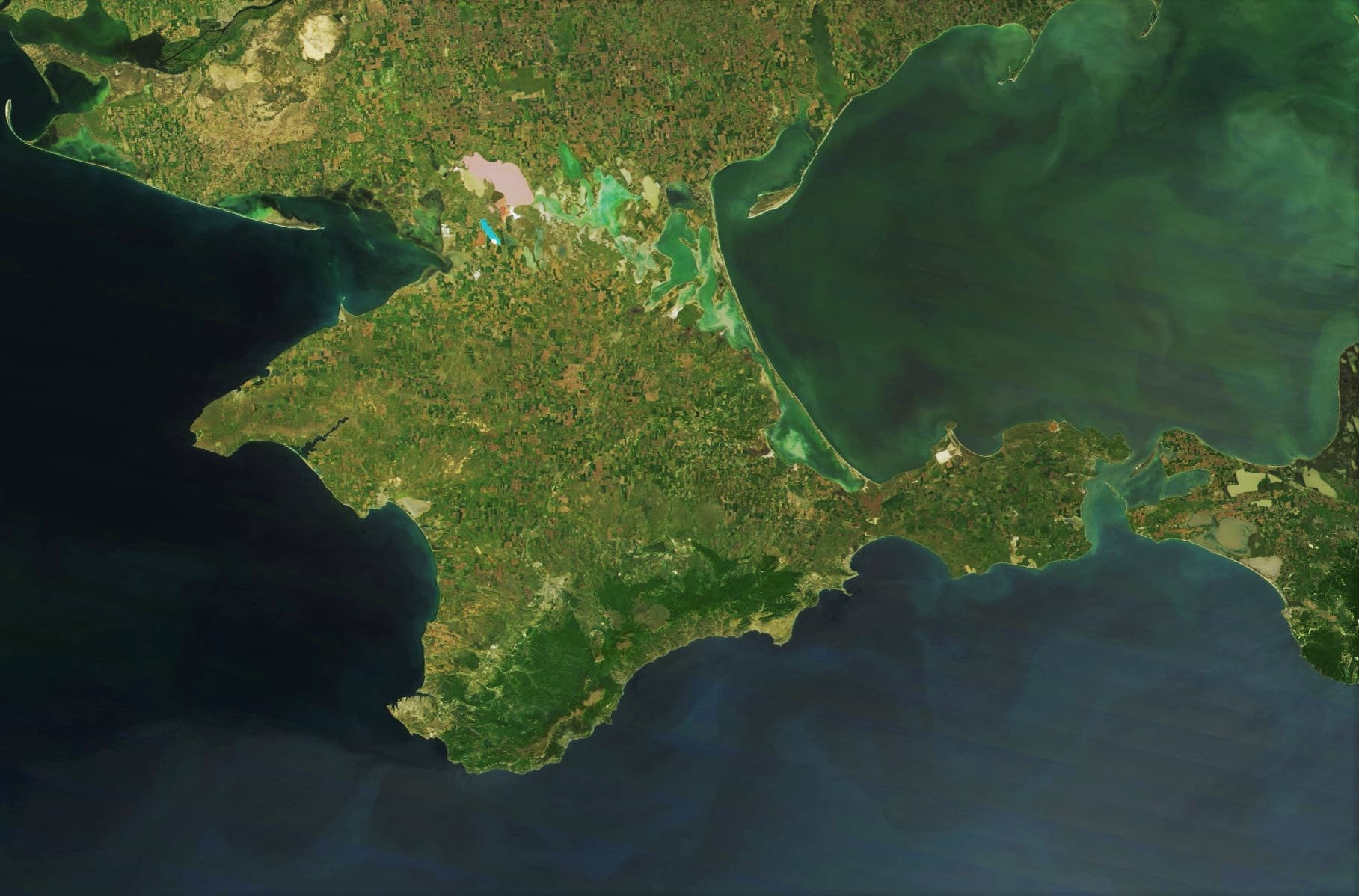
Крымский полуостров из космоса

Крымский полуостров в силу своего географического положения и уникальных природных условий обитаем с глубокой древности. Первые люди появились тут не позднее 1,5 млн лет назад. Обилие пещер и гротов облегчает локализацию местопребываний древнего человека. На территории полуострова раскопано несколько сотен стоянок от раннего палеолита и вплоть до энеолита.
Автохтонным населением горного Крыма, отмеченным в первых письменных источниках, были тавры. Степная часть Крыма и всё Северное Причерноморье входило в Скифию. В VII веке до нашей эры началась греческая колонизация Северного Причерноморья и Крыма. На Керченском полуострове и Тамани возникло Боспорское царство. Примерно с середины I по начало IV века нашей эры в сферу интересов Римской империи входило всё Причерноморье и Крым в том числе. В III веке в Крым вторгаются готы. В IV веке, после раздела Римской империи на Западную и Восточную (Византийскую), в сферу интересов последней вошла и южная часть Таврики. Херсонес (его стали именовать Херсон) становится главной базой византийцев на полуострове. В конце VI века в Крыму появляется новая волна завоевателей — хазары.
В 60-х годах X века киевский князь Святослав Игоревич разгромил хазар. В 988—989 годах киевский князь Владимир взял Херсон (Корсунь), где и принял христианскую веру. В XI веке восточная часть Крыма входила в состав русского Тмутараканского княжества. С конца XI века степную часть Крыма заселили тюркские кочевники — половцы. С середины XIII века степной Крым входит в состав Золотой Орды, южный берег Крыма после упадка Византии заняли генуэзские колонии, в центре полуострова находилось православное княжество Феодоро.
После распада Золотой Орды в середине XV века в Крыму образовалось Крымское ханство. После турецкого завоевания 1475 года приморские города и горная часть Крыма вошли в состав Османской империи. Остальной территорией полуострова владело Крымское ханство, которое, в свою очередь, стало вассалом Османской империи. По Кючук-Кайнарджийскому мирному договору 1774 года, подписанному в результате русско-турецкой войны 1768—1774 годов, как Турция, так и Россия обязались не вмешиваться в дела Крымского ханства.
В 1783 году Крымский полуостров был присоединён к Российской империи, здесь была образована Таврическая область, а позднее — Таврическая губерния. В 1854—1855 годах Крым стал основным театром военных действий Восточной (Крымской) войны. Во время гражданской войны в России (1917—1922) Крымский полуостров стал последним оплотом Белого движения в европейской части России.
Во время Великой Отечественной войны на территории Крыма разыгрались крупные битвы: Крымская оборонительная операция (октябрь-ноябрь 1941), оборона Севастополя (1941—1942), Крымская наступательная операция (апрель-май 1944). Во время оккупации действовало партизанское движение Крыма (1941—1944).
В советское время Крымская АССР входила в состав РСФСР, после депортации крымских татар в 1944 году она была преобразована в Крымскую область (1945). В 1954 году по решению советского руководства Крым был передан Украинской ССР, после распада СССР (1991) Автономная Республика Крым стала частью независимой Украины.
В марте 2014 года Крым был захвачен и аннексирован Россией, что не признаётся Украиной и большинством стран — членов ООН. В 2022 году Крымский полуостров использовался Россией в качестве одного из плацдармов для полномасштабного вторжения на Украину, в ходе которого Россия также захватила часть Херсонской области Украины, в которую входят север Арабатской стрелки и северная часть Перекопского перешейка.
Географическая территория Крыма разделена между несколькими административными единицами. На захваченной Россией части полуострова это либо Республика Крым и город федерального значения Севастополь (согласно позиции России), либо же Автономная Республика Крым и город со специальным статусом Севастополь (согласно позиции Украины).

## Доисторический период

### Палеолит и мезолит
Олдованские и ашельские памятники Крыма относятся к раннему палеолиту. Стратифицированная олдованская стоянка Коз (тип Mode 1) и многослойная олдованская стоянка Эчки-1 были открыты в 2014 году. Орудия с олдованских стоянок Коз, Эчки-1 и Аслан из VIII Манджильской террасы (возраст — около 1 млн лет) близки к артефактам со стоянки Байраки на Днестре (Молдавия) и к орудиям с эоплейстоценовых стоянок на Таманском полуострове и в Дагестане.

Стоянки древнего человека в Крыму.
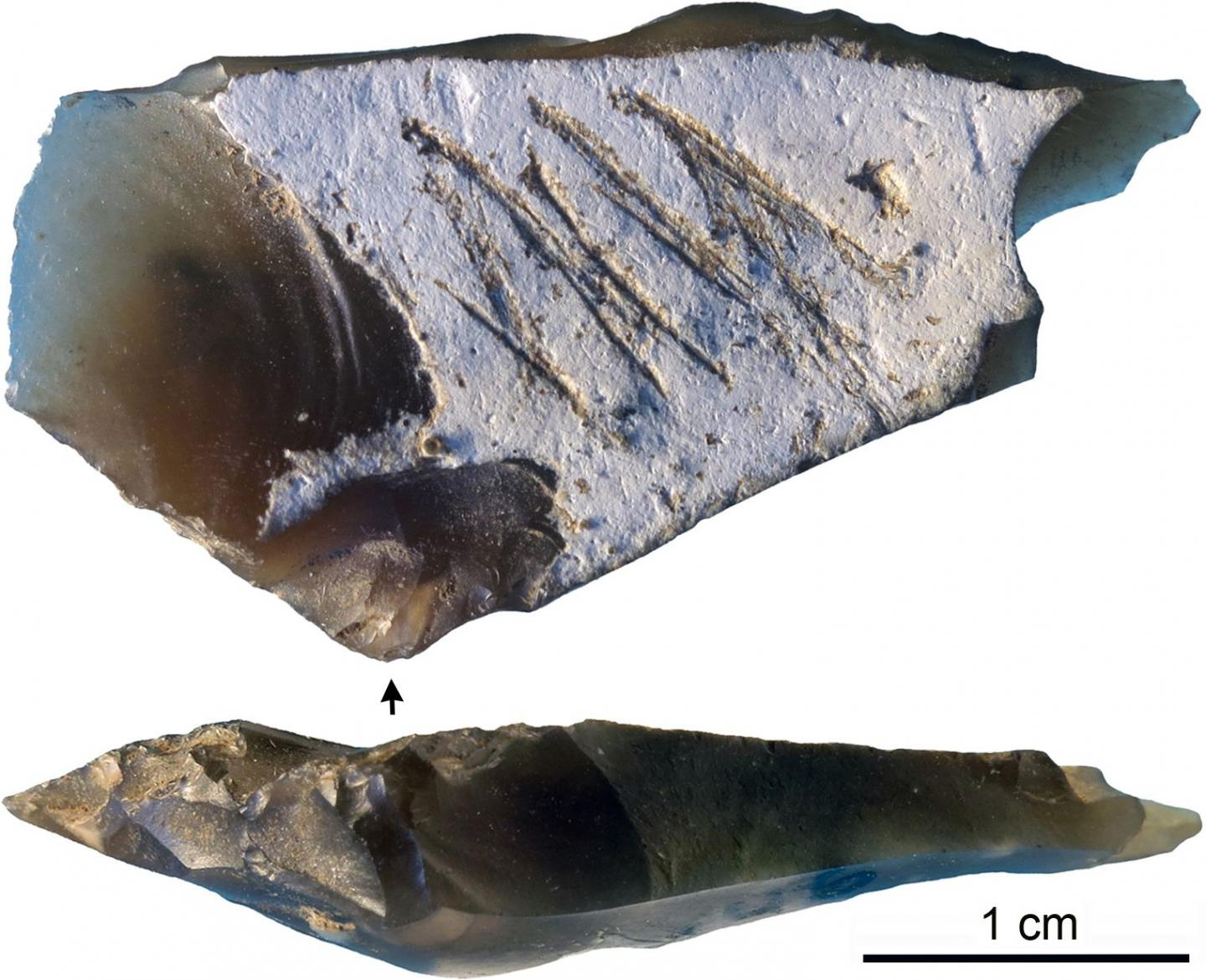
Киик-Коба. Кремниевое орудие с насечками. 36 000 лет назад
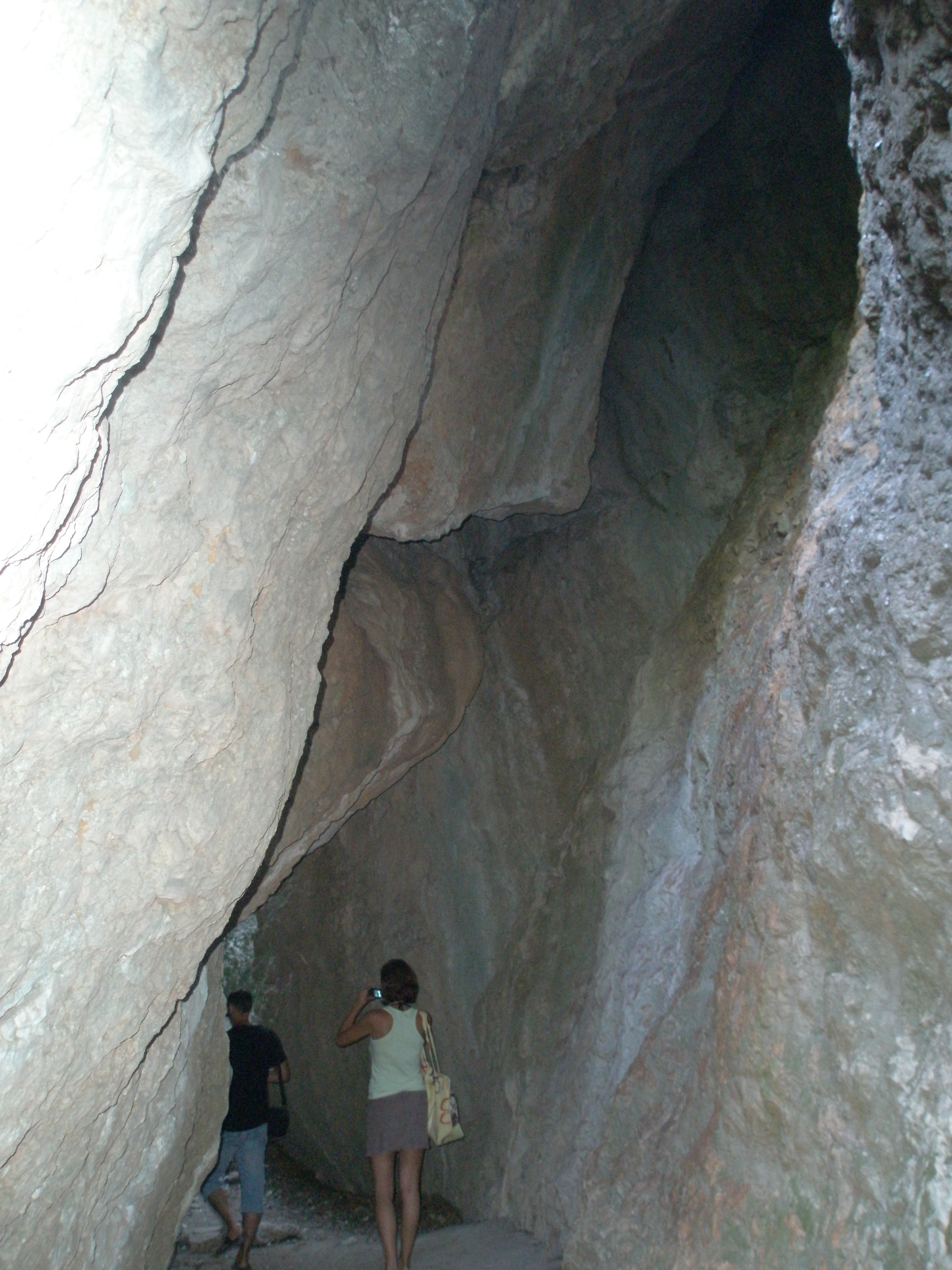
Грот Киик-коба
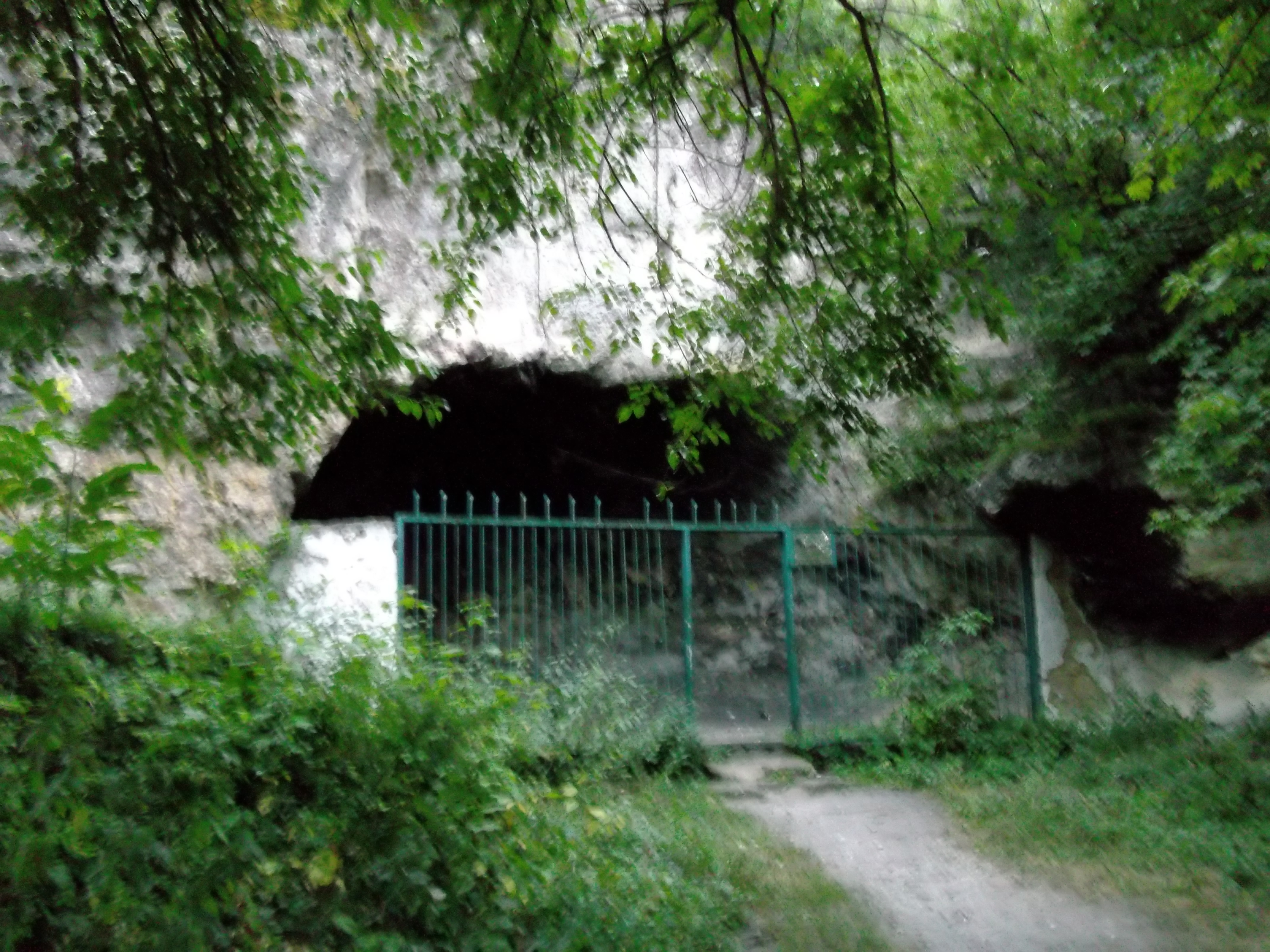
Грот Чокурча I. В городской черте Симферополя
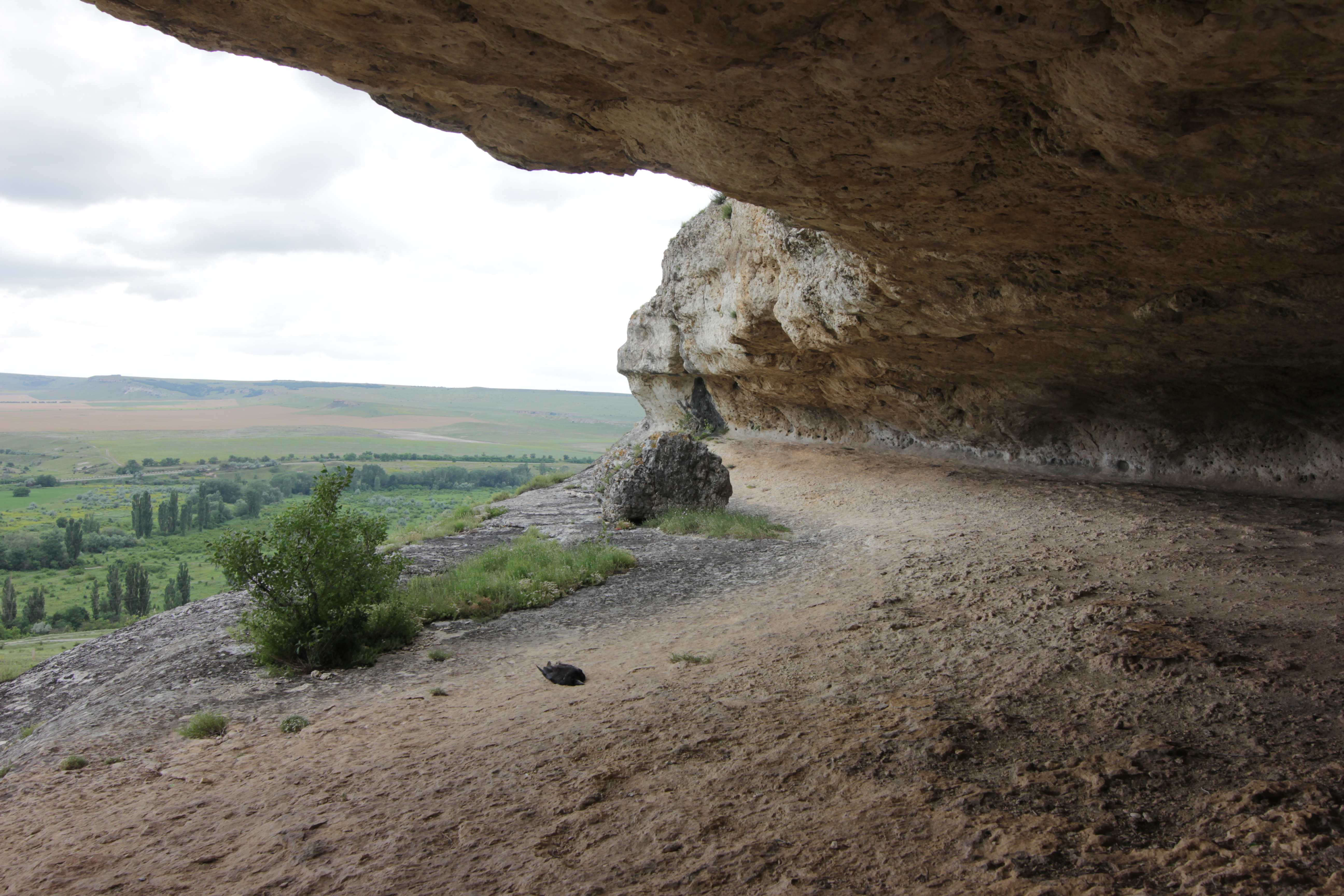
Стоянка неандертальцев в Красной балке (урочище на Белой скале под Белогорском)

Микокская индустрия крымских памятников в Киик-кобе и в гроте Буран-Кая III почти не отличается от остальных восточно- и центральноевропейских микокских памятников. Специфика микокского технокомплекса в целом состоит в использовании специфических плоско-выпуклых методов изготовления и вторичной обработки двусторонних орудий, приведших, с одной стороны, к получению симметричных и асимметричных двусторонних острий и скрёбел, а с другой стороны — сколов для изготовления простых, сегментовидных, листовидных и трапециевидных острий и скрёбел, при обработке которых часто использовались различные приёмы вентральных утончений.
Среднепалеолитические индустрии восточного микока Крыма считают источником генезиса стрелецкой индустрии стоянки Сунгирь. Однако, имеющиеся данные по хронологии, экологии, технологии и типологии микокского, леваллуа-мустьерского и пластинчатого мустьерского технокомплексов Восточной Европы не позволяют предполагать их участие в сложении верхнепалеолитических индустрий.
Следы обитания неандертальцев относятся к среднему палеолиту — это стоянка неандертальцев в пещере Киик-Коба возрастом в 100 тысяч лет, Белая скала и другие.
Стоянки кабазийской культуры, расположенные как под открытым небом, так и в пещерах, преимущественно относятся к юго-западной части Крыма.
Стоянка Кабази II в долине реки Альма, относящаяся к западно-крымской мустьерской культуре (Western Crimean Mousterian (WCM)), судя по гидроксипролину, одной из аминокислот в коллагене, была обитаема не менее 50 тыс. лет назад.
В городской черте Симферополя находится стоянка Чокурча (калиброванная дата около 48,5 тысяч лет назад). В окрестностях Бахчисарая раскопана Старосельская стоянка отнесённая к поздней мустьерской культуре.
Стоянки шан-кобинской культуры (Шан-Коба (слои 6, 5), Фатьма-Коба (слои 5, 6), грот Скалистый (слои 4, 3, 2, 1), грот Буран-Кая, Замиль-Коба I, Сюрень II (верхний слой), Алимовский Навес (слои 2, 3, 4)) относятся к позднему палеолиту. У сапиенса BuranKaya3A, жившего на стоянке Буран-Кая III в Крыму 36 тыс. л. н., определена митохондриальная гаплогруппа N1 и Y-хромосомная гаплогруппа BT с дополнительными производными аллелями, предполагающими возможное помещение BuranKaya3A в Y-хромосомную гаплогруппу CT или C. Орудийный комплекс стоянки Сюрень II свидетельствует о распространении культурных влияний со стороны свидерской культуры.
В гроте на правом берегу реки Бельбек на стоянке Сюрень I выделяются три культурных слоя, охватывающих разные периоды позднего палеолита. Сюрень I — единственная стоянка в Центральной и Восточной Европе с чёткой стратиграфической последовательностью слоёв ориньякской культуры. В нижнем слое стоянки Сюрень I найдены 6 украшений-подвесок из ископаемых черноморских раковин Aporrhais pespelicani и 1 украшение из раковины пресноводного моллюска Theodoxus fluviatilis.
На Старосельской стоянке было найдено погребение ребёнка вида Homo sapiens с отдельными неандерталоидными признаками.
К мезолиту в Крыму относится Горнокрымская мезолитическая культура выделенная Д. Я. Телегиным в свою очередь включающаяя ранний — шан-кобинский (10 300-7500 годы до н. э.) и поздний — мурзак-кобинский (7500-6000 годы до н. э.) этапы. Стоянки Шан-Коба, Мурзак-Коба, Фатьма-Коба. У мезолитического образца Lec2 (10,39 тыс. л. н.) из крымской пещеры Лесника (Lesnik Cave), известной также как Медвежья пещера (Bear Cave), определили митохондриальную гаплогруппу U5a2.
Согласно гипотезе Райана-Питмена, вплоть до 4-го тысячелетия до н. э. территория Крыма не представляла собой полуострова, а была фрагментом более крупного массива суши, включавшего, в частности, территорию современного Азовского моря. Около 5500 года до н. э. в результате прорыва вод из Средиземного моря и образования Босфорского пролива за довольно краткий период были затоплены значительные территории и образовался Крымский полуостров. Затопление Чёрного моря примерно совпадает с финалом мезолитических культур и наступлением неолита.

### Неолит и энеолит
Крым в эпоху неолита не затронула волна неолитических культур, пришедшая из Анатолии через Балканы. Местный неолит был иного происхождения, связанный с культурами циркумпонтийской зоны (степи и равнины между Чёрным и Каспийским морями).

В 4-3 тысячелетиях до н. э. через территории к северу от Крыма происходили миграции на запад племён, предположительно носителей индоевропейских языков. В 3 тысячелетии до н. э. на территории Крыма существовала Кеми-Обинская культура.

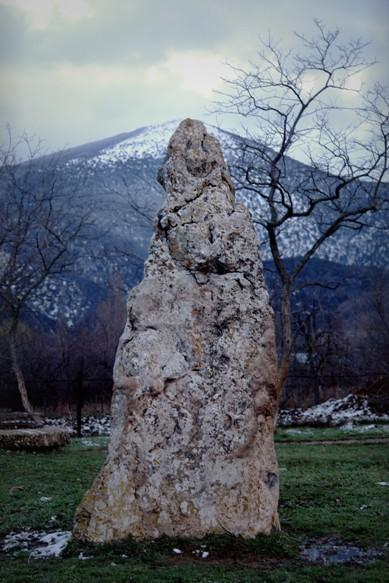
Скельские менгиры в Родниковом. Центральный камень «Мир».  III — начало II тысячелетия до нашей эры
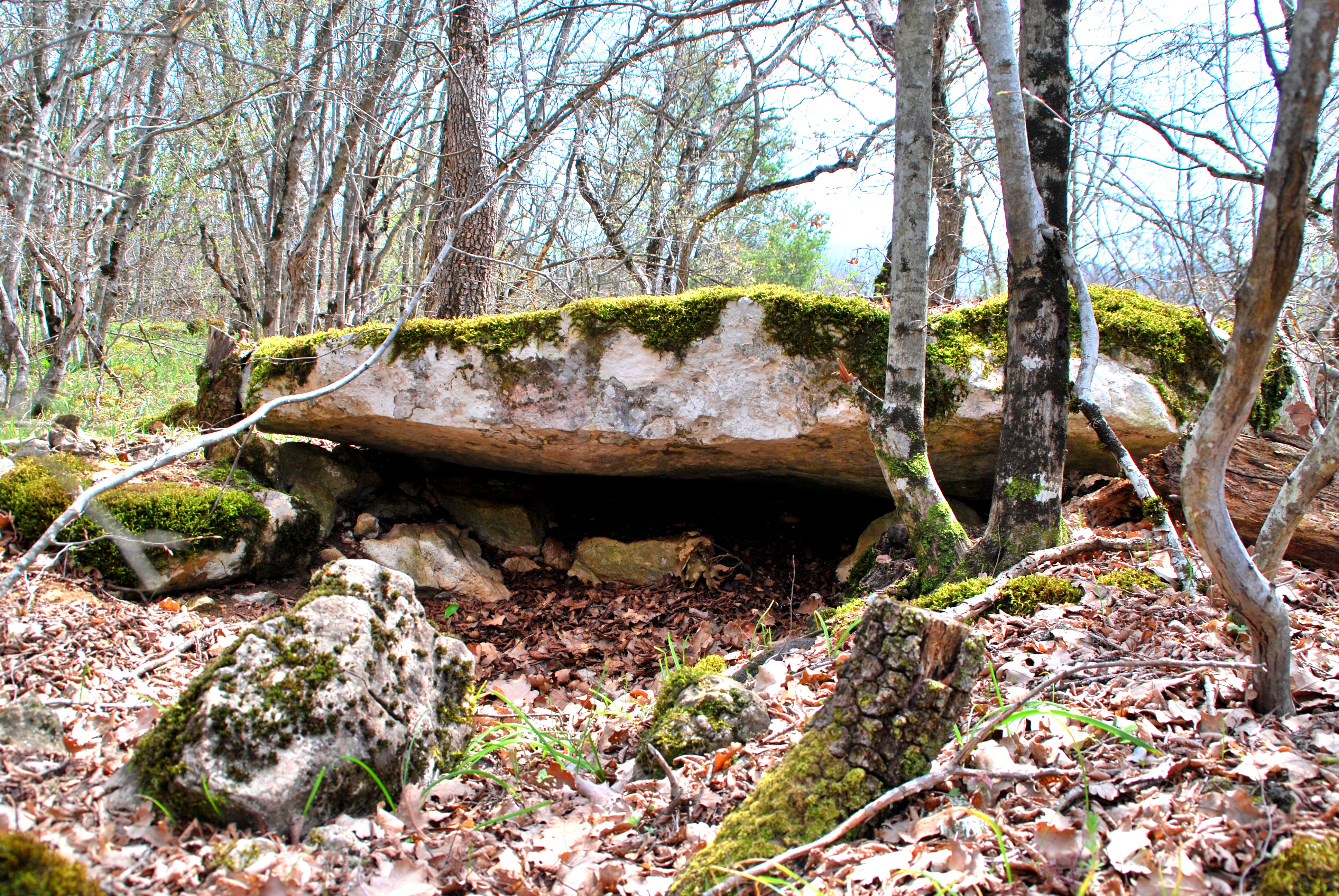
Таврский ящик (могильник) Таш-Кой в Байдарской долине
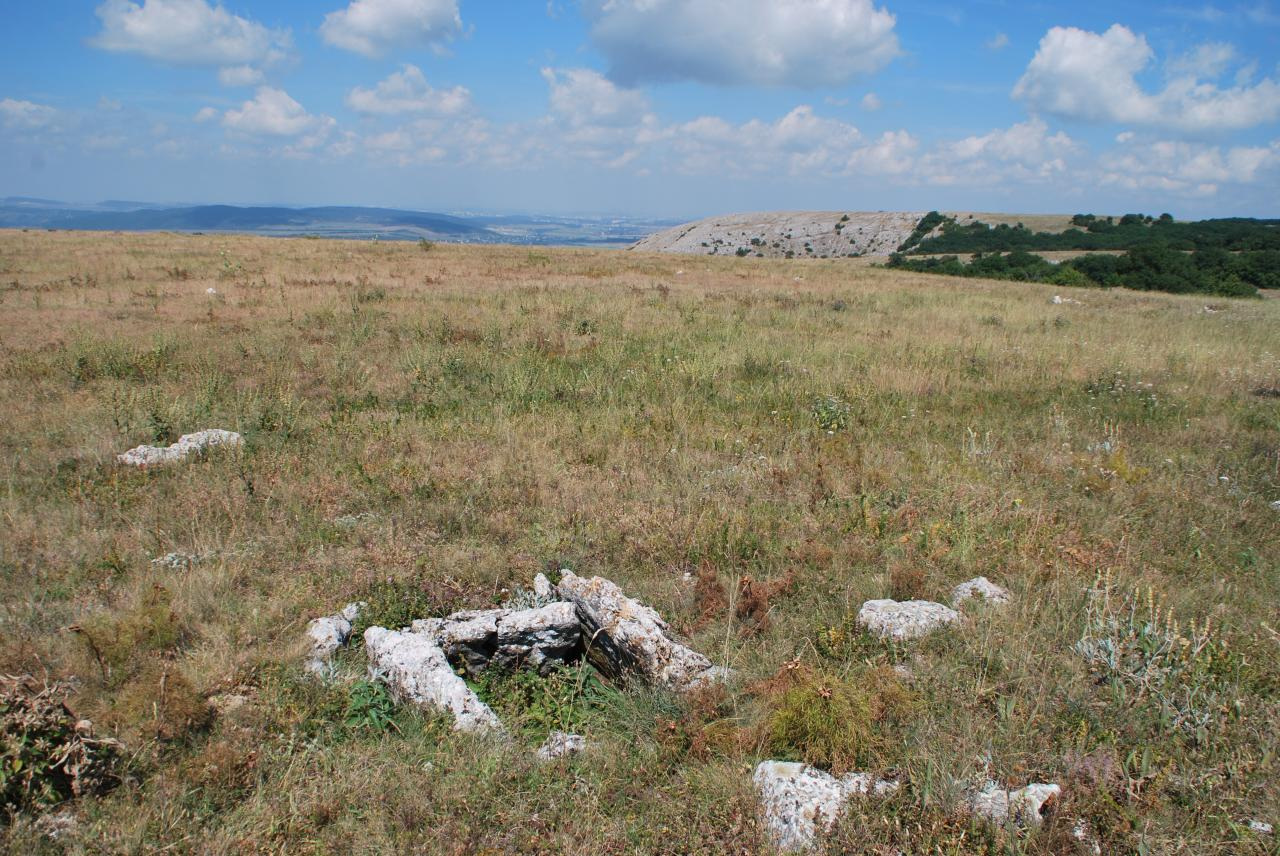
Дольменный комплекс (Таврские ящики) на горе Золотое ярмо близ села Дружное
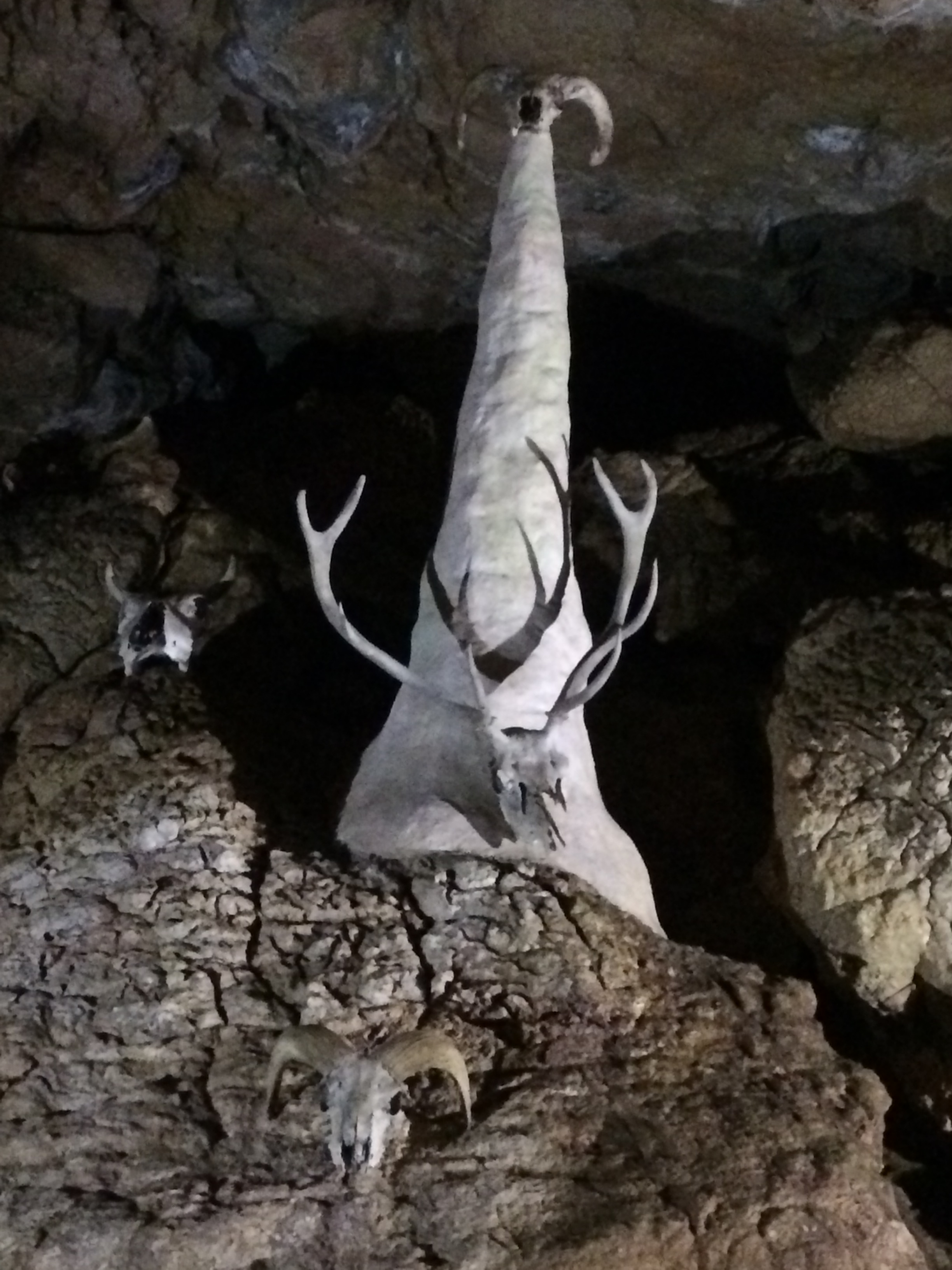
Святилище земледельческо-скотоводческого культа в пещере Кизил-Коба (VII—VI века до н. э.), современная реконструкция

### Бронзовый и ранний железный век
Первыми жителями Крыма, известными по античным источникам, были киммерийцы (XII в. до н. э.). Пребывание их в Крыму подтверждается античными и средневековыми историками, а также информацией, которая дошла до нас в виде топонимов восточной части Крыма: «Киммерийские переправы», «Киммерик». В середине VII в. до н. э. часть киммерийцев была вытеснена скифами из степной части полуострова в предгорья и горы Крыма, где они создавали компактные поселения.
В предгорном и горном Крыму, а также на Южном берегу жили тавры, связанные с кизил-кобинской археологической культурой. О возможном кавказском происхождении тавров говорят следы влияния кобанской культуры. От тавров происходит древнее название горной и прибережной части Крыма — Таврика, Таврия, Таврида. До наших дней сохранились и были исследованы остатки укреплений и жилищ тавров, их кольцеподобные ограды из вертикально поставленных камней и таврские гробницы «каменные ящики» (см. Таврика).
Новый период истории Таврики начинается с захвата Крыма скифами. Этот период характеризуется качественными изменениями в составе самого населения. Данные археологии показывают, что после этого основу населения северо-западного Крыма составляли народности, пришедшие из Приднепровья.

## Античность

### Греческие колонии-полисы и позднескифское государство

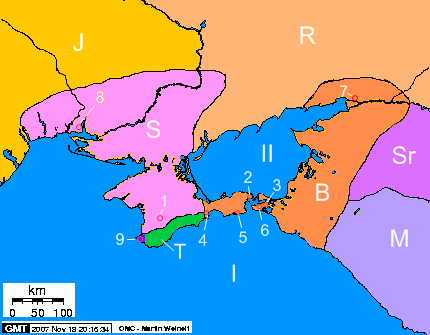
Крым во II веке н. э.
Скифы в Крыму
Боспорское царство
Языги
Роксоланы
Сираки
Меоты
Тавры

Боспорское царство в I веке до н. э.

В VI—V вв. до н. э., когда в степях господствовали скифы, на побережье Крыма основывали свои торговые колонии выходцы из Эллады. Пантикапей или Боспор (современный город Керчь) и Феодосия были построены колонистами из древнегреческого города Милет; Херсонес, расположенный в пределах нынешнего Севастополя, сооружён греками из Гераклеи Понтийской колонии.
В первой половине V в. до н. э. на берегах Чёрного моря возникают два самостоятельных греческих государства. Одно из них — демократическая рабовладельческая республика Херсонес Таврический, в хору (сельскохозяйственную округу древнегреческого полиса) которого входили прибрежные земли западного Крыма — Керкинитида (современная Евпатория), Калос-Лимени, (Черноморское). Херсонес находился за могучими каменными стенами. Он был основан на месте таврского поселения греками из Гераклеи Понтийской колонии. Другое — Боспорское, автократическое государство, столицей которого стал Пантикапей. Акрополь этого города находился на горе Митридат, недалеко от него раскопаны курганы Мелек-Чесменский и Царский. Здесь найдены каменные склепы, уникальные памятники боспорской архитектуры.

Античные города и археологические памятники Крыма.
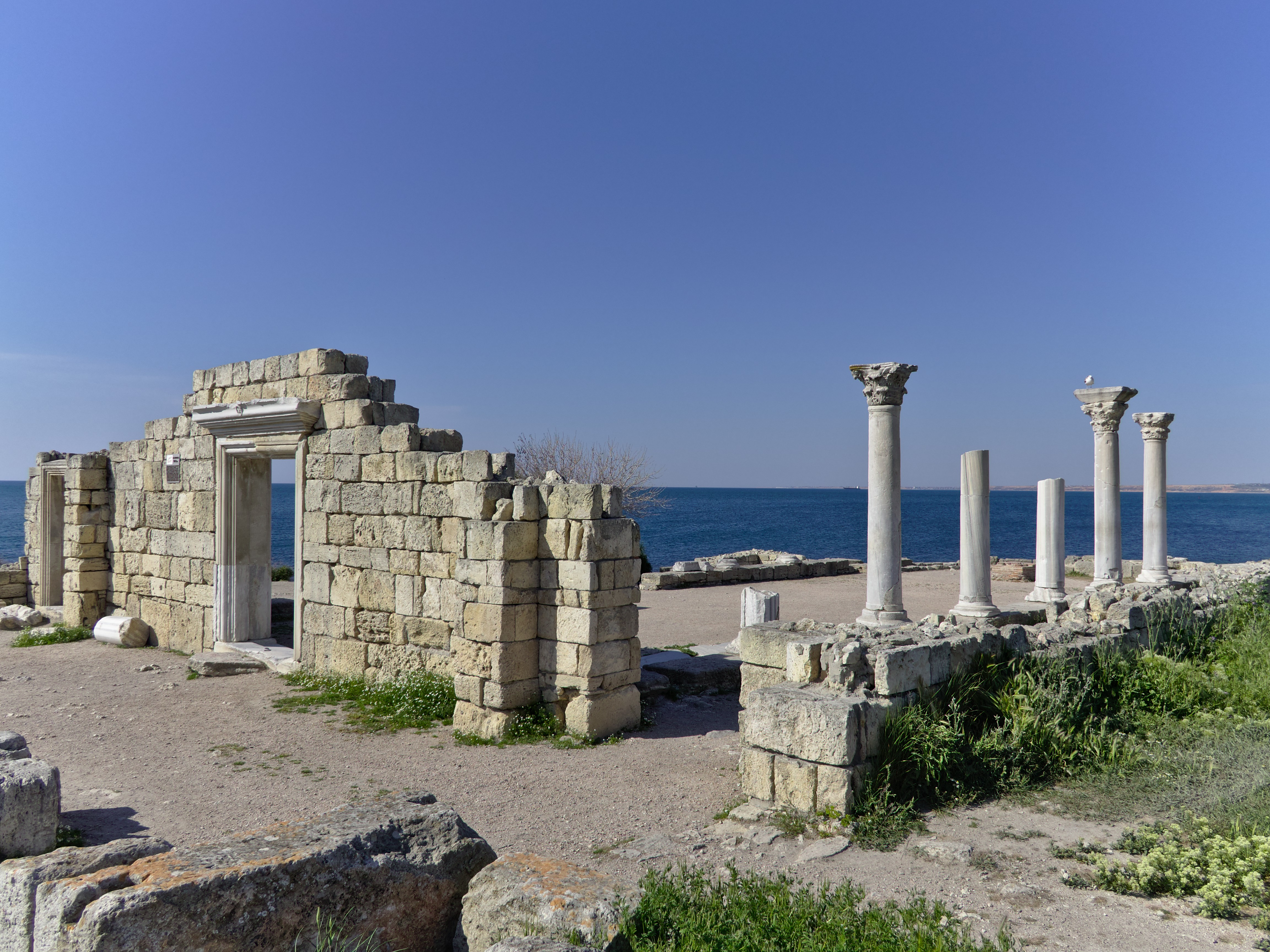
Базилика в Херсонесе
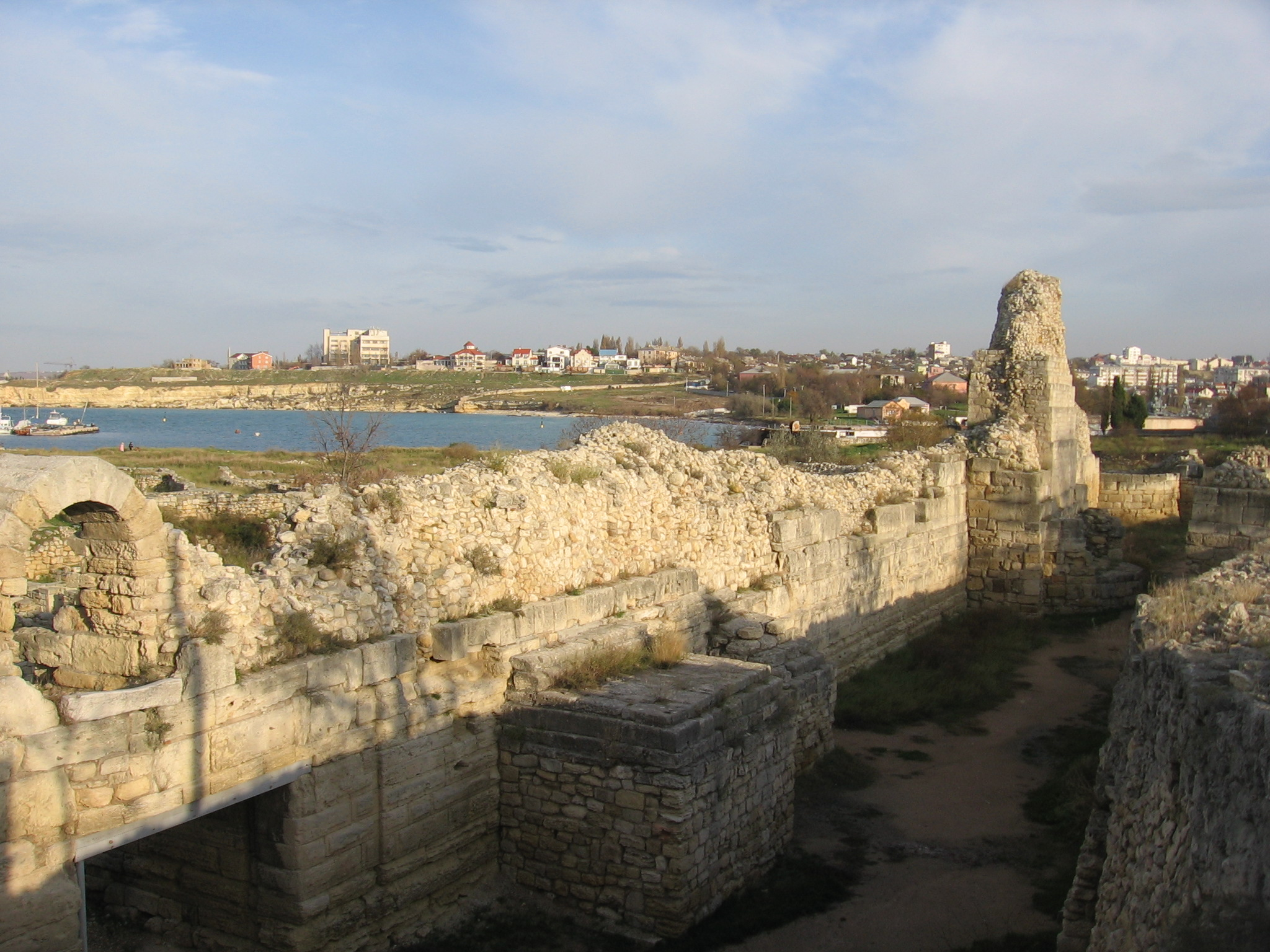
Стены Херсонеса
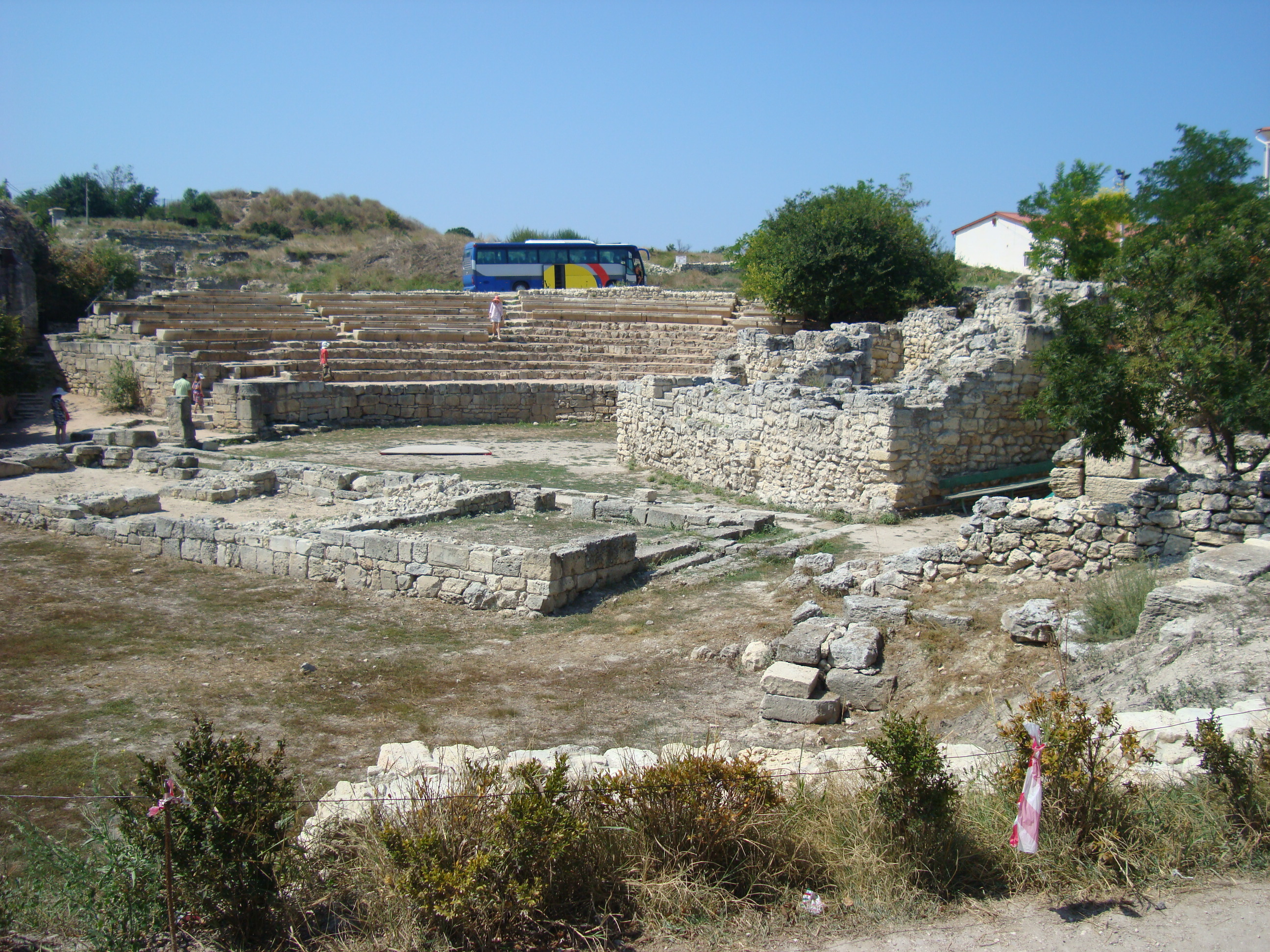
Амфитеатр Херсонеса
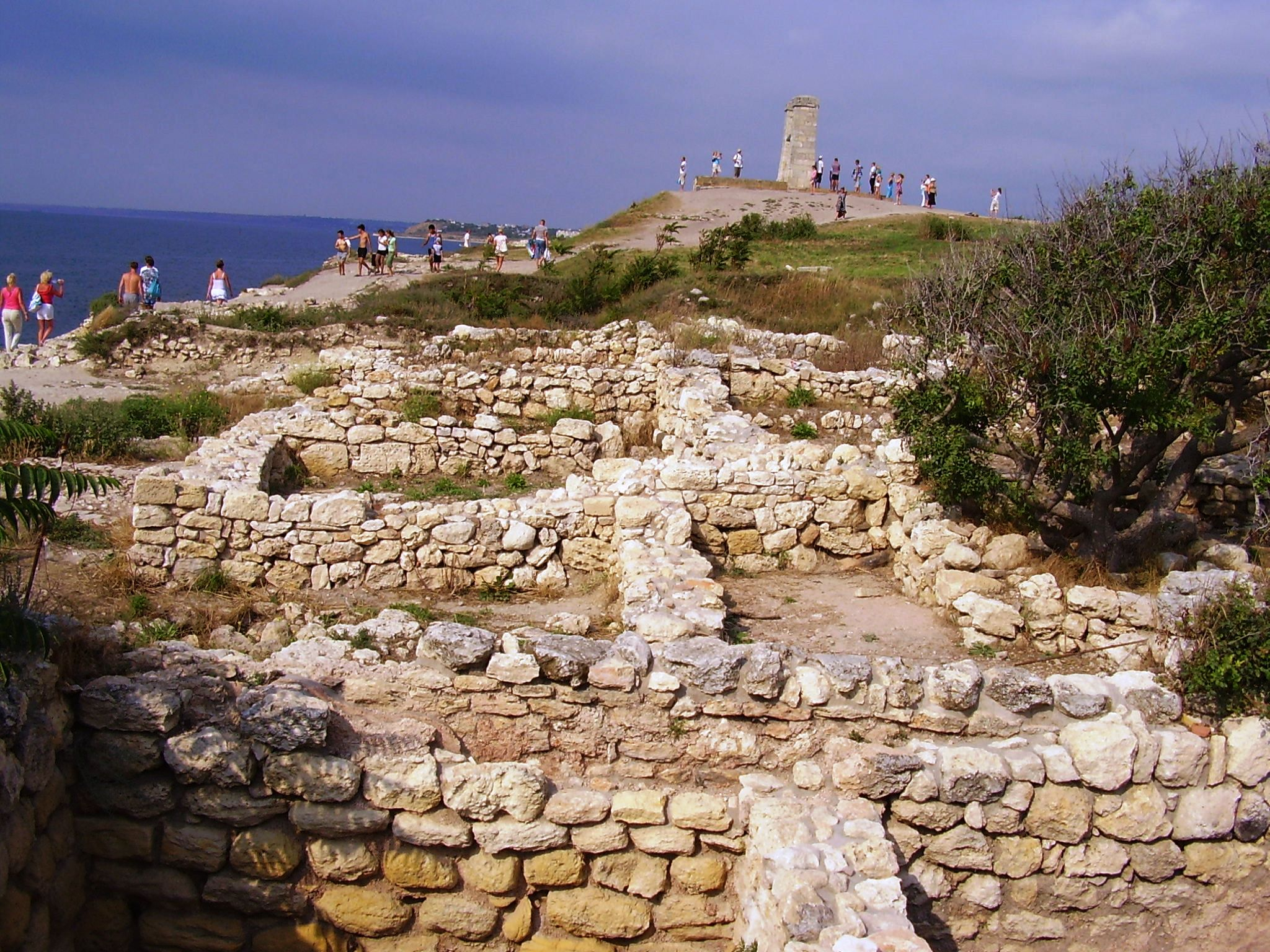
Застройка Херсонеса
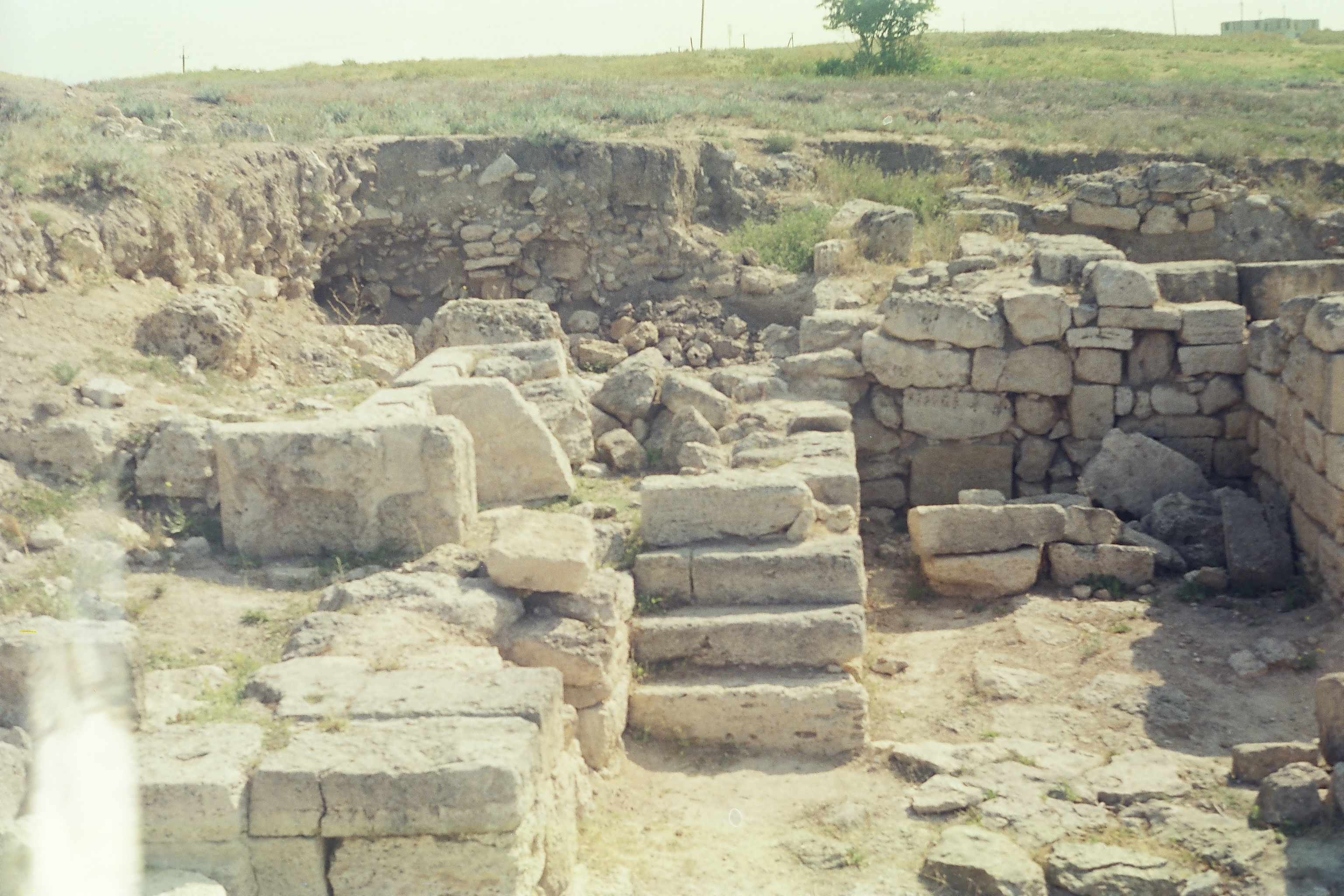
Раскопки Калос-Лимена
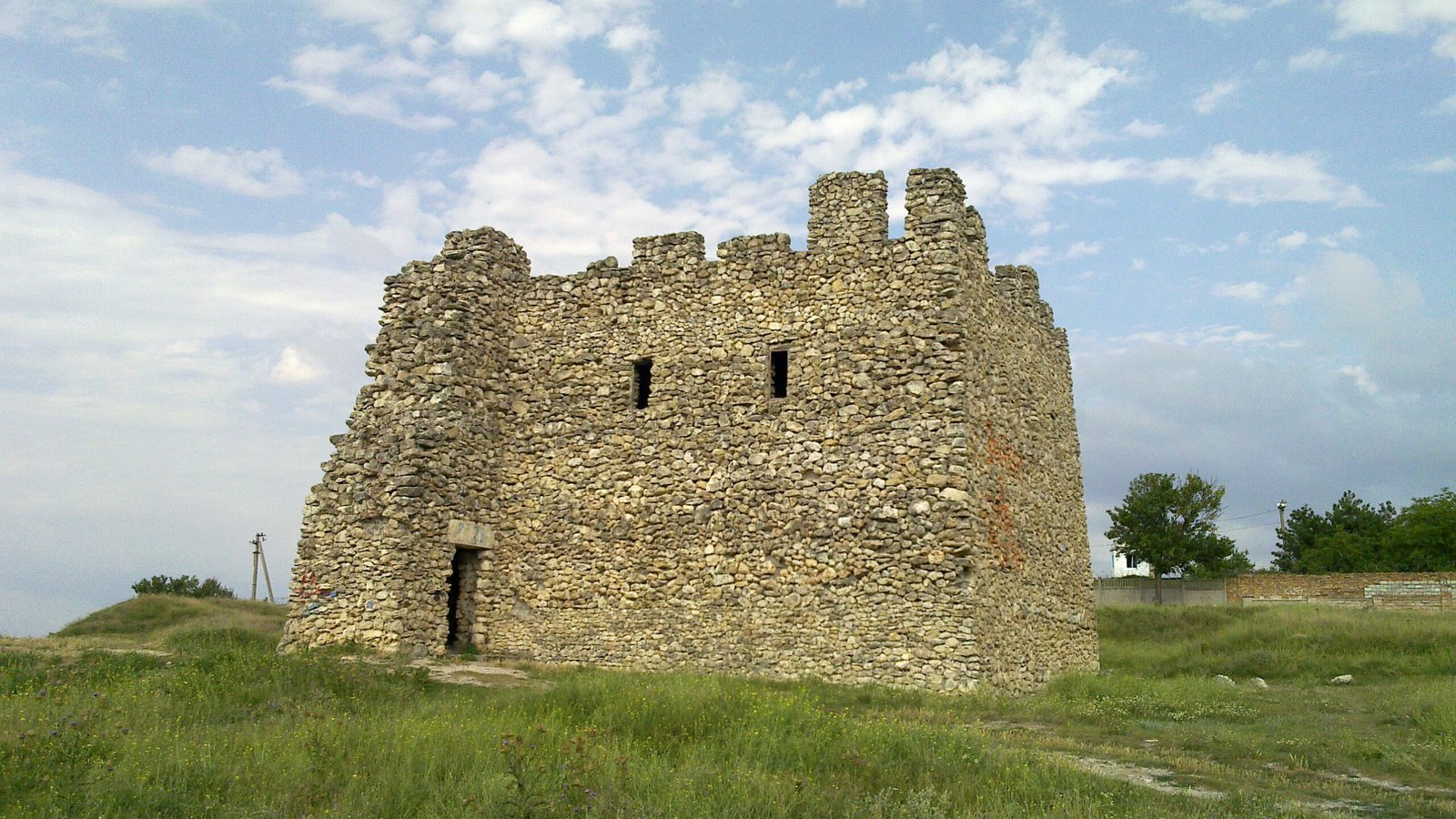
Неаполь-Скифский
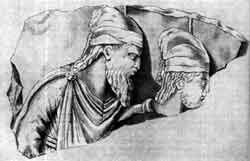
Царь Скилур и Палак. Барельеф из Неаполя Скифского
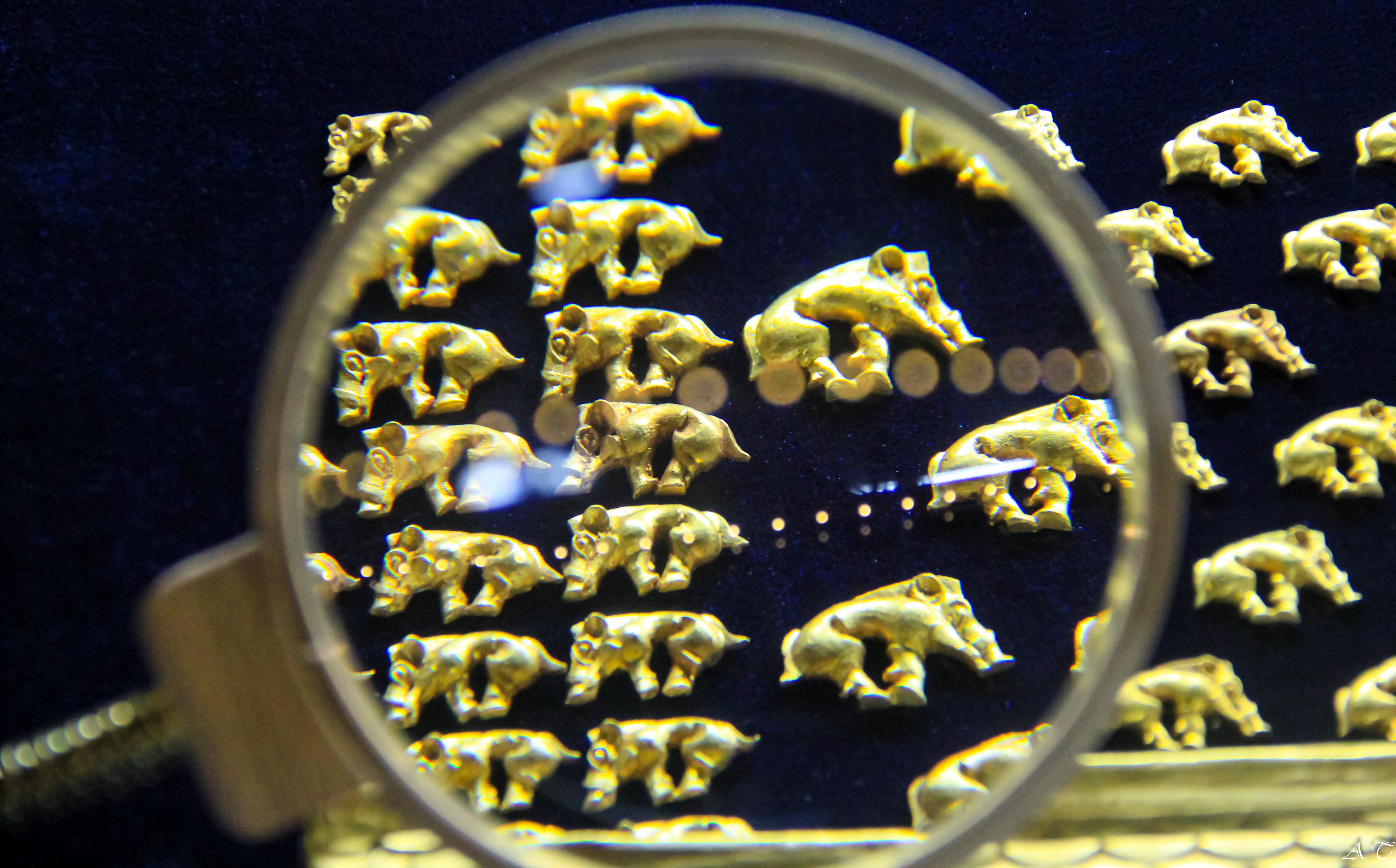
Золото скифов. Звериный стиль
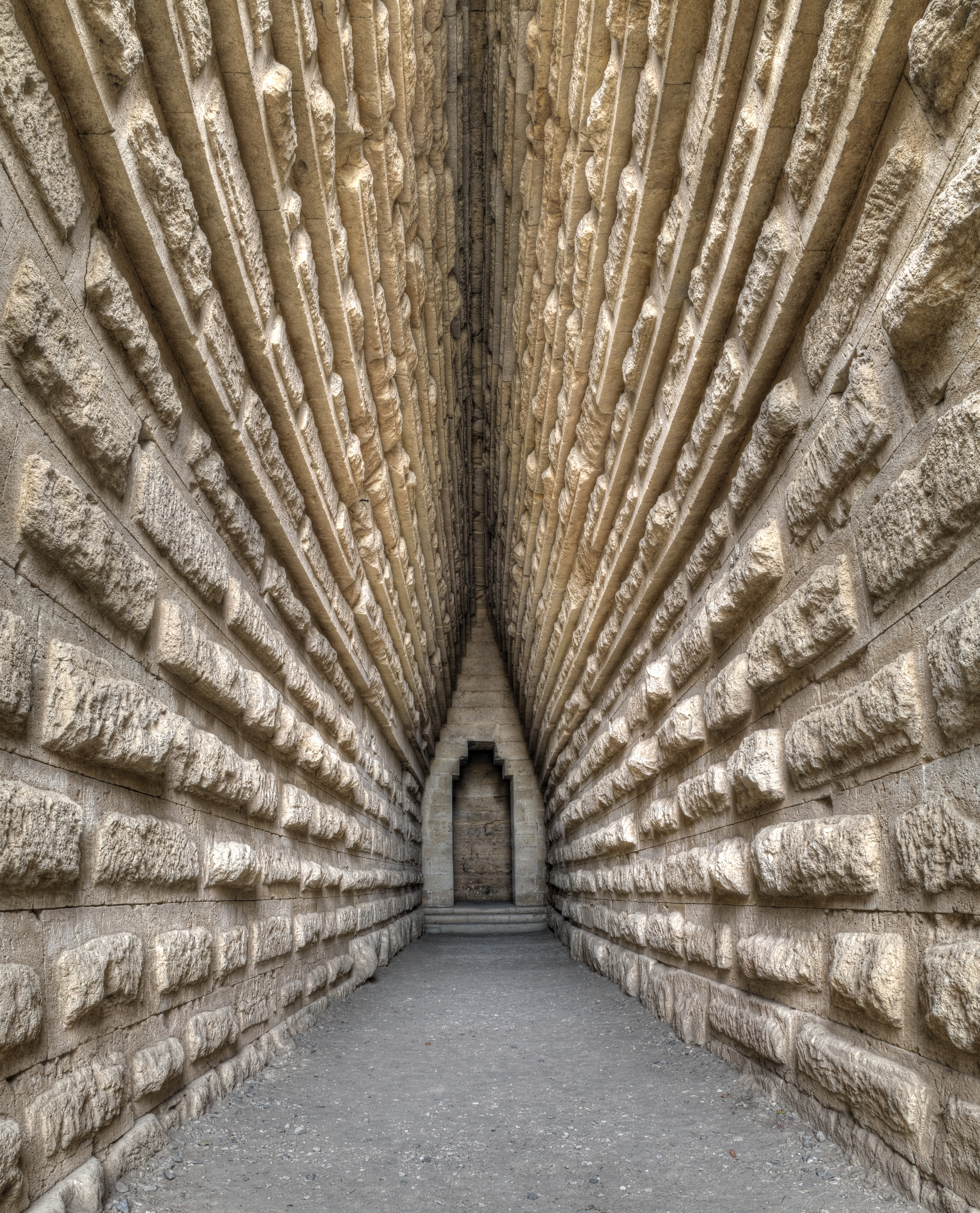
Царский курган в Керчи
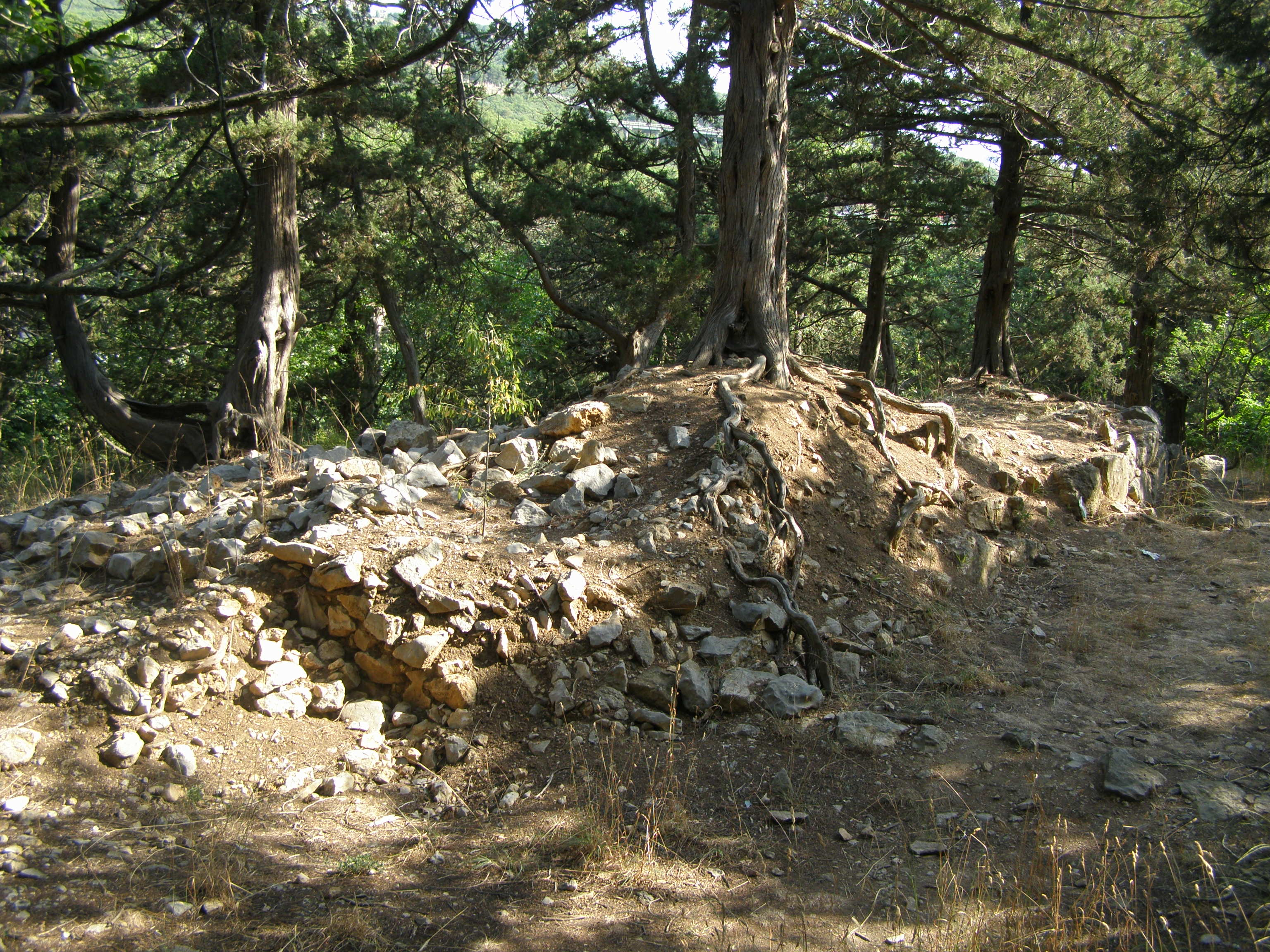
Остатки римской крепости I-III века Харакс на мысе Ай-Тодор

Греческие колонисты привезли на берега Киммерии-Таврики кораблестроение, виноградарство, выращивание оливковых деревьев и других культур, строили храмы, театры, стадионы. В Крыму возникают сотни греческих поселений — полисов. Античные греки создают великие историко-литературные памятники о Крыме. Еврипид на крымском материале написал драму «Ифигения в Тавриде». Греки, которые жили в Херсонесе Таврическом и в Боспоре Киммерийском, знают «Илиаду» и «Одиссею», в которых Киммерия безосновательно характеризуется как «грустная область, покрытая вечно влажным туманом и тучами». Геродот в V в. до н. э. писал о религиозных верованиях скифов, о таврах.
По сообщениям Геродота, скифы северного Крыма относились к «царским скифам», в отличие от населявших северное Причерноморье скифов-кочевников. В ходе контактов скифы побережья частично эллинизировались, поддерживали с греческими колониями торговые и культурные связи.
До конца III в. до н. э. государство скифов значительно сократилось под натиском сарматов. Скифы были вынуждены перенести свою столицу на речку Салгир (вблизи Симферополя), где возник Неаполь Скифский, он же Неаполис (греческое название).

### Римский протекторат
К середине I века н. э. в Крыму обосновались римляне. Боспорское царство попало в зависимость от Рима. Рим активно влияет на политику полуострова с 47 г. до н. э. по 340 гг. н. э. В году правления императора Нерона, между 62 и 68 гг. н. э., территория Боспорского царства была включена в состав провинции Мёзия. Римские войска находились в Крыму c середины II в. до середины III века н. э.. Римский гарнизон в Крыму в разное время состоял из войск V Македонского, XI Клавдиева, I Италийского легионов, а также солдат вспомогательных подразделений. Находки черепицы с клеймами легионов помогли установить их названия. Помимо этого, в крымские гавани заходил римский военный флот, представленный в основном кораблями Равеннской эскадры. Римляне в I веке строят военный лагерь Харакс, который был окончательно оставлен в III веке. Они прокладывают через Крымские горы дорогу Виа Милитарис/Via Militaris (Календская тропа), соединившую Херсонес с мысом Ай-Тодор на ЮБК. В римский период в Крыму начинает распространяться христианство. Одним из первых христиан в Крыму был ссыльный Климент I — 4-й Папа Римский.

### Поздняя античность в Крыму
В Европе начались потрясения, связанные с Великим переселением народов, которое непосредственно задело Крым.
Скифское государство в Крыму просуществовало до второй половины III веке и было уничтожено готами. Пребывание готов в крымских степях продолжалось сравнительно недолго. В 370 году в Крым с Таманского полуострова вторглись гунны Баламбера. Готы были оттеснены и закрепились в горном Крыму до VII века (крымские готы). При этом Боспорское царство подчинилось и устояло, даже сохранив династию. К концу IV века в Крыму оставался лишь один античный город Херсонес Таврический, который стал форпостом византийского влияния в регионе. При императоре Юстиниане в Крыму закладываются крепости Алустон, Гурзуф, Симболон и Судак, а также возрождается Боспор, власть над которым Византия получает к 520—530 годам. Славяне в Крыму оказались в III веке вместе с многочисленными племенами германцев. Вероятно какая-то часть славянского населения сохранилась в крымских землях с позднеримского времени, а небольшие группы антов переселились в Крым в VI—VII веках.

## Средневековье

Территориальное деление Византийской Империи в 1025 году

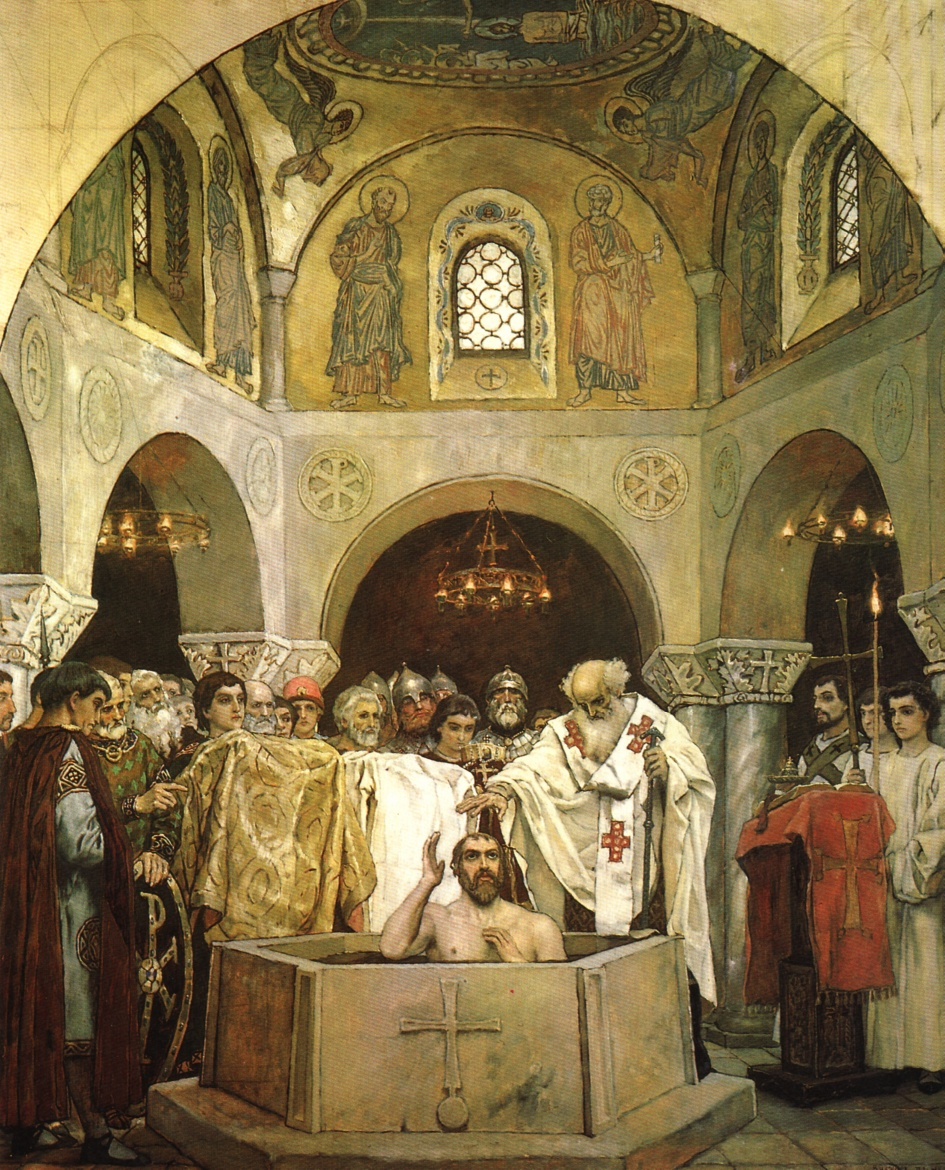
В. М. Васнецов Крещение князя Владимира в Херсонесе (988 год)

В VI веке Крым попал под контроль тюрков, Тюркский каганат контролировал также и северное Причерноморье. В VII веке здесь отметились булгары-тюрки. В начале VIII века Крым разделили между собой Византия и тюркская Хазария. В VIII веке в Византии началось движение иконоборчества, уничтожались иконы и росписи в храмах. Монахи, спасаясь от преследований, переселялись на окраины империи, однако не в Крым. Сюда попадали лишь те иерархи, которых ссылали по приказу императора. Само же население всегда старалось держаться официального курса и не выступать против императора.
В VI—XII веках в Юго-западном Крыму происходит развитие феодальных отношений и формирование укрепленных поселений на куэстах Внутренней гряды — «пещерных городов»: Кырк-Ор, Эски-Кермен, Бакла. Некоторые исследователи раннесредневековой Таврики до недавнего времени не соглашались с применением термина салтово-маяцкая культура к крымским памятникам VII—X веков и выдвигали другой термин — «северопричерноморская культура».
В VIII веке в «местности Дори» была образована Готская епархия Константинопольского патриархата[11].
В IX веке в Крыму появляются печенеги и венгры. В начале X века Крым становится ареной сражения армий русов (Хельгу) и хазар (Песах). После гибели Хазарского каганата хазарская часть Крыма переходит под влияние древнерусского Тмутараканского княжества. Значимым городом в этот период становится Корчев. В 988 году киевский князь Владимир после нескольких месяцев осады взял Херсонес Таврический. Это позволило Владимиру выдвинуть свои условия императору Василию II и жениться на византийской царевне Анне. Детали хронологии — на каком этапе описываемых событий Владимир принял крещение, произошло ли это в Киеве, в городе Василиве или Корсуне — были утеряны в Киевской Руси ещё в начале XII века, во времена составления «Повести временных лет», о чём летописец прямо сообщает.

После ослабления Византии в её бывших крымских владениях готаланами (крымскими готами) было основано православное христианское княжество Феодоро со столицей в крупнейшем «пещерном городе» городе Мангуп.

Памятники готского княжества Феодоро
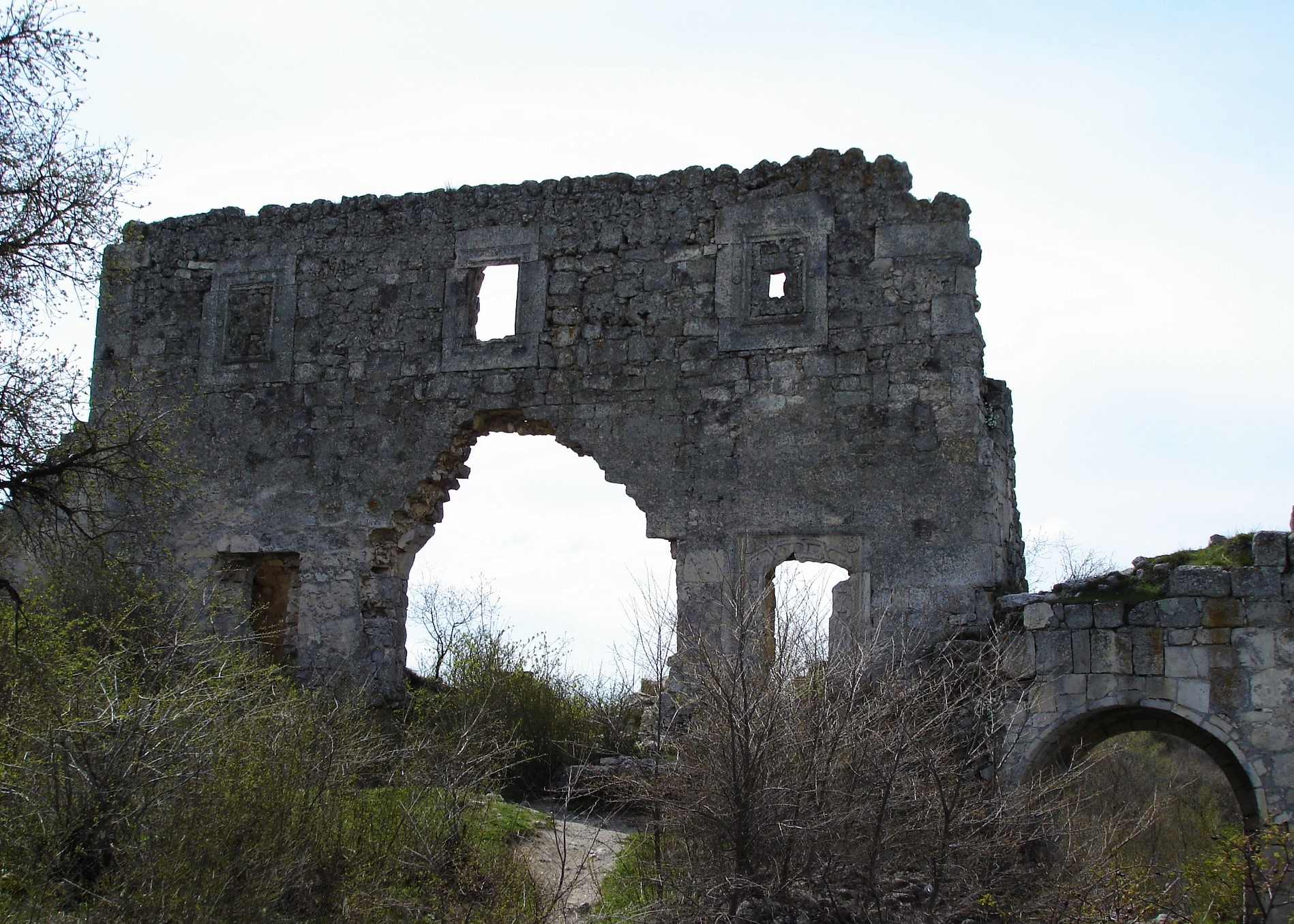
Цитадель Мангупа
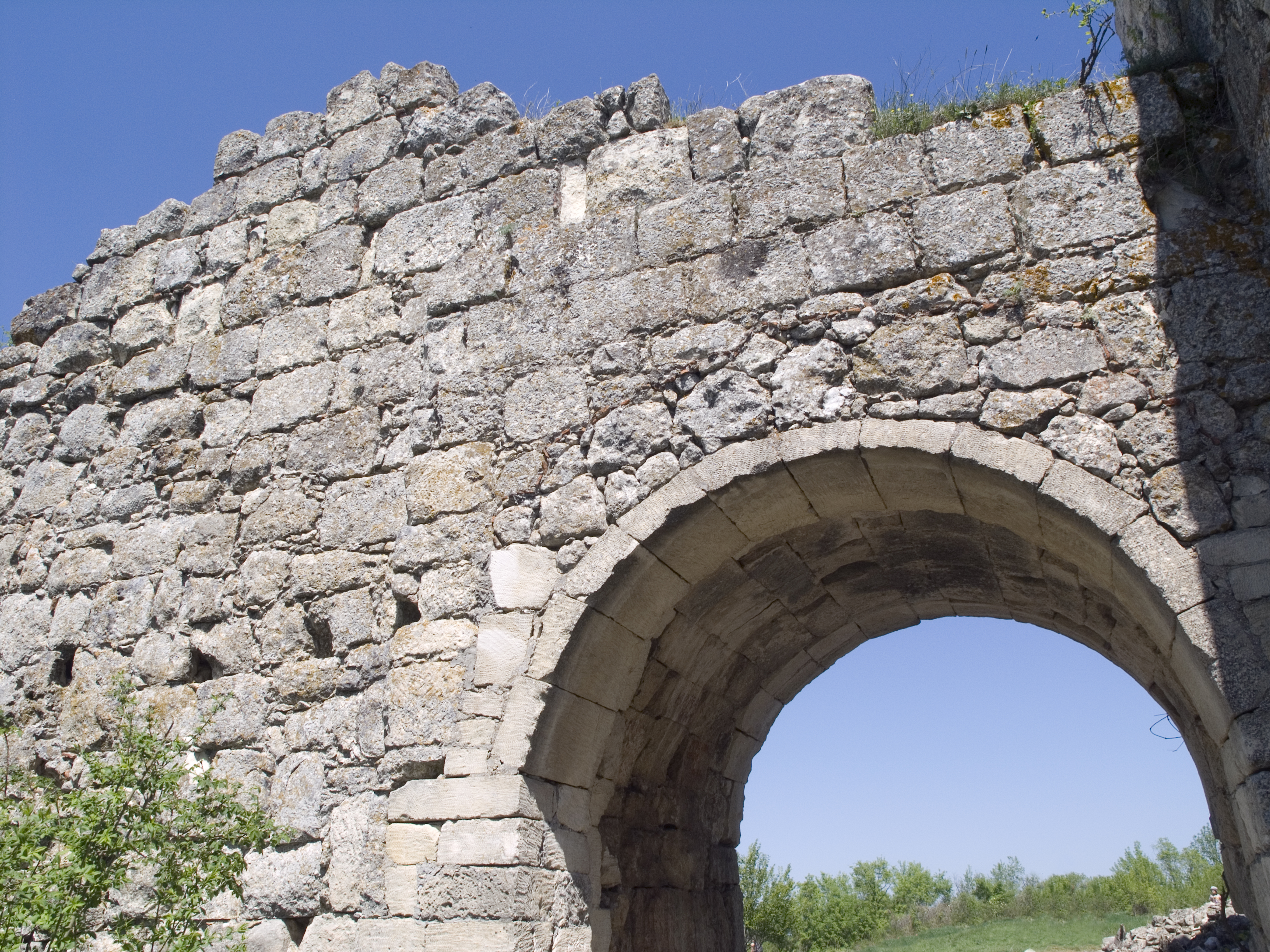
Мангуп. Ворота
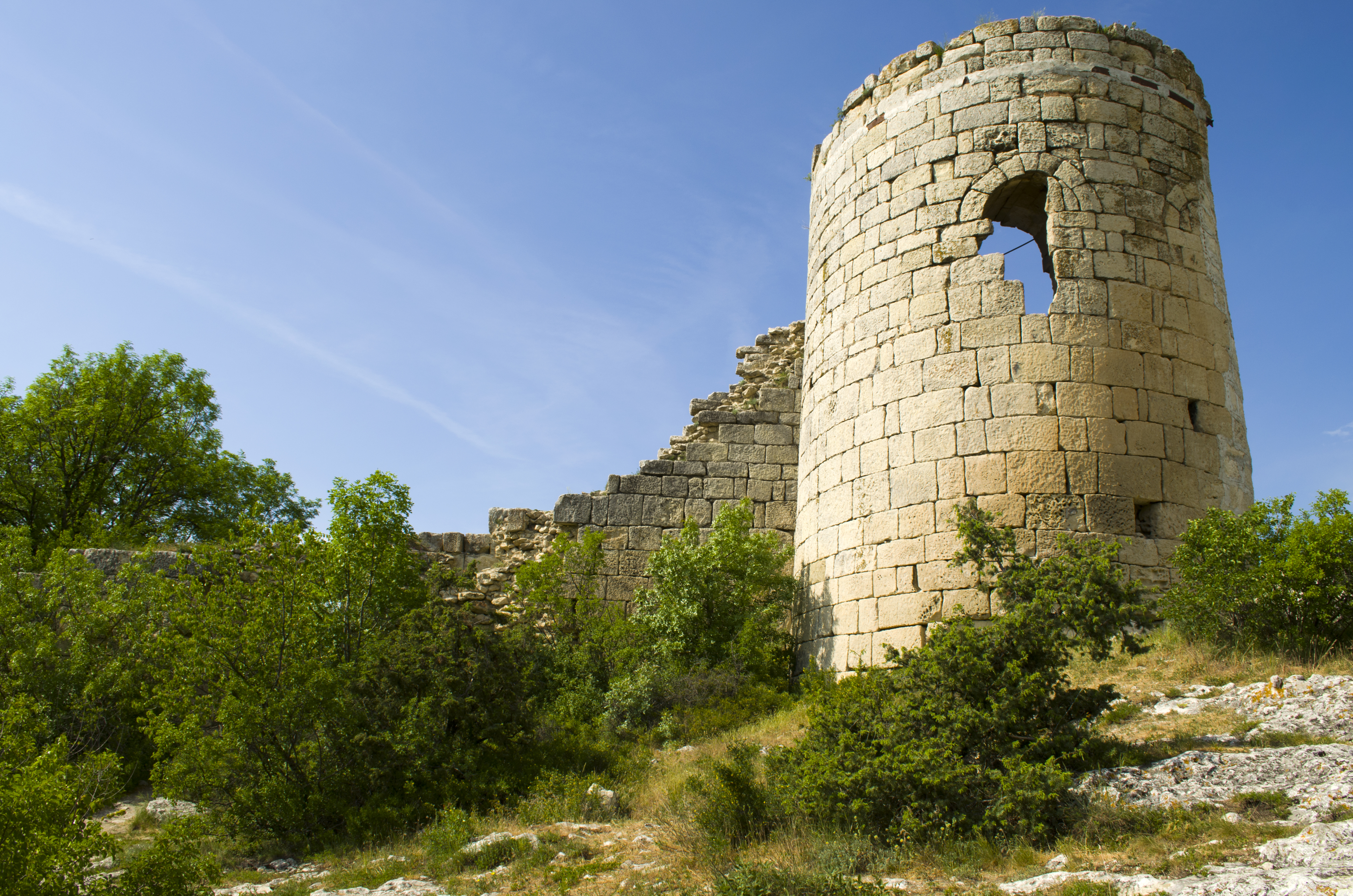
Сюйреньская крепость
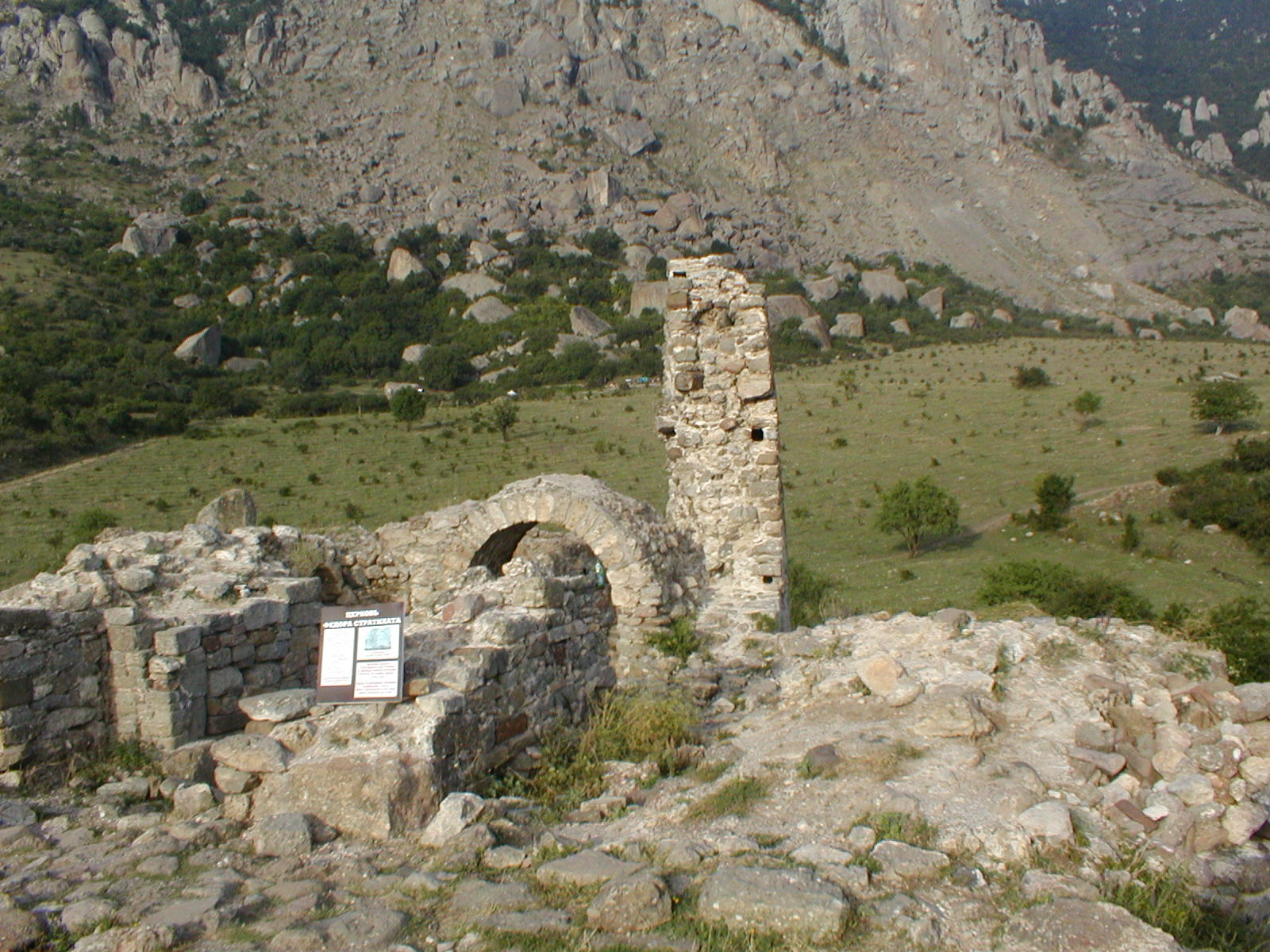
Укрепление Фуна
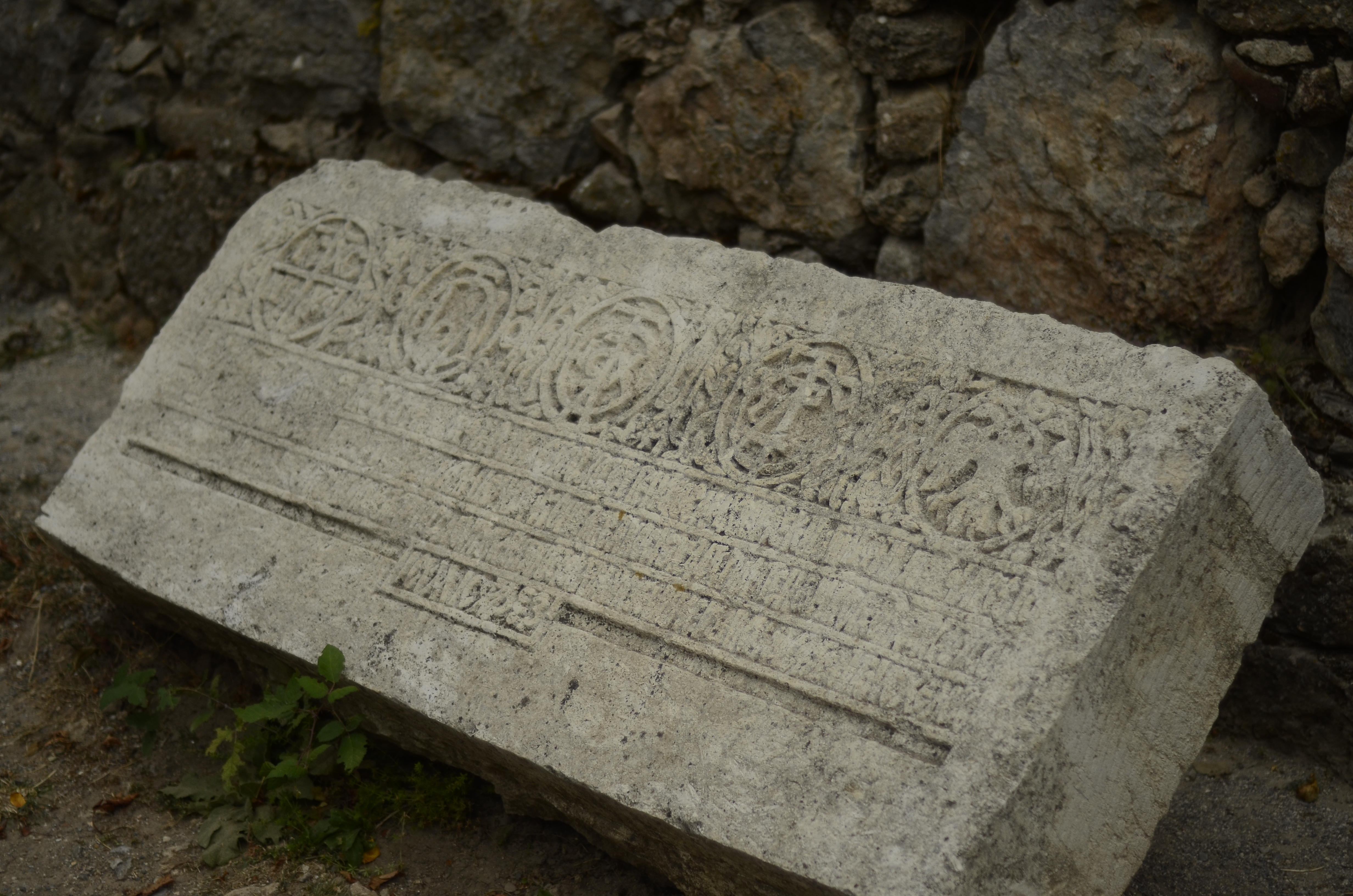
Резная плита из Фуны

В 1222 году турки-сельджуки захватывают Судак.
В 1223 году в Крым вторгаются татаро-монгольские отряды Джэбэ, но вскоре его покидают. Степной Крым становится владением Золотой Орды — улуса Джучи — не ранее 1250 года. Административным центром полуострова становится город Крым. Другим крупным городом Крымского улуса был Карасубазар. Первые монеты, выпущенные в Крыму ханом Менгу-Тимуром, датируются 1267 годом. Благодаря бурному расцвету генуэзской торговли и находившейся рядом Кафы Крым быстро превращается в крупный торговый и ремесленный центр. В 1299 году полуостров подвергается опустошительному нашествию войск золотоордынского беклярбека Ногая, разорившего несколько крупных городских центров.
Установившаяся в XIII веке гегемония Золотой Орды привела к расцвету северной ветви Великого шёлкового пути. Торговля обогатила приморские города Крыма, несмотря на периодические разорения.
В 1346 году чума проникла в Крым, где, согласно арабскому историку Ибн аль-Варди (который, в свою очередь, черпал сведения от купцов, торговавших на Крымском полуострове), от неё погибло 85 тысяч человек, «не считая тех, которых мы не знаем». Это была вспышка «Черной смерти» или второй пандемии чумы.

В XIV веке часть территорий юго-восточного побережья Крыма вытеснив венецианцев приобрели генуэзцы (Газария, Каффа, Солдайя). К этому времени в Крыму уже широко был распространён половецкий язык, о чём свидетельствует Кодекс Куманикус. В 1367 году Крым подчинялся мятежному беклярбеку Мамаю, власть которого также опиралась на генуэзские колонии. После поражения от Тохтамыша Мамай бежал в Крым и был убит в 1380 году.

Генуэзские форпосты в южном Крыму. (В порядке от Чембало в Кафе)
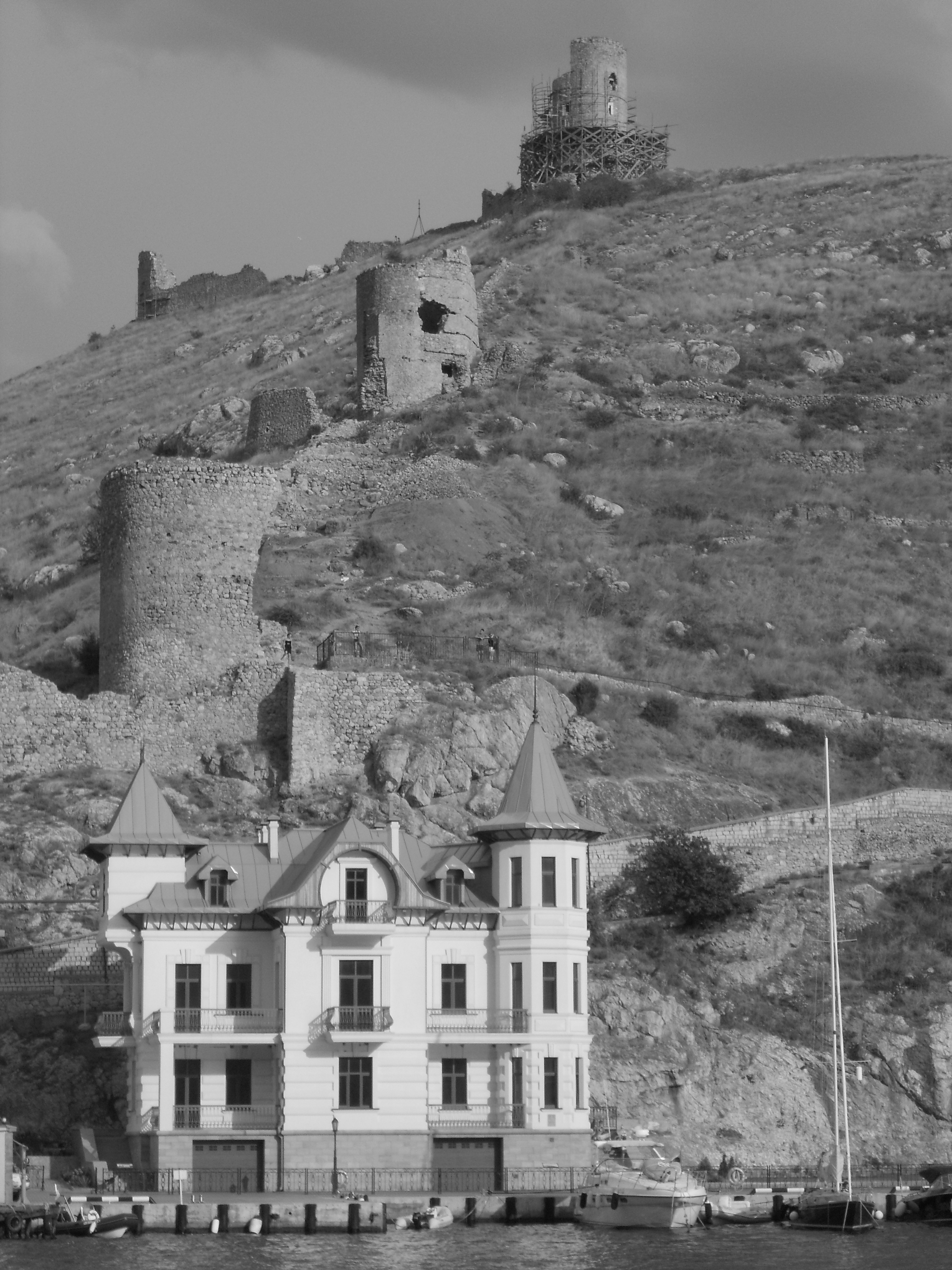
Чембало. Генуэзская крепость. (Балаклава)
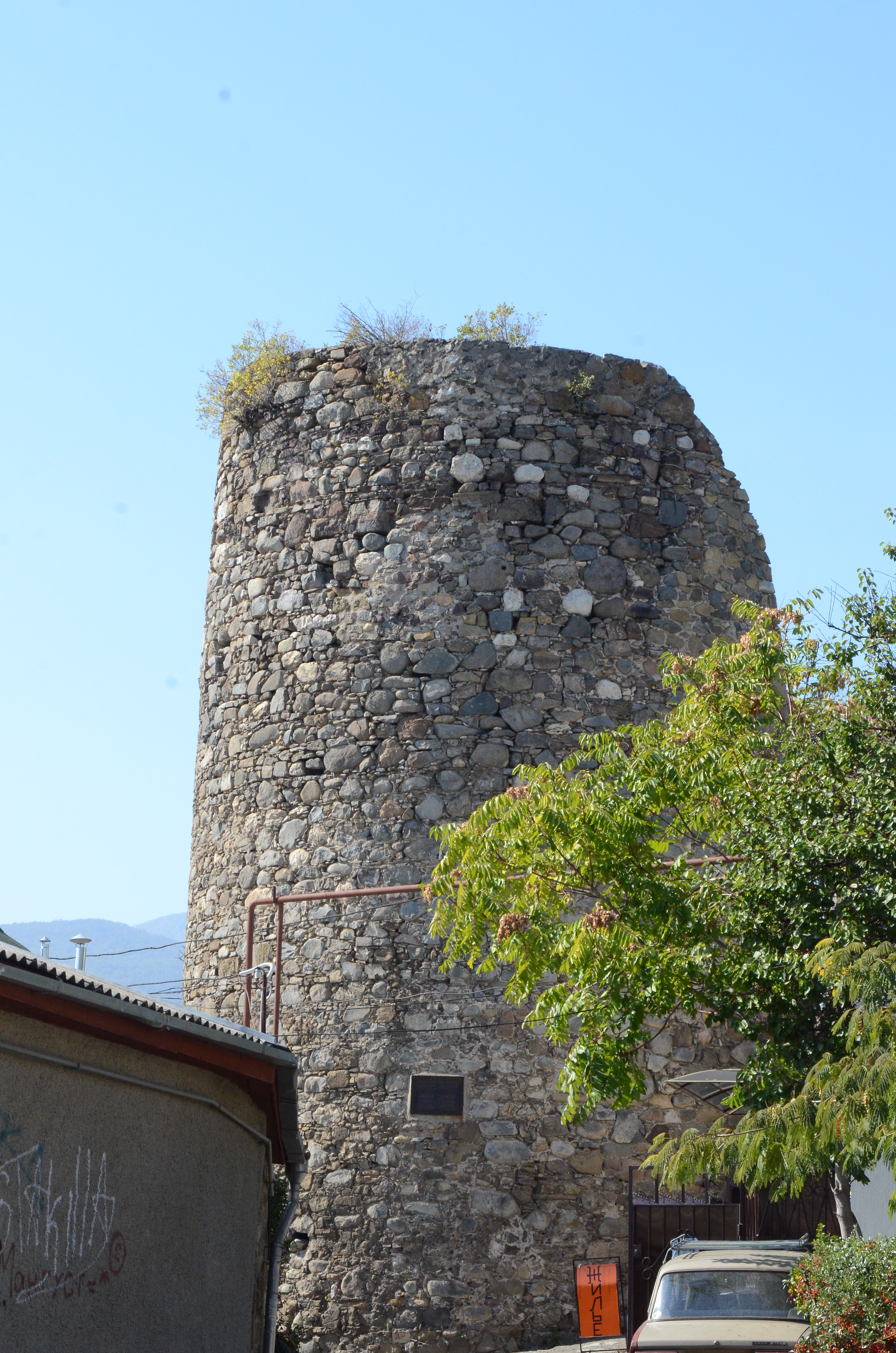
Остатки генуэзского укрепления Луста (Алушта)
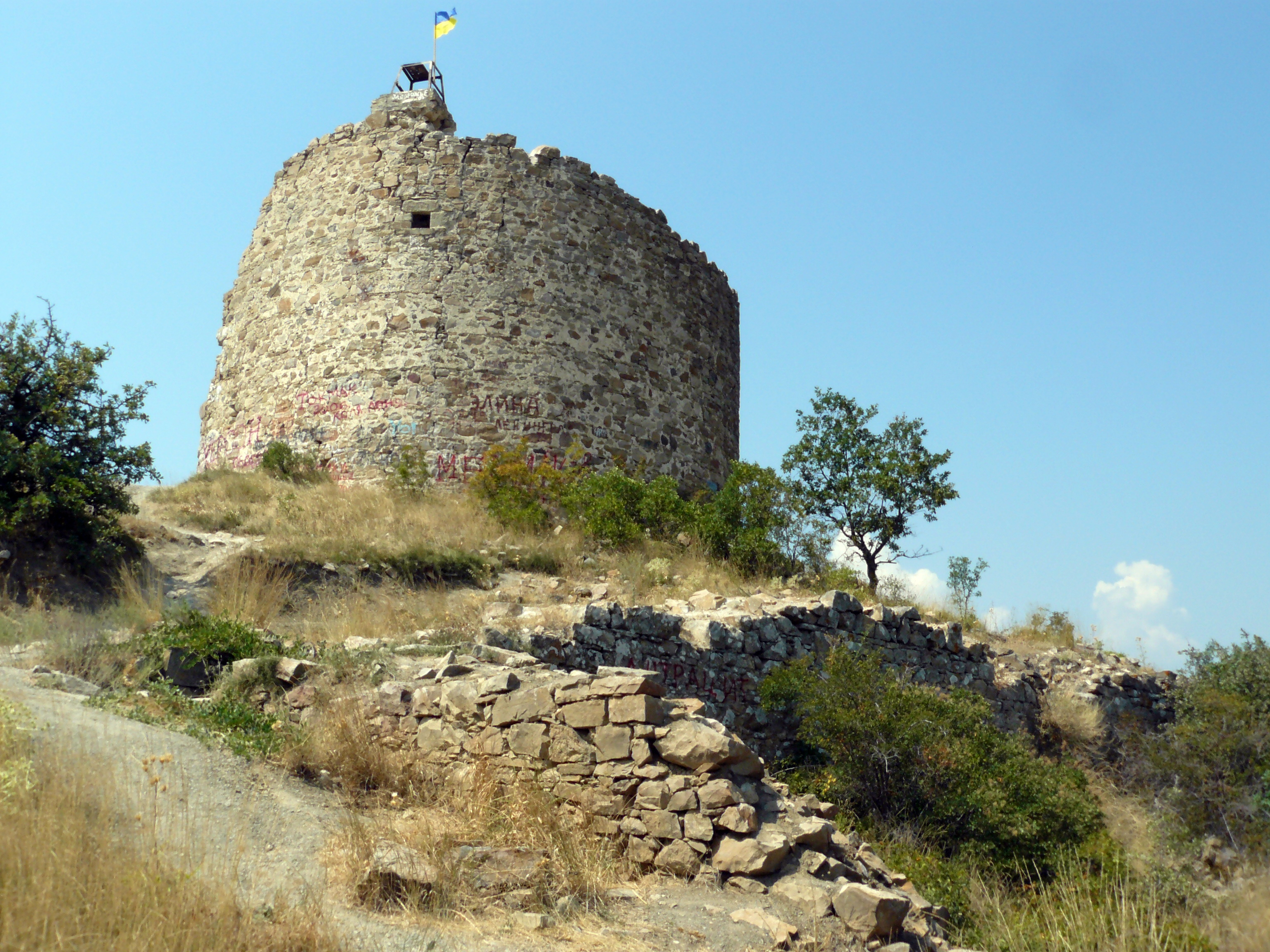
Замок Ди-Гуаско. (Башня Чобан-куле)
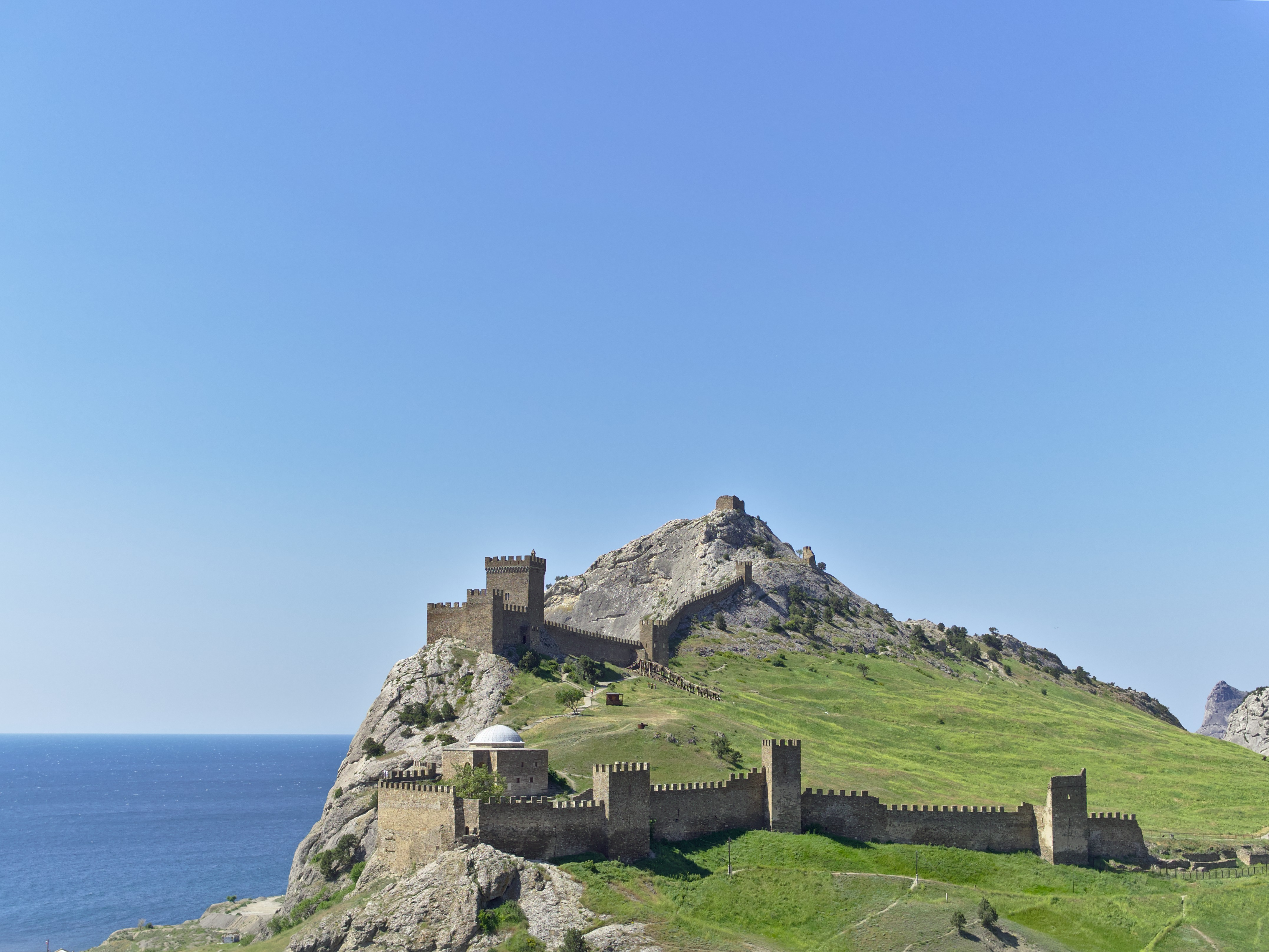
Сугдея. (Судакская крепость)
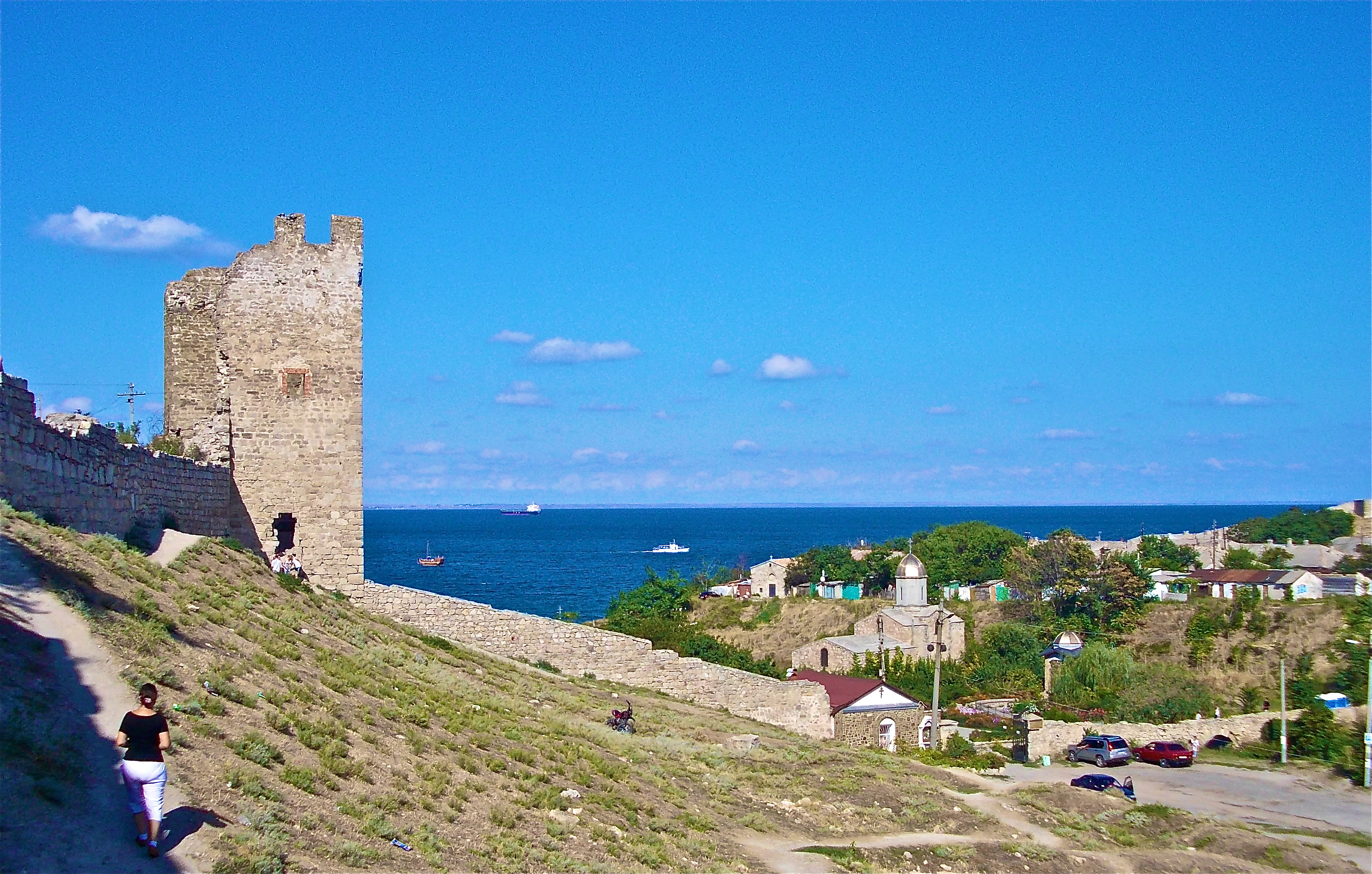
Кафа. (Феодосия)

В 1397 году литовский князь Витовт вторгается в Крым и доходит до Каффы. После погрома Едигея Херсонес превращается в развалины (1399 год).

## Крымское ханство и Османская империя

Крым в XVII веке

После распада Золотой Орды в 1441 году в Крыму из разных этносов, населявших Крым, начинается формирование крымскотатарского народа, образуется его государство — Крымское ханство. Помимо степной и предгорной части собственно Крыма занимало земли между Дунаем и Днепром, Приазовье и большую часть современного Краснодарского края России. На этот момент Крым разделён между степным Крымским ханством, горным княжеством Феодоро и генуэзскими колониями на южном побережье. Столицей княжества Феодоро был Мангуп — одна из крупнейших крепостей средневекового Крыма (90 га), которая при необходимости принимала под защиту значительные массы населения.
Летом 1475 года турки-османы, захватившие до этого Константинополь и территорию бывшей Византийской империи, высадили большой десант под командованием Гедик Ахмед-паши в Крыму и Приазовье, захватив все генуэзские крепости (в том числе Тана на Дону) и греческие города. В июле был осаждён Мангуп. Приморские города и горная часть Крыма вошли в состав Османской империи. На землях княжества и завоёванных генуэзских колоний капитанства Готия был создан турецкий пашалык Кефе, позднее преобразованный в эялет; османы содержали там свои гарнизоны, чиновничий аппарат и взимали налоги. Крымское ханство стало вассалом Османской империи.
К XVI веку Османская империя перешла к стратегической обороне, основными компонентами которой было строительство крепостей в устьях рек, создание своего рода буферной зоны — безлюдной территории «Дикого поля», перенос вооружённой борьбы с северными соседями — Польшей и Россией — вглубь польских и российских владений, используя для этого зависимое от неё Крымское ханство.

Крымское ханство и Османская империя
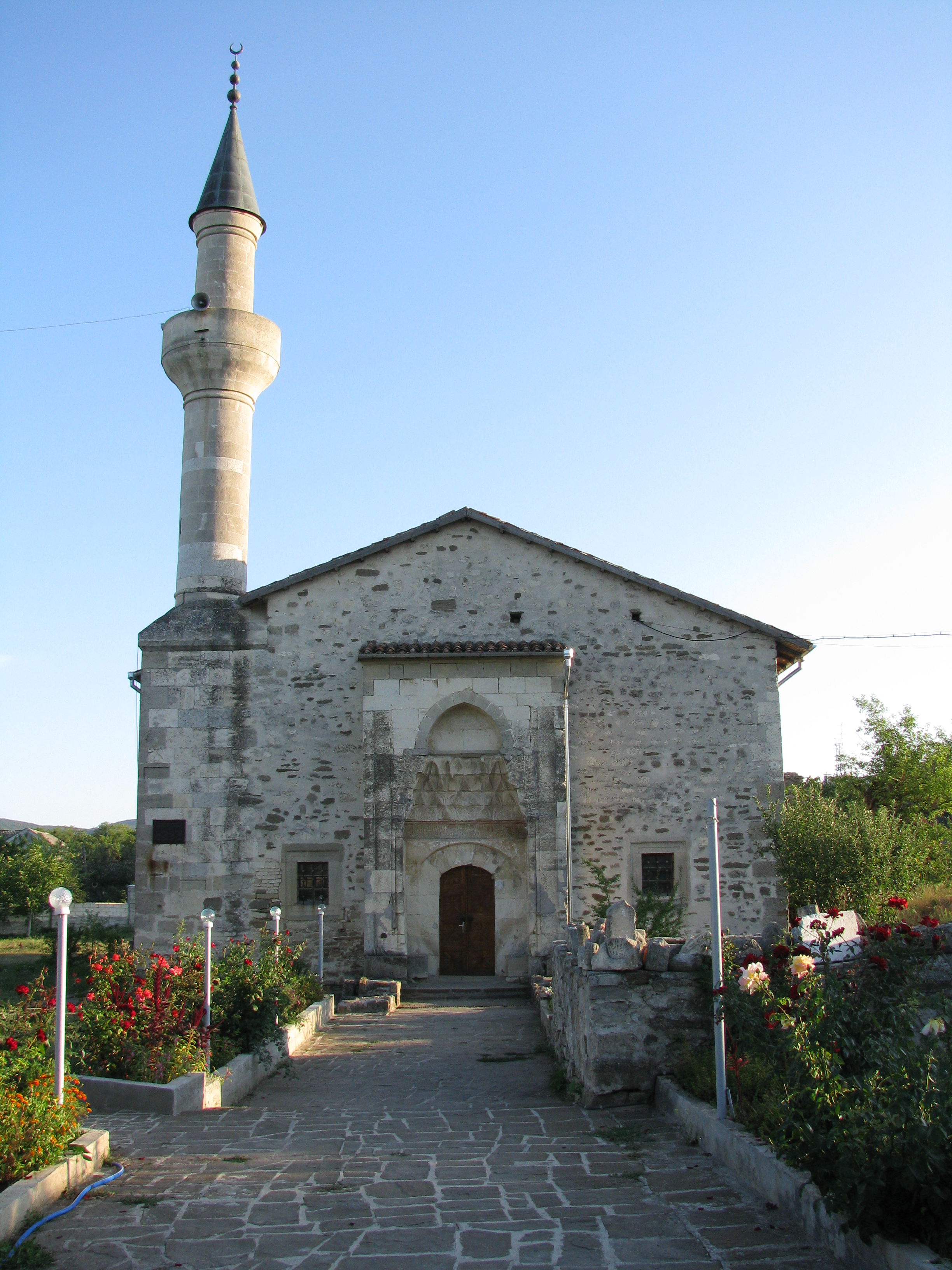
Мечеть хана Узбека (1314) Старейшая существующая мечеть Крыма
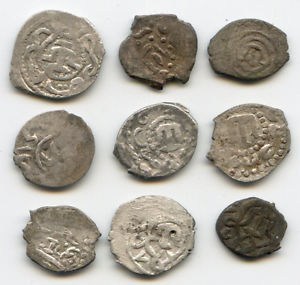
Тамга Гераев на монетах Крымского ханства
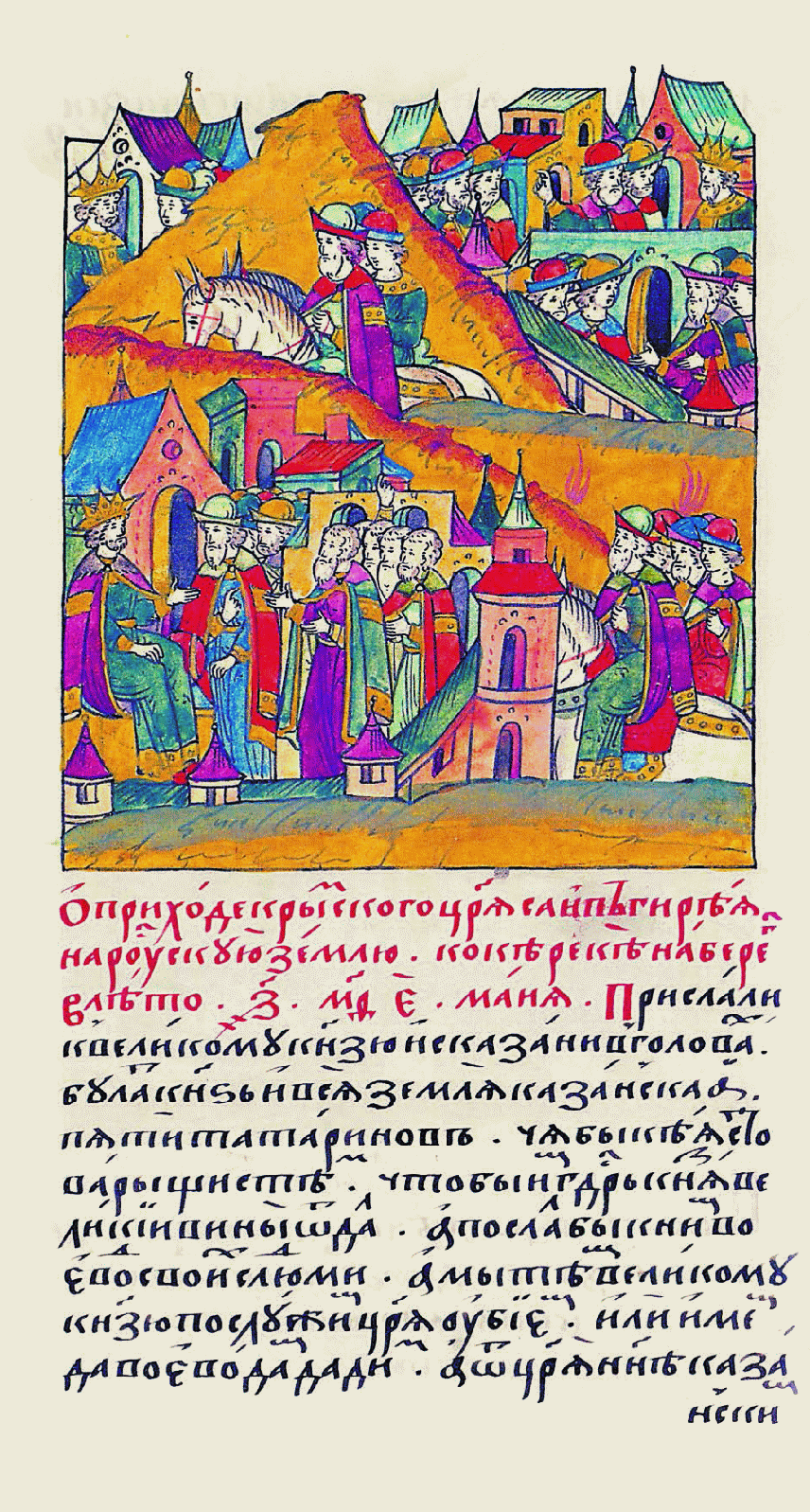
Миниатюра Лицевого летописного свода XVI в.: "О приходе Крымского царя Саип-Гирея на Рускую землю к Оке реке на берег"
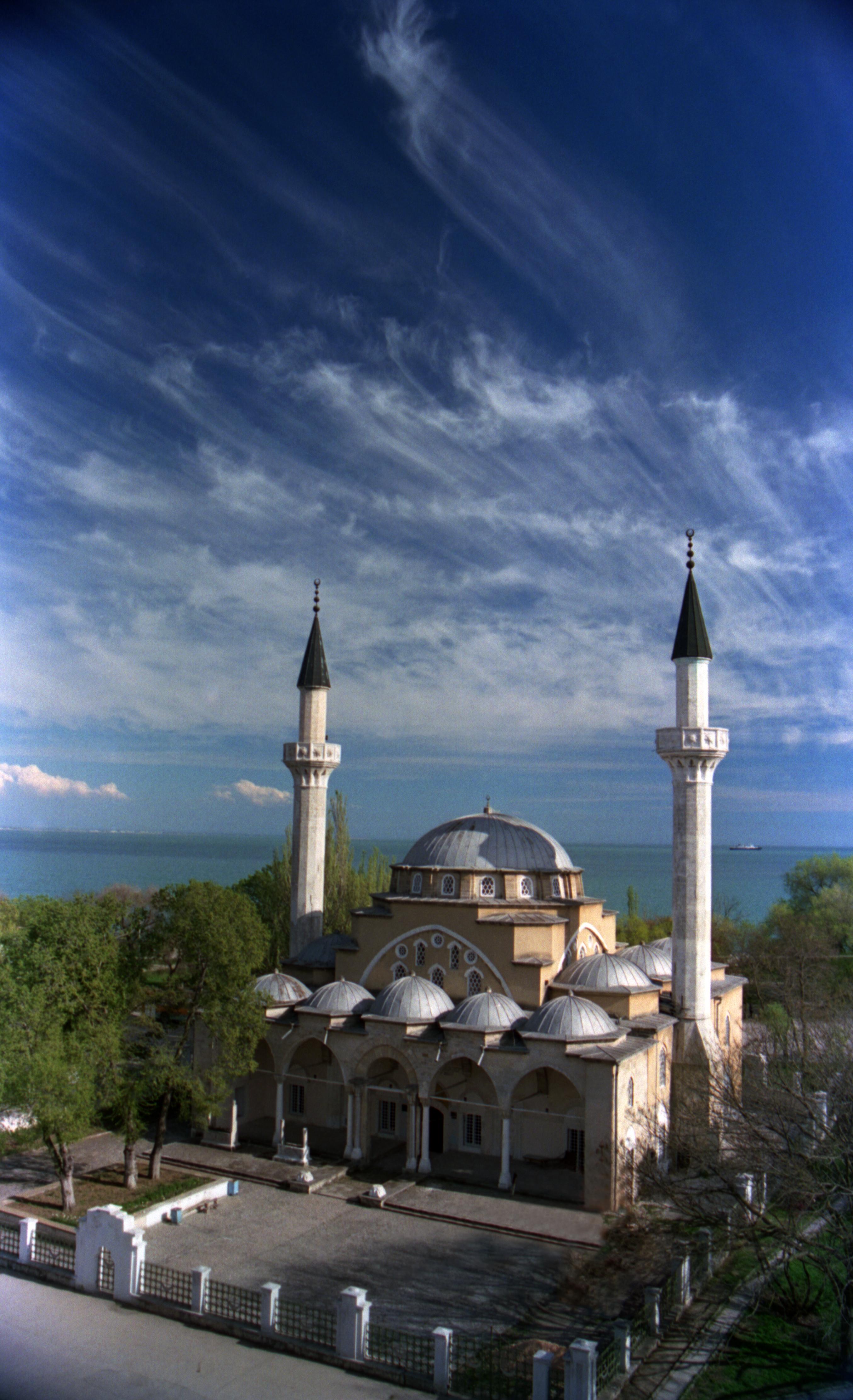
Мечеть Джума-Джами (1552-1564)
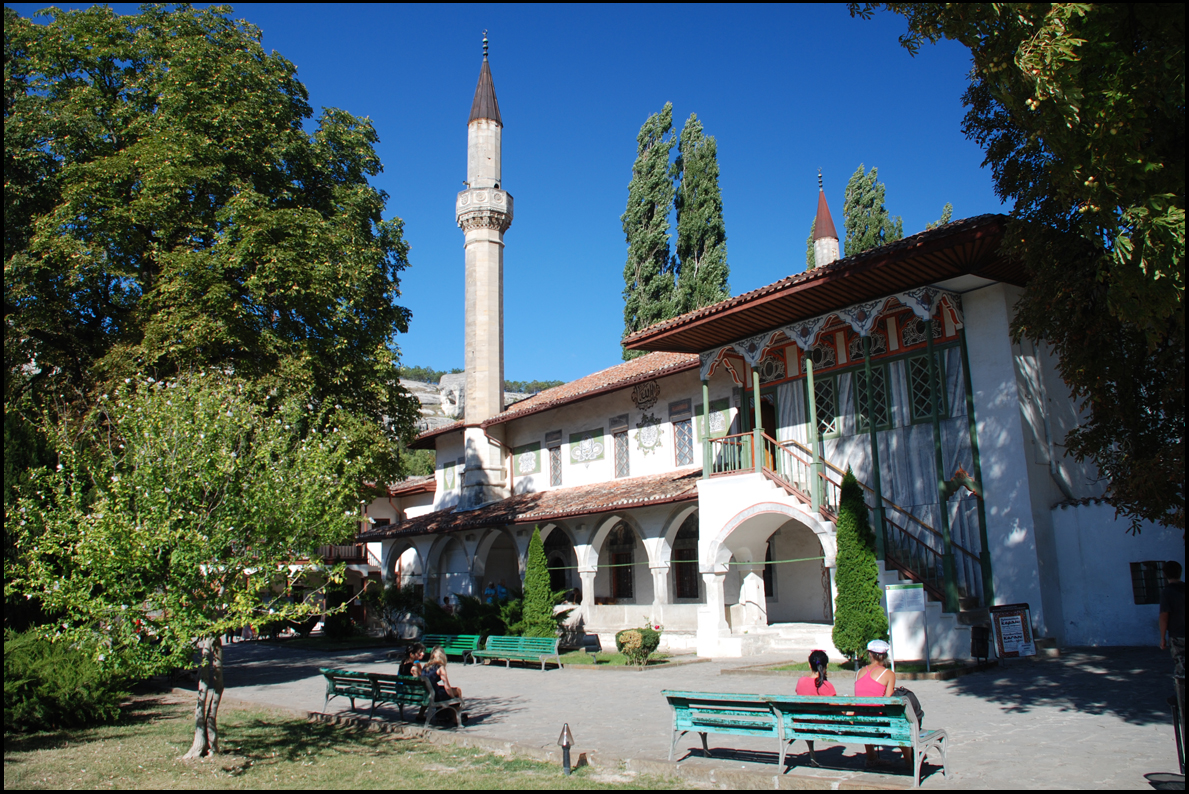
Ханский дворец в Бахчисарае (начало XVI-XVIII века)
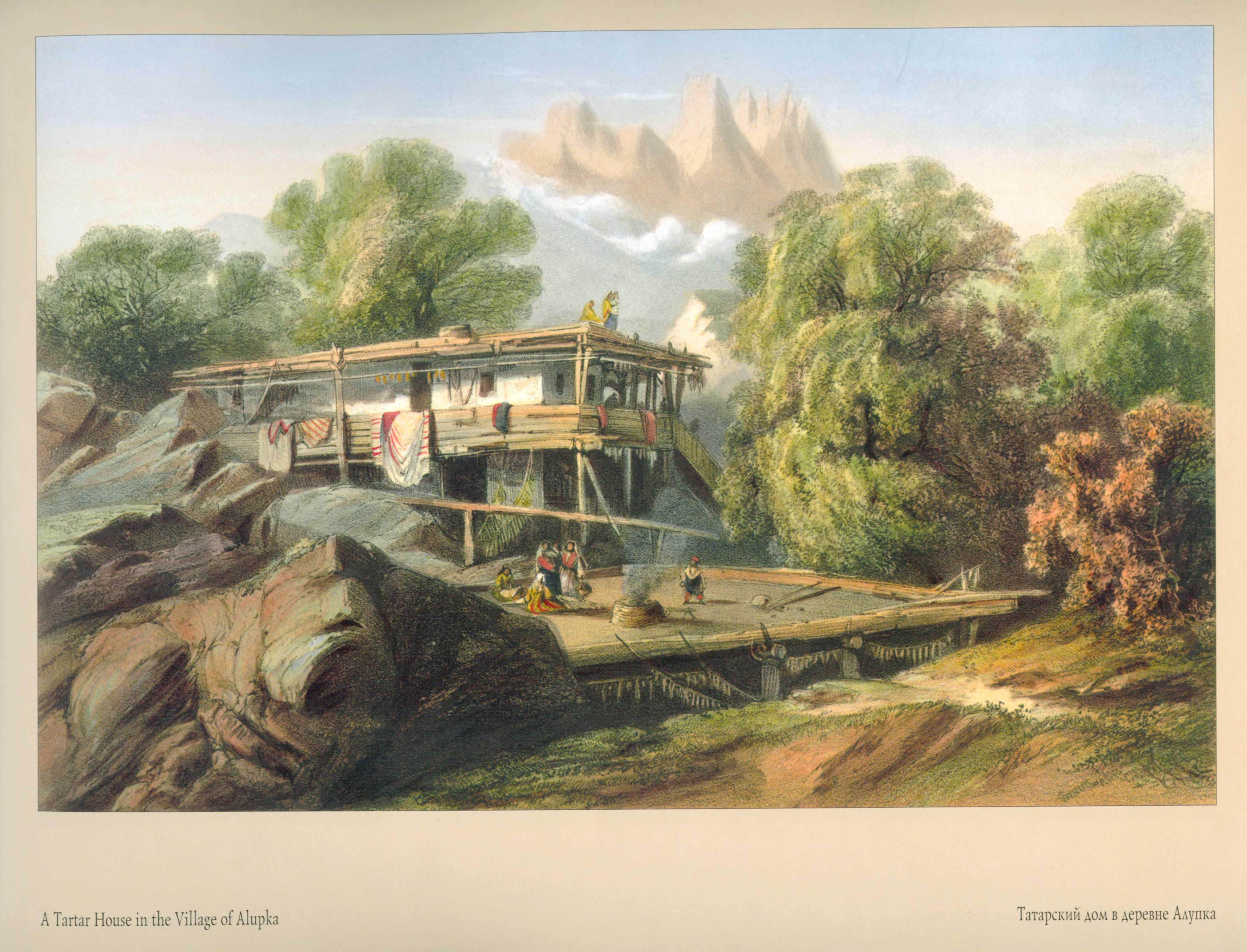
Татарский дом в Алупке. Карло Боссоли, из альбома 1856 года
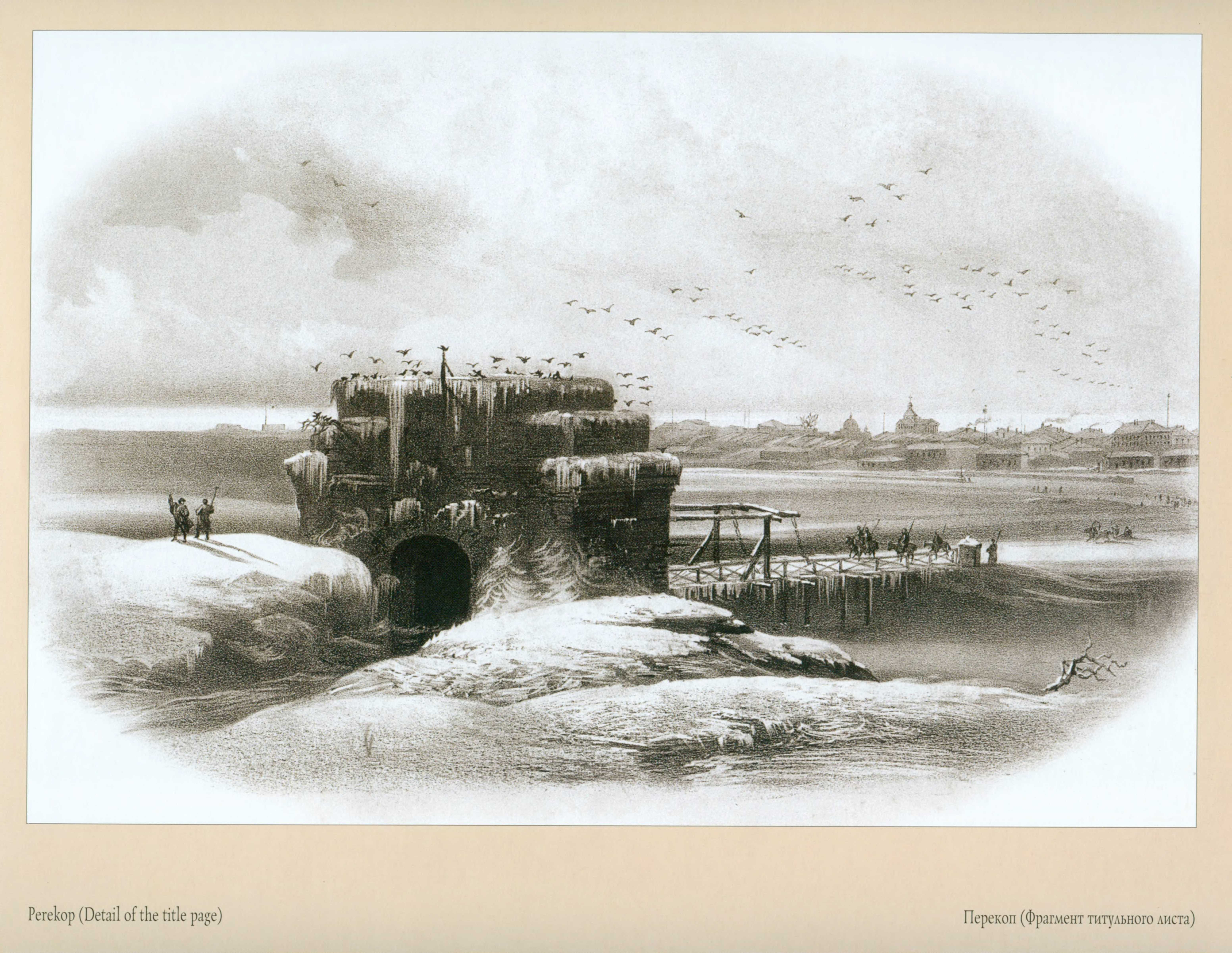
Крепость Ор-капу на Турецком валу. Гравюра Карло Боссоли "Перекоп"

В XVI веке турки с помощью итальянских специалистов строят на Перекопе крепость Ор-Капу. С этого времени у Перекопского вала появляется другое имя — Турецкий. С конца XV века татары в Крыму постепенно переходят от кочевых форм хозяйства к оседлому земледелию. Основным занятием крымских татар (так их стали называть намного позднее) на юге становится садоводство, виноградарство, выращивание табака. В степных районах Крыма было развито животноводство, в первую очередь разведение овец и коней.
Возрождается на месте античной Керкинитиды и приобретает статус города Гезлев (Евпатория). В 1552 году при хане Девлете I Герае в Гезлеве закладывается самая большая до настоящего времени и величественная мечеть Крыма — Джума-Джами.

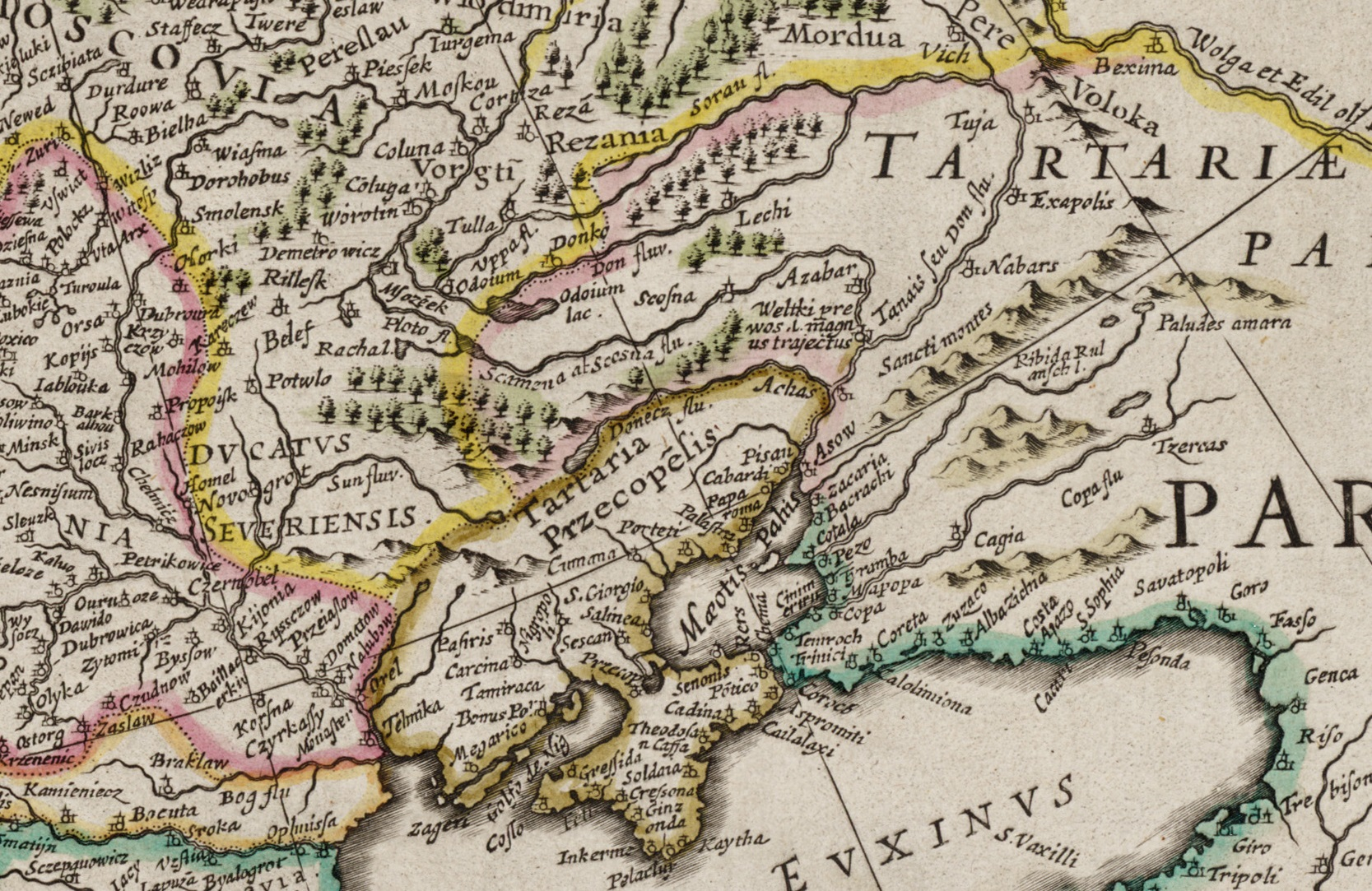
Крымское ханство на карте 1644 года

С конца XV века Крымское ханство совершало частые набеги на Русское государство и Речь Посполитую. Одна из целей набегов — захват рабов и их перепродажа на турецких рынках. Общее число рабов, прошедших через крымские рынки, оценивается в три миллиона человек.
Как только русское государство избавилось от ига Золотой Орды, перед ним вновь встала задача выхода к Чёрному морю, осуществлённая в эпоху Киевской Руси. Разгромив Казанское и Астраханское ханства, Россия направила вектор экспансии на юг, навстречу турецко-татарской угрозе. Засечные черты, сооружаемые на русских границах, надвигались на Дикое поле. Отвоёванные земли осваивались земледельцами, застраивались городами, что оказывало давление на оборонительные рубежи Османской империи, несмотря на неудачные крымские походы русских войск в XVI и XVII веках.
Военные походы русской армии против Крымского ханства, предпринятые в 1687 и 1689 годах под руководством князя В. В. Голицына значительными силами, не продвинулись далее Ор-Капы (Перекопа).
Неуспешность этих военных предприятий заставила осознать место и роль Крыма как ключевой территории, обеспечивающей господство в Северном Причерноморье. Азовские походы Петра I (1695—1696), не решившие черноморской проблемы, ещё раз подчеркнули значение крымского направления. Овладение Крымским полуостровом стало одной из важнейших внешнеполитических задач Российской империи в XVIII столетии.

## XVIII век, русско-турецкие войны

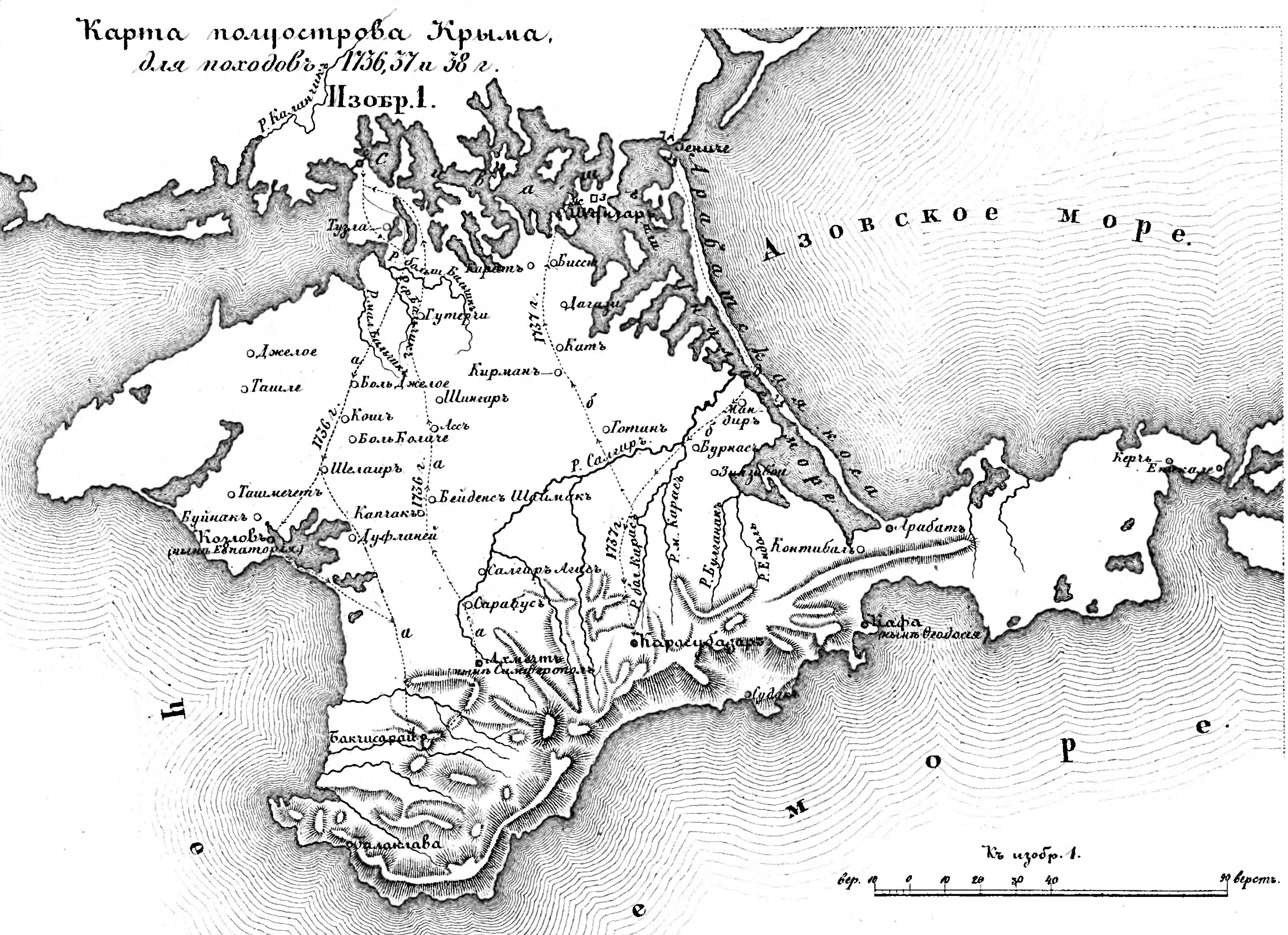
Старинная карта Крыма для походов русских войск в 1736, 37, 38 г.

В ходе Русско-турецкой войны (1735—1739) российская днепровская армия, насчитывавшая 62 тысячи человек и состоявшая под командованием генерал-фельдмаршала Бурхарда Христофора Миниха, 20 мая 1736 года взяла штурмом османские укрепления у Перекопа, а 17 июня заняла Бахчисарай. Однако недостаток продовольствия, а также вспышки эпидемий в армии заставили Миниха отступить в Россию.
В июле 1737 года в Крым вторглась армия под предводительством генерал-фельдмаршала Петра Ласси, нанеся армии крымского хана ряд поражений и захватив Карасубазар. Но и она была вскоре вынуждена покинуть Крым из-за недостатка снабжения. Единственным итогом вторжений русских армий стало опустошение полуострова, поскольку разрыв между уже освоенной русскими территорией Дикого поля и занятыми в ходе военных экспедиций землями был слишком велик, чтобы обеспечить их хозяйственное освоение и эффективную оборону и таким образом рассчитывать на включение Крыма в состав русских владений.
Такая практическая возможность появилась лишь после того, как на вновь освоенных пространствах был подготовлен необходимый плацдарм. Несмотря на попытки Крымского ханства и Османской империи воспрепятствовать русской колонизации Северного Причерноморья вооружённой силой, она фактически началась ещё до того, как в 1771 году армия генерал-аншефа В. М. Долгорукова овладела Крымом, за что он впоследствии получил от императрицы Екатерины II шпагу с алмазами, алмазы к ордену св. Андрея Первозванного и титул Крымского. Князь Долгоруков вынудил крымского хана Селима бежать в Турцию и возвёл на его место сторонника России, хана Сахиба II Гирея, который подписал договор с Россией о союзе, получив обещание русской военной и финансовой помощи.
Русско-турецкая война 1768—1774 годов положила конец османскому господству над Крымом, и по Кючук-Кайнарджийскому мирному договору 1774 года османы официально отказались от претензий на полуостров. К России отошли крепости Керчь и Еникале, запиравшие выход из Азовского в Чёрное море. Керченский пролив стал российским, что имело большое значение для южной торговли России. Крымское ханство было объявлено независимым от Турции. К Крымскому ханству перешли бывшие османские владения на полуострове (Южный и Юго-Восточный Крым). Историческая задача выхода России в Чёрное море наполовину была решена.
Потребовалось, однако, немало времени, средств и усилий (как военных, так и дипломатических), прежде чем Турция смирилась с выходом Крыма и Северного Причерноморья из-под своего влияния. Турецкий султан, являясь верховным халифом, сохранял в своих руках религиозную власть и право утверждения новых ханов, что оставляло ему возможность реального давления на Крымское ханство. В итоге крымская знать разделилась на две группы — русской и турецкой ориентации, столкновения между которыми доходили до настоящих сражений, а попытки новоутверждённых ханов утвердиться на крымском престоле приводили к вмешательству русских войск на стороне российских ставленников.
Добившись объявления независимости Крыма, Екатерина II не отказалась от мысли о присоединении его к России. Этого требовали жизненные интересы России, ибо Крым имел большое военно-политическое и экономическое значение для русского государства. Без Крыма нельзя было иметь свободного выхода к Чёрному морю. Но султанская Турция, в свою очередь, не думала отказаться от Таврического полуострова. Она прибегала к разным ухищрениям, чтобы восстановить своё влияние и господство в Крыму. Таким образом, несмотря на наличие Кючук-Кайнарджийского мирного договора, борьба между Россией и Турцией из-за Крыма не ослабевала.

Русско-турецкие войны
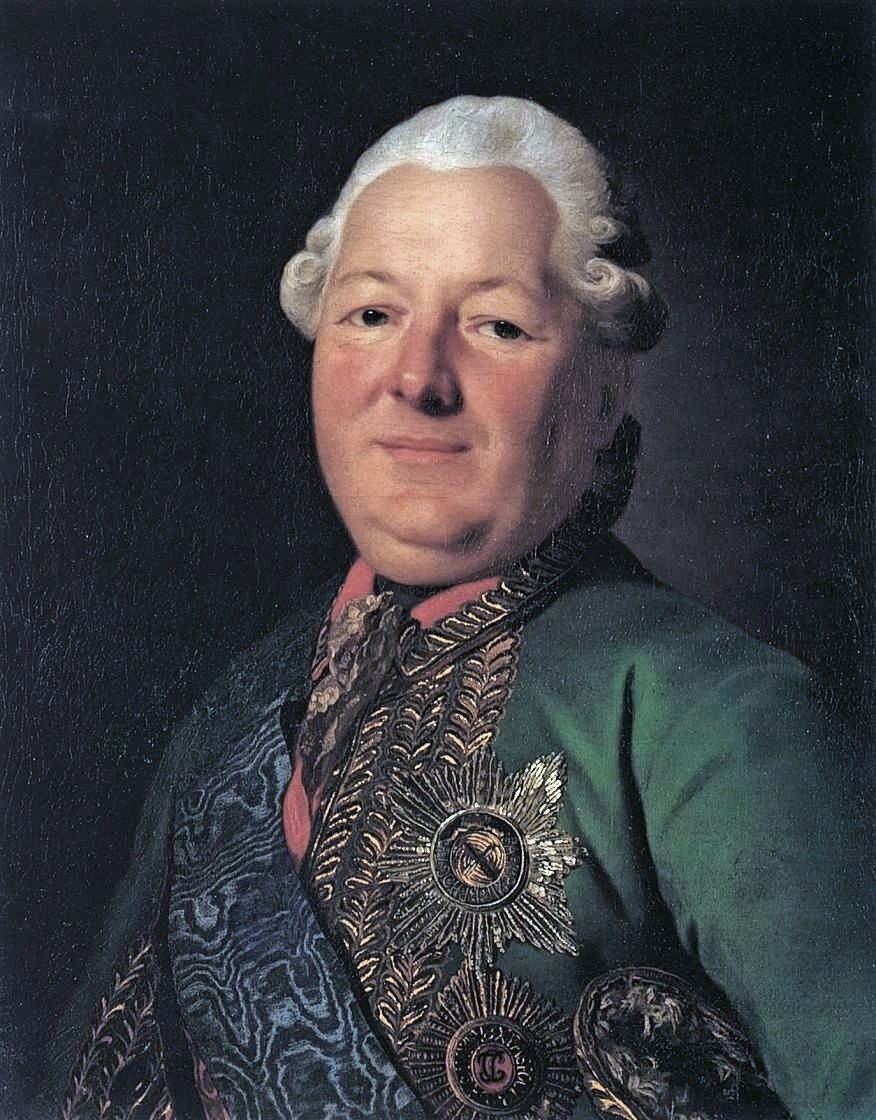
В. М. Долгоруков-Крымский (1722—1782), главнокомандующий русской 2-й армией в 1770-1771 годах
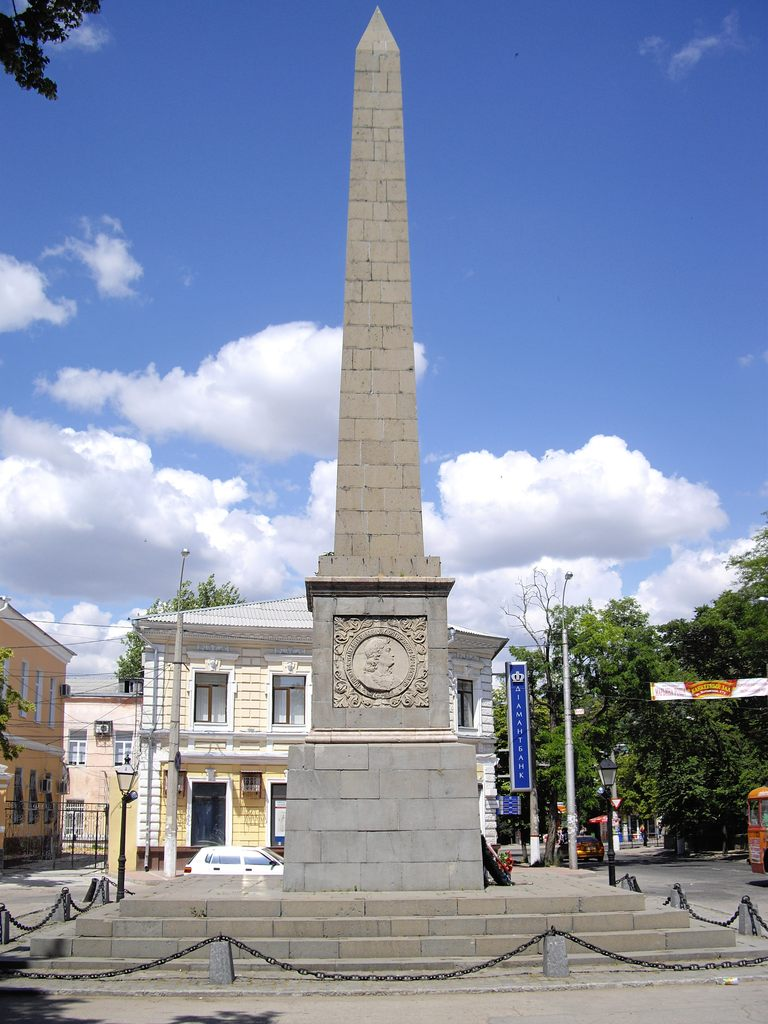
Долгоруковский обелиск в Симферополе, установленный 29 сентября (11 октября) 1842 года в честь князя В. М. Долгорукова
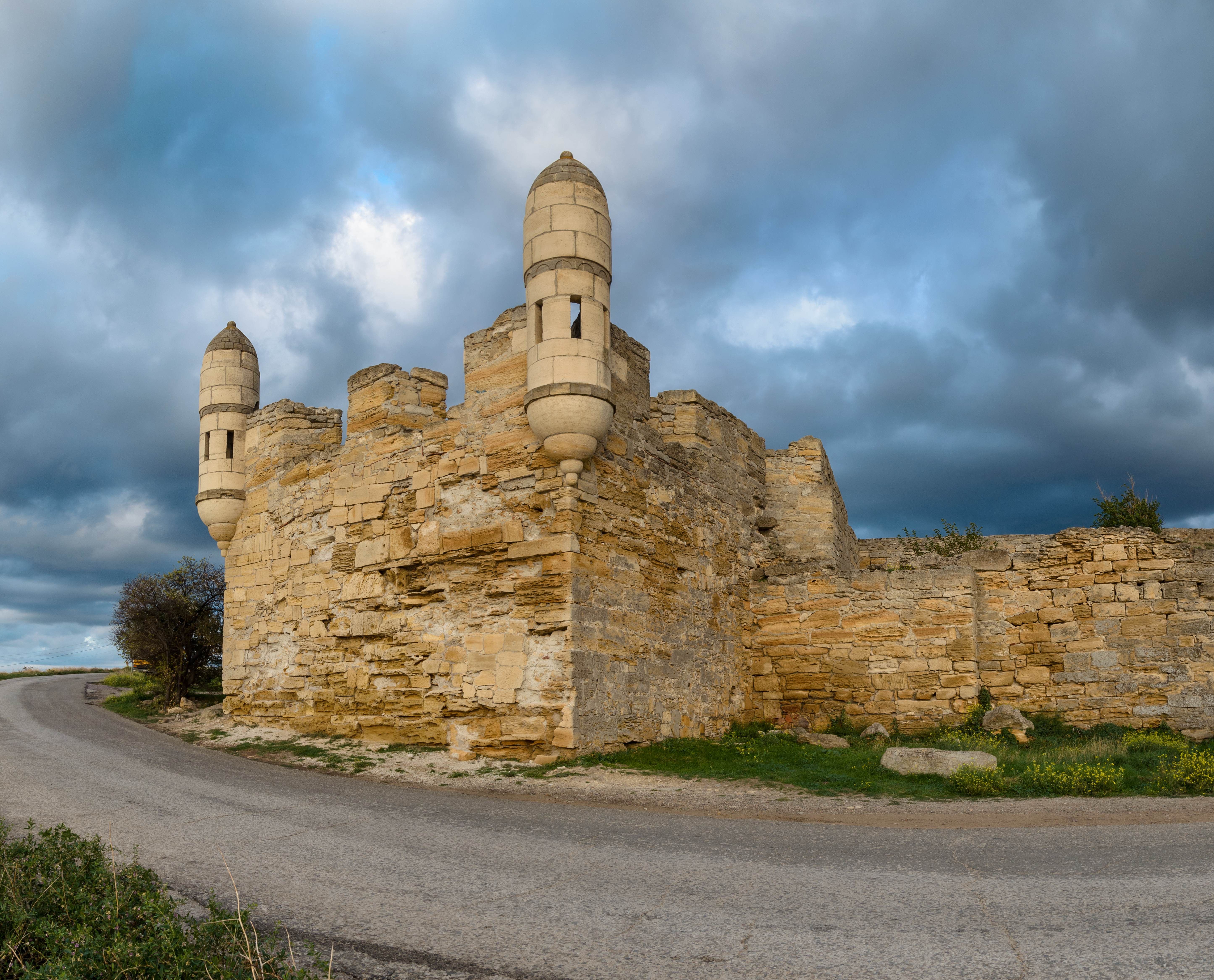
Крепость Ени-Кале (1699-1706)
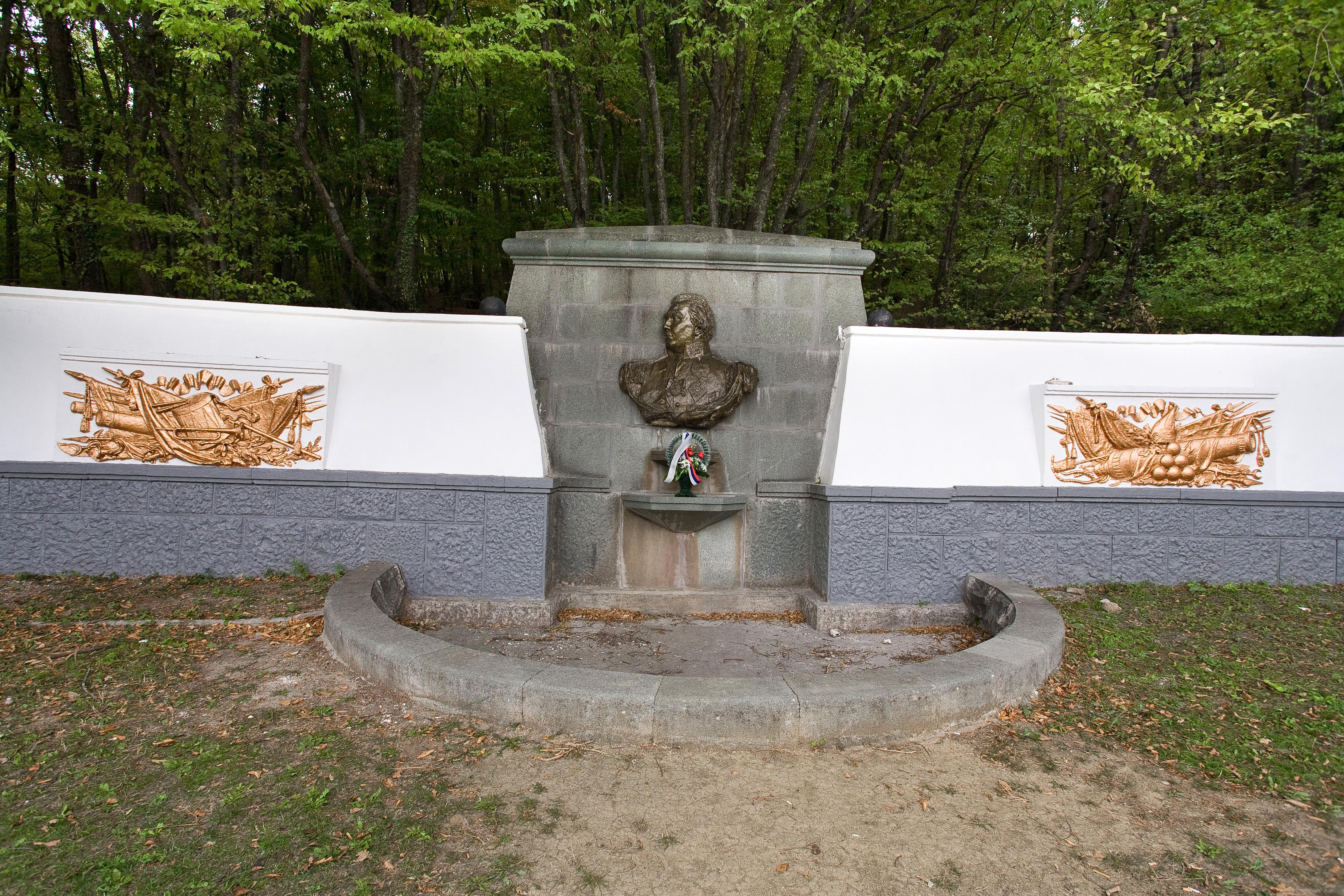
Памятник на предполагаемом месте ранения М. И. Кутузова в бою в 1774 году под деревней Шумы

Последним крымским ханом стал Шахин Гирей, получивший престол в 1777 году благодаря российской поддержке. Обучавшийся в Салониках и Венеции, знавший несколько языков, Шахин Гирей правил, не считаясь с национальными татарскими обычаями, пытался провести в государстве реформы и реорганизовать управление по европейскому образцу, уравнять в правах мусульманское и немусульманское население Крыма, и скоро превратился для своего народа в изменника и вероотступника.
В марте 1778 года командующим русскими войсками Крыма и Кубани был назначен Александр Суворов, который коренным образом укрепил оборону полуострова от турецкого нападения и вынудил турецкий флот покинуть крымские воды.
В 1778 году Суворов по указанию князя Потёмкина, в то время занимавшего пост наместника (генерал-губернатора) Новороссийской, Азовской, Астраханской и Саратовской губерний, содействовал переходу в российское подданство и переселению христианского населения Крыма (армян, греков, волохов, грузин) на новые земли побережья Азовского моря и устья Дона (проект был изначально предложен Екатерине II в марте 1778 года генерал-фельдмаршалом графом Румянцевым).
С одной стороны, это было вызвано необходимостью ускоренного заселения плодородных земель Северного Причерноморья (в первую очередь земель ликвидированной Запорожской сечи, опустевших в связи с уходом части запорожских казаков за Дунай и выселением остальных на Кубань).
С другой стороны, вывод из Крыма армян и греков имел целью экономическое ослабление Крымского ханства и усиление его зависимости от России. Действия Суворова вызвали ярость Шахин Гирея и местной татарской знати, поскольку с уходом экономически активной части населения казна лишилась значительных источников доходов. В качестве компенсации «за утрату подданных» хану, его братьям, беям и мурзам из русской казны было выплачено 100 тысяч рублей.
С мая по сентябрь 1778 года из Крыма в Приазовье и в Новороссию были переселены 31 тыс. человек. Греков, которые населяли главным образом западное и южное побережье Крыма, Суворов расселил на северном берегу Азовского моря, где они основали город Мариуполь и 20 селений. Армян, которые населяли в основном восточные и юго-восточные районы Крыма (Феодосия, Старый Крым, Сурхат и т. д.), расселили в низовьях Дона, возле крепости Дмитрия Ростовского, где они основали город Нахичевань-на-Дону и 5 селений вокруг него (на месте современного Ростова-на-Дону).
10 марта 1779 года Россия и Турция подписали Айналы-Кавакскую конвенцию, по которой Россия должна была вывести свои войска с Крымского полуострова и, как и Турция, не вмешиваться во внутренние дела ханства. Турция признала Шахин Гирея крымским ханом, подтвердила независимость Крыма и право свободного прохода через Боспор и Дарданеллы для русских торговых судов. Российские войска, оставив шеститысячный гарнизон в Керчи и Еникале, в середине июня 1779 года ушли из Крыма и Кубани.
Оттоманская Порта, однако, не смирилась с потерями по Кючук-Кайнарджийскому мирному договору и стремилась вернуть в свою сферу влияния и Крымское ханство, и земли Северного Причерноморья. Осенью 1781 года в Крыму произошло очередное восстание, спровоцированное Турцией. Летом 1782 года Екатерина II поручила князю Потёмкину направить русские войска на помощь свергнутому хану Шахин Гирею, рискуя при этом пойти на открытый конфликт с Турцией. В сентябре с помощью русских войск хан Шахин Гирей вернул себе престол.

## Российская империя

### Присоединение к Российской империи

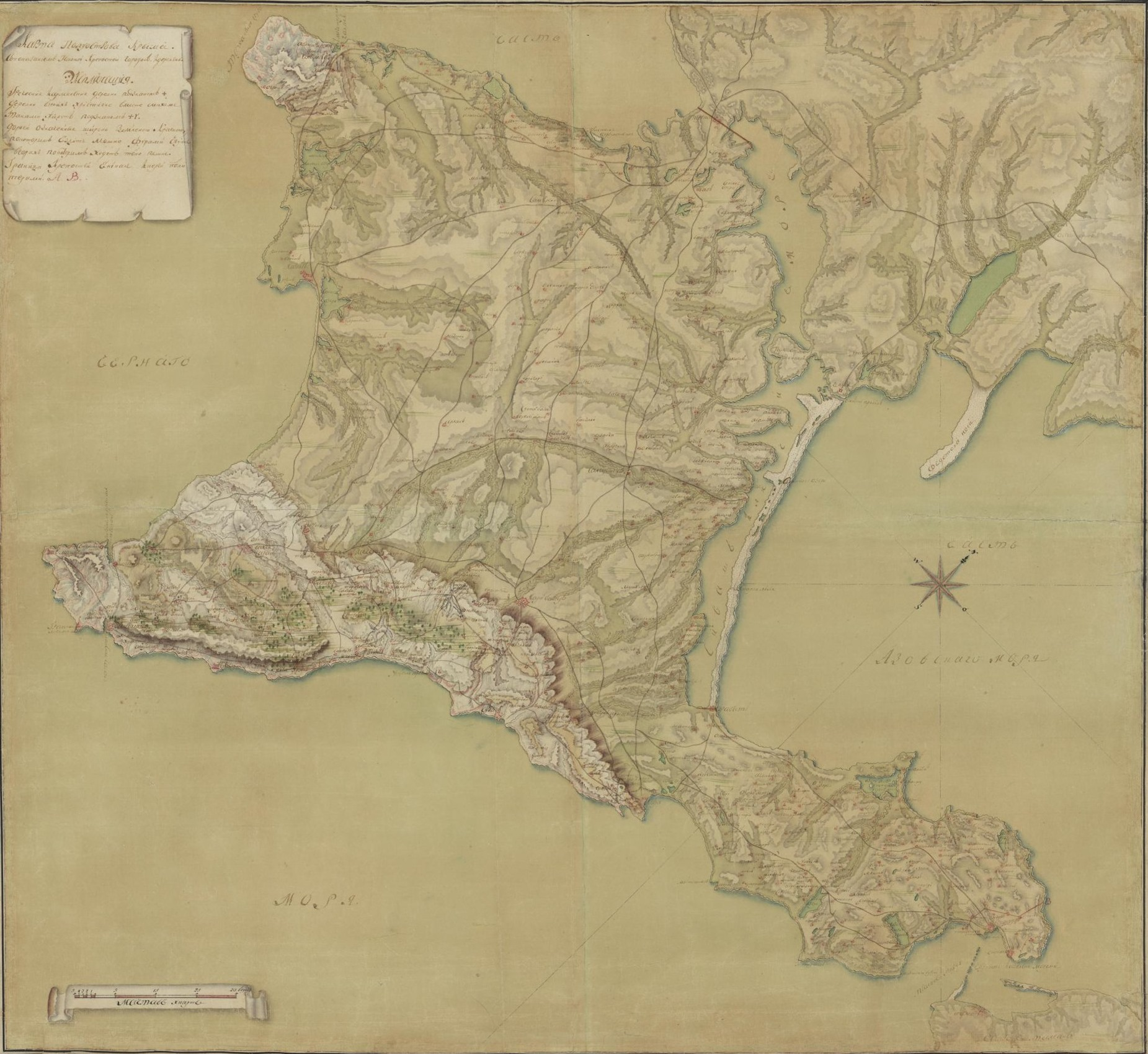
Крым. Карта с показанием крепостей, городов и деревень. Конец XVIII века

Сохранявшаяся, однако, угроза со стороны Турции (для которой Крым являлся возможным плацдармом в случае нападения на Россию) вынуждала строить мощные укреплённые линии на южных рубежах страны и отвлекала силы и средства от хозяйственного освоения пограничных губерний. Потёмкин как наместник этих областей, видя сложность и нестабильность политического положения в Крыму, пришёл к окончательному выводу о необходимости присоединения его к России, что завершило бы территориальное расширение империи на юг до естественных границ и создало единую экономическую область — Северное Причерноморье. В декабре 1782 года, возвратившись из Херсона, Потёмкин обратился к Екатерине II с меморандумом, в котором подробно высказал свою точку зрения.
База для осуществления этого плана, лежавшего в русле так называемого Греческого проекта, предусматривавшего восстановление Византийской империи со столицей в Константинополе и русским ставленником на троне, была подготовлена всей предыдущей работой Потёмкина по заселению Новороссии, устройству крепостей и хозяйственному развитию. Именно ему, таким образом, принадлежала главная и решающая роль в присоединении полуострова к России.
14 декабря 1782 года императрица направила Потёмкину «секретнейший» рескрипт, в котором объявила ему свою волю «на присвоение полуострова». Весной 1783 года было решено, что Потёмкин отправится на юг и будет лично руководить присоединением Крымского ханства к России. 8 (19) апреля 1783 года императрица Екатерина II подписала манифест «О принятии полуострова Крымского, острова Тамана и всей Кубанской стороны под Российскую державу», над которым она работала совместно с Потёмкиным. Этот документ должен был храниться в тайне, пока присоединение ханства не станет свершившимся фактом. В тот же день Потёмкин отправился на юг, но ещё в пути получил неожиданное известие об отречении Шахин Гирея от ханства. Причиной тому стали открытая ненависть подданных в отношении проводившихся им реформ и политики Шахин Гирея, фактическое финансовое банкротство государства, взаимное недоверие и непонимание с русскими властями.
Полагая, что наибольшие трудности могут возникнуть на Кубани, Потёмкин отдал распоряжения Александру Суворову и своему родственнику П. С. Потёмкину выдвинуть войска на правобережную Кубань. Получив приказания князя, Суворов занял войсками укрепления бывшей Кубанской линии и стал готовиться привести ногайцев к присяге в назначенный Потёмкиным день — 28 июня (день восшествия Екатерины II на престол). Одновременно командующий Кавказским корпусом П. С. Потёмкин должен был принимать присягу в верховьях Кубани.
На территорию Крыма также были введены русские войска под командованием генерал-поручика графа Де Бальмена. В июне 1783 года в крымском Карасубазаре князь Потёмкин принял присягу на верность России крымской знати и представителей всех слоёв крымского населения. Крымское ханство перестало существовать, однако его верхушка (свыше 300 родов) влилась в состав российского дворянства и принимала участие в местном самоуправлении вновь созданной Таврической области.

Присоединение Крыма к Российской империи
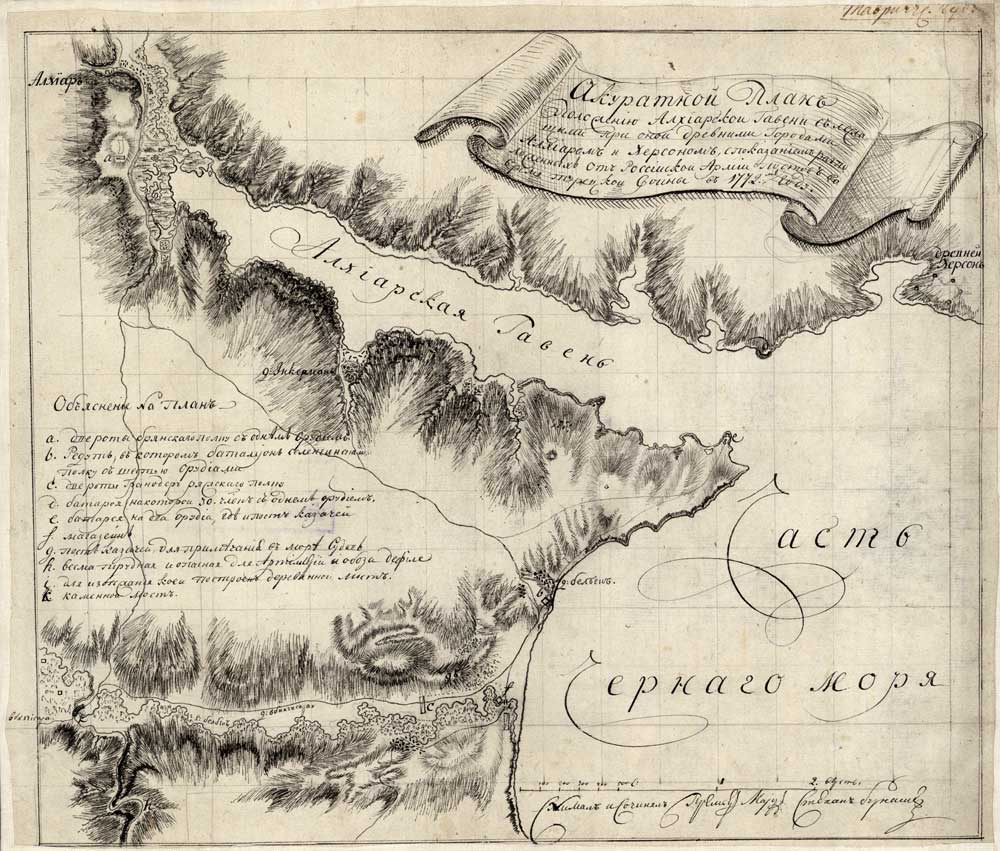
Карта Ахтиарской (Алхиарской) гавани в 1772, где скоро будет Севастополь
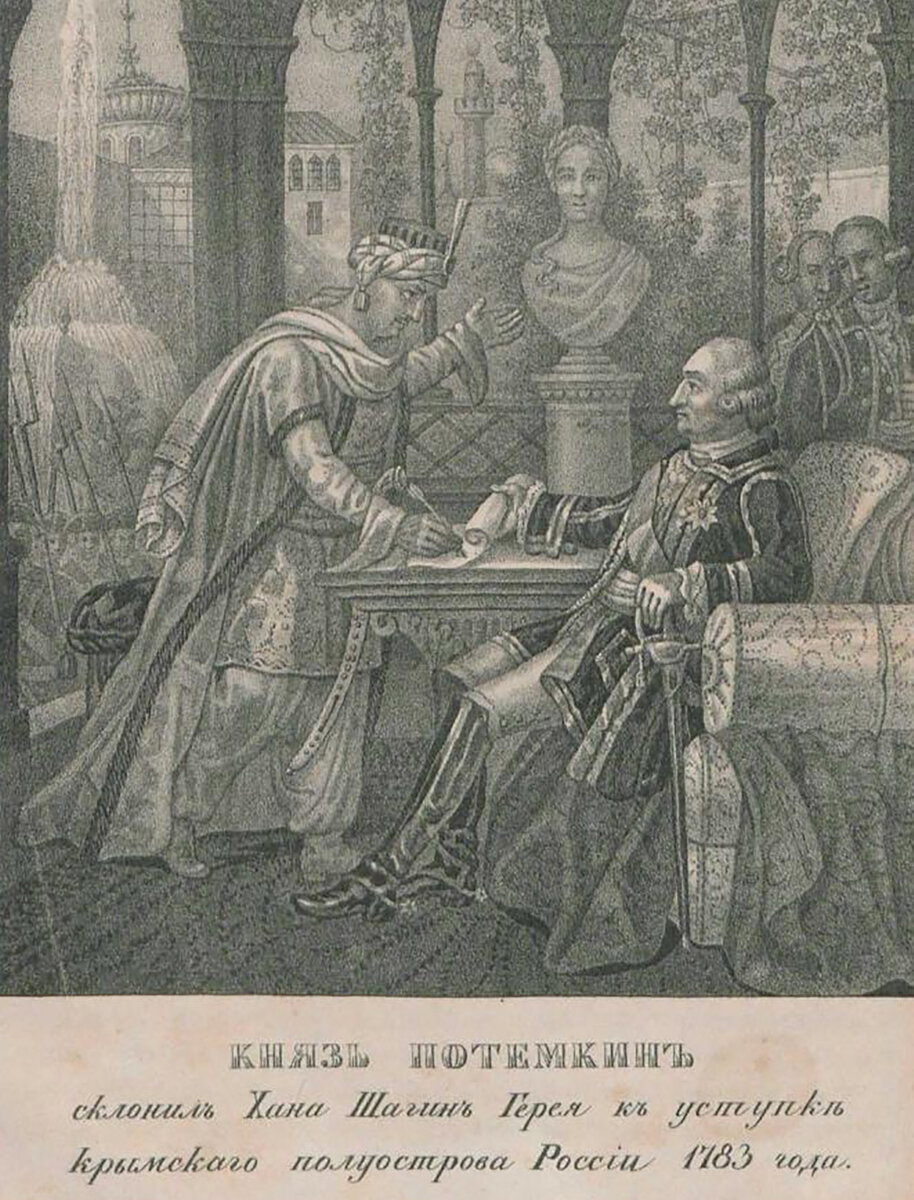
Князь Григорий Потёмкин принимает отречение последнего крымского хана (1783)
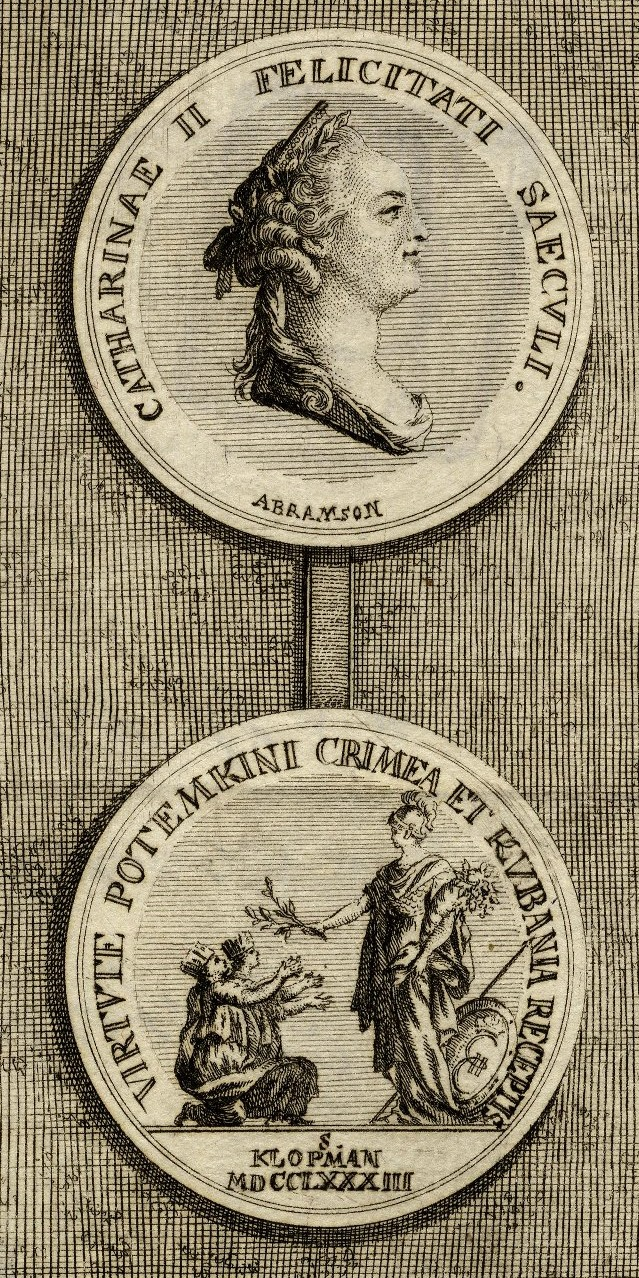
Памятная медаль с прославлением Потёмкина в память присоединения Крыма и Кубани к России в 1783
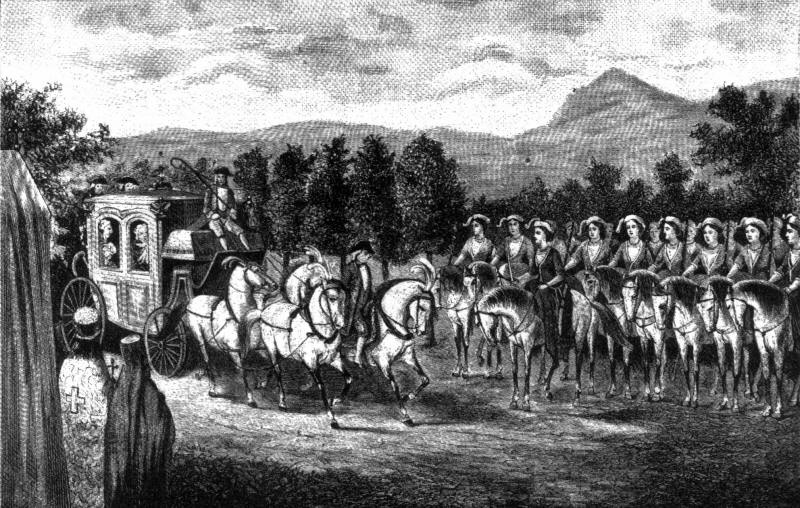
Амазонская рота встречает Екатерину II в Крыму (1787)
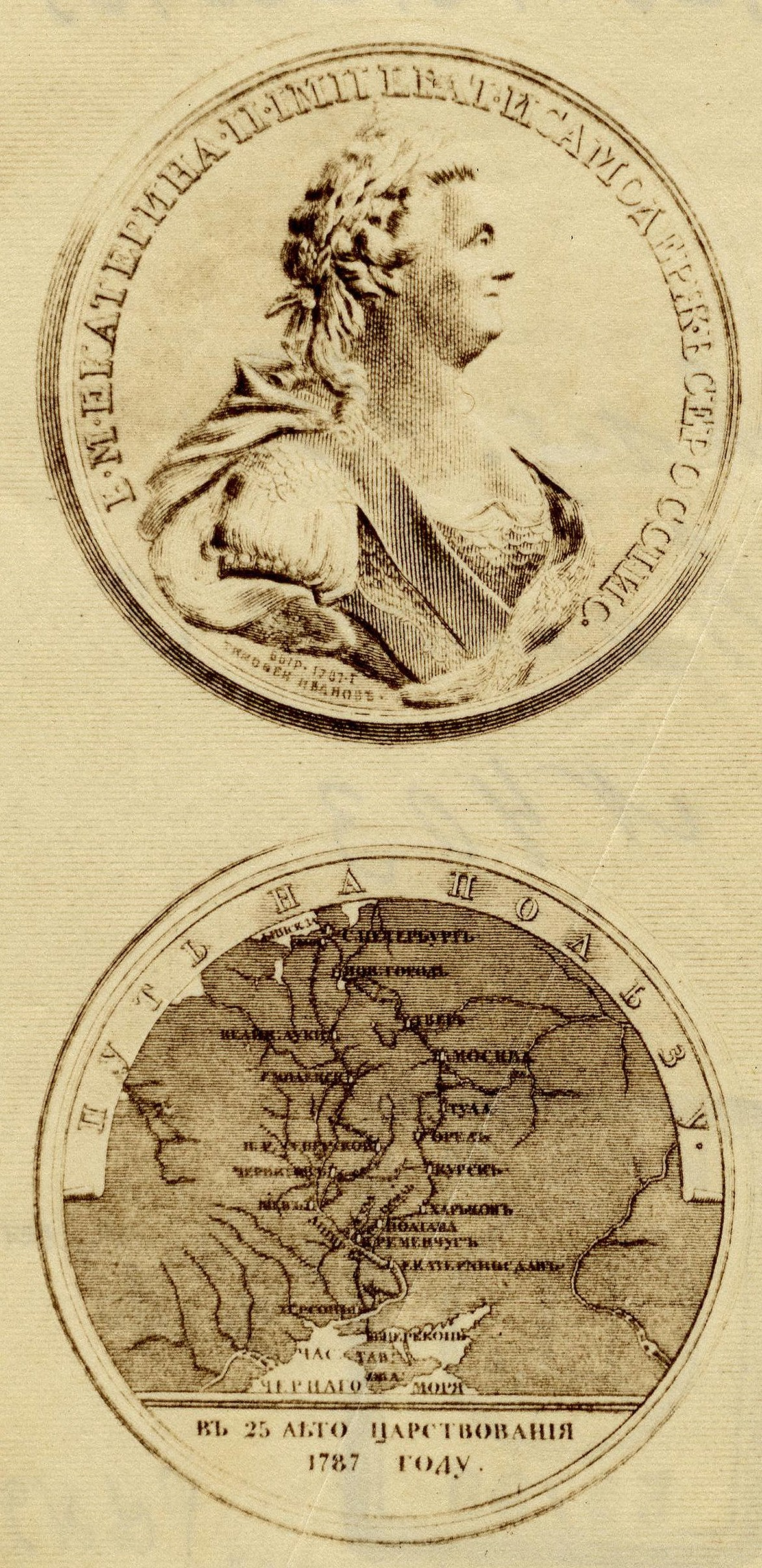
Памятная медаль по случаю путешествия Екатерины II в Крым в 1787 году, гравюра
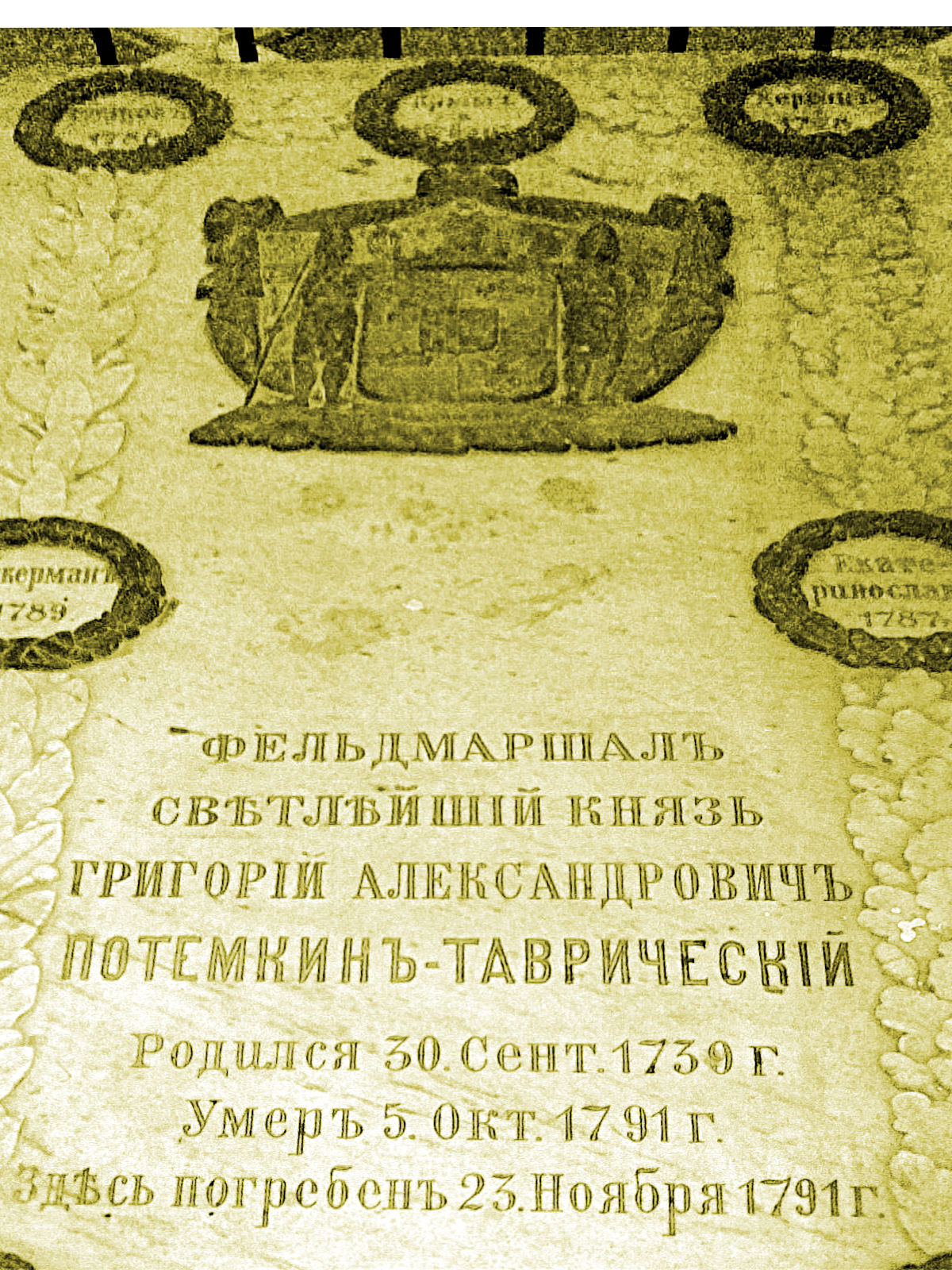
Могила Г. А. Потёмкина в Херсоне

По распоряжению Екатерины II были предприняты срочные меры по выбору гавани для будущего Черноморского флота на юго-западном побережье. Капитан II ранга И. М. Берсенев на фрегате «Осторожный» рекомендовал использовать бухту у посёлка Ахтиар, недалеко от развалин Херсонеса-Таврического. Екатерина II своим указом от 10 февраля 1784 года повелела основать здесь «военный порт с адмиралтейством, верфью, крепостью и сделать его военным городом». В начале 1784 года был заложен порт-крепость, которому Екатерина II дала имя Севастополь.
На первых порах обустройством российского Крыма ведал князь Потемкин, получивший титул «таврического».

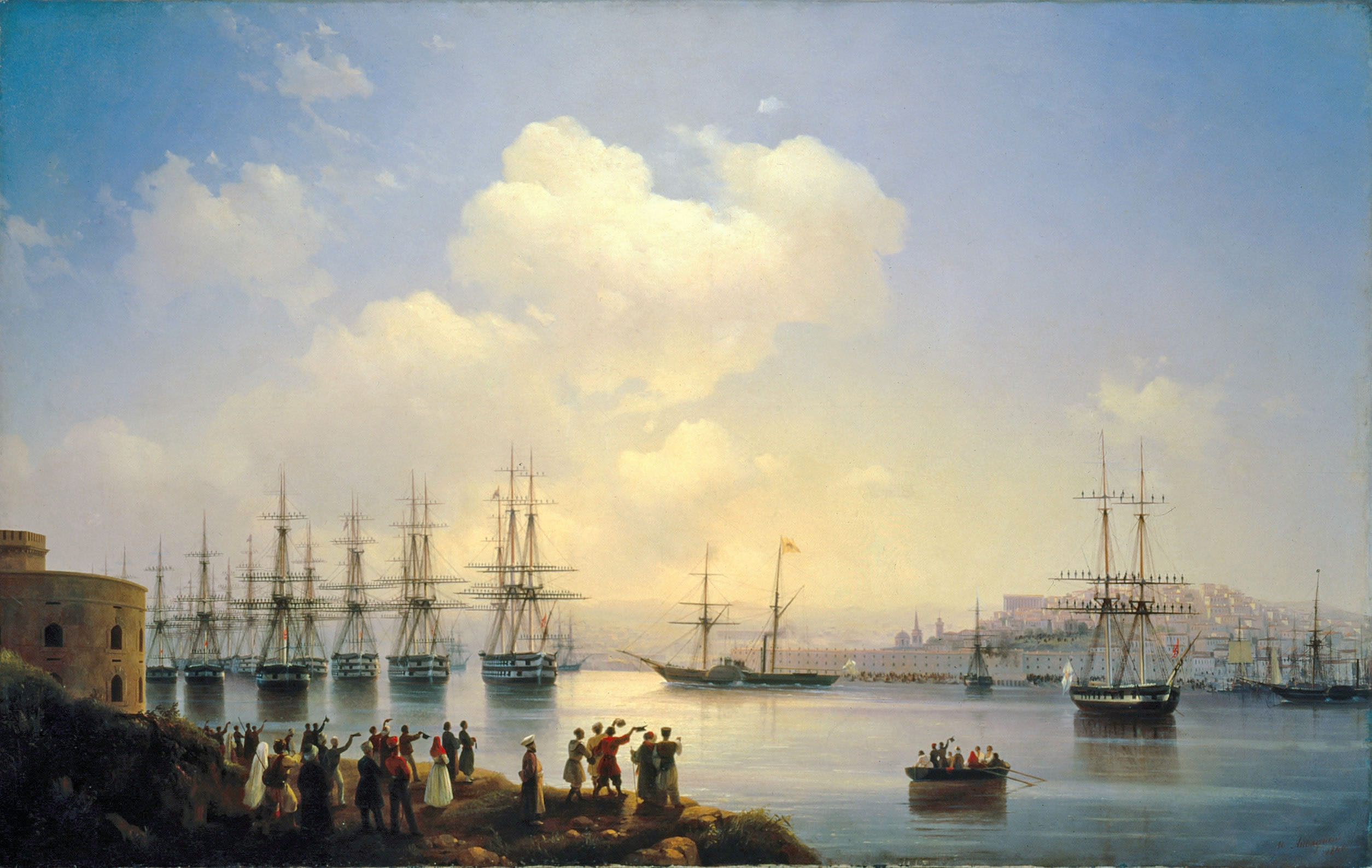
Русская эскадра на севастопольском рейде (1846) И. К. Айвазовский

Первая ревизия населения Крыма, проведённая российским властями в 1793 году показала 128 000 жителей на полуострове, в том числе 112 000 крымских татар. При этом численность татар в 1770-х и 1780-х годах снижалась, в связи с их массовым переселением в Османскую империю. Вместе с тем под российской юрисдикцией начало расти русское, а также греческое население из числа отставных солдат. Приезжают осваивать новые земли болгары и немцы.
В 1787 году императрица Екатерина совершила путешествие в Крым. Во время очередной русско-турецкой войны в крымскотатарской среде начались волнения, из-за которых территория их обитания была существенно сокращена.
Крым активно изучался российскими учёными, в том числе В. Ф. Зуевым в 1782 году, академиком П.-С. Палласом в 1793—1794 годах, К. И. Габлицем.
В 1796 году область вошла в состав Новороссийской губернии, а в 1802 году опять выделена в самостоятельную административную единицу. В начале XIX века в Крыму развивается садоводство и виноградарство. В 1804 году открылось Судакское училище виноградарства и виноделия. В 1812 году Христианом Стевеном по указу императора Александра I основывается Никитский ботанический сад, в 1828 году Н. А. Гартвисом на землях урочища «Магарач» была произведена закладка виноградника и устроено Магарачское заведение виноградарства и виноделия.
Под руководством командующих Черноморским флотом адмиралов А. С. Грейга (1816—1833) и М. П. Лазарева (1834—1851) растёт главная база Черноморского флота, Севастополь. Развивается судостроение в Ахтиарском адмиралтействе (ныне Севастопольский морской завод), строятся сухие доки. В Крыму силами военных сапёров прокладываются дороги.

Открывается Таврическая губернская гимназия в Симферополе (1812), Керченский музей древностей (1826), уездное училище в Керчи (1829). При князе М. С. Воронцове начинает обустраиваться Ялта, в 1837 году она получает статус города, закладывается Воронцовский дворец, а Южный берег Крыма превращается в аристократический курорт.

В составе Новороссийской губернии
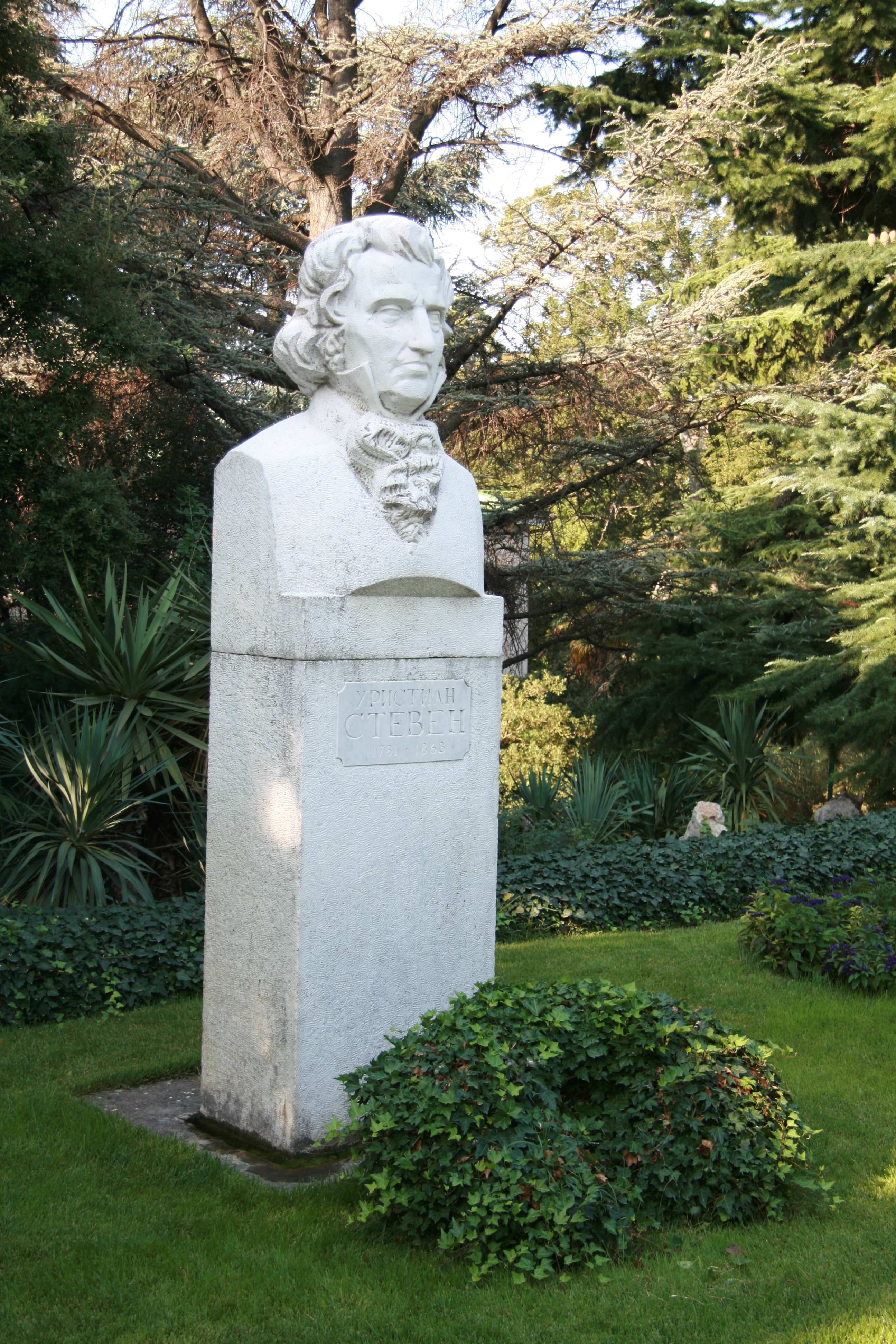
Памятник Х. Стевену, основателю Никитского ботанического сада (1812)
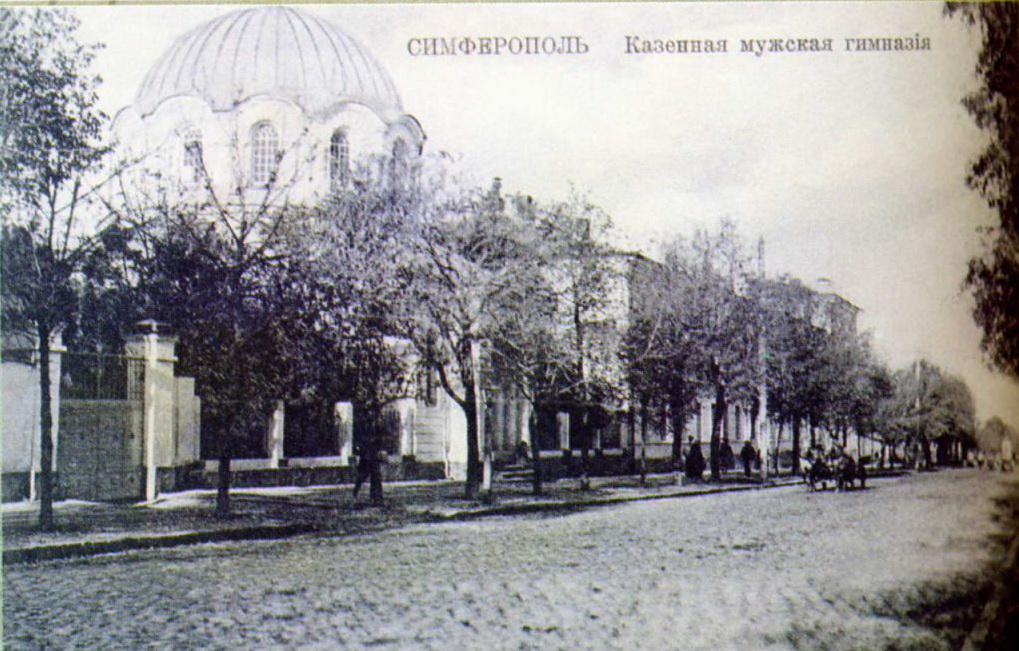
Симферопольская мужская гимназия (1812) - первая в Крыму
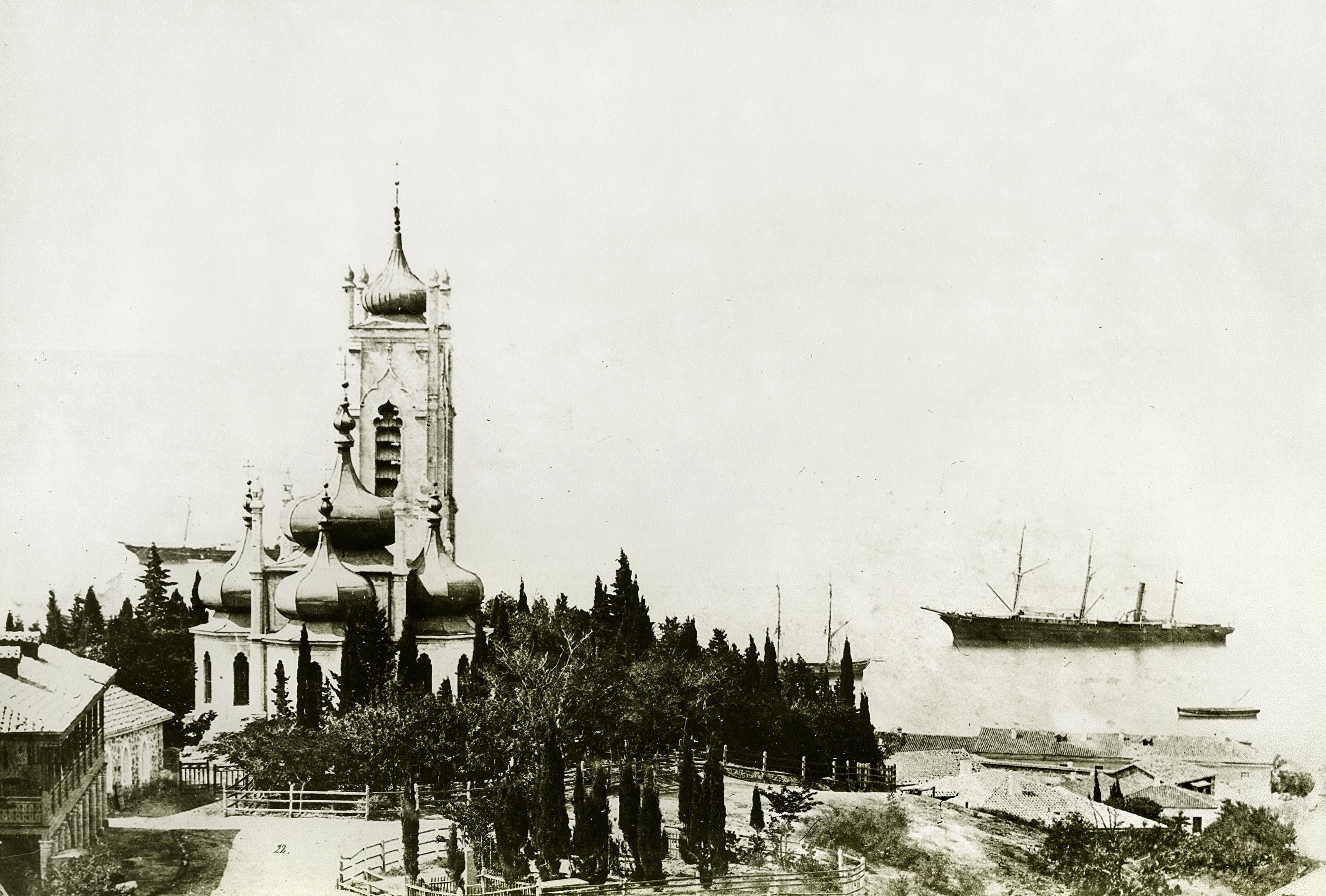
Собор Св. Иоанна Златоуста (1837) Архитектор Г. И. Торичелли
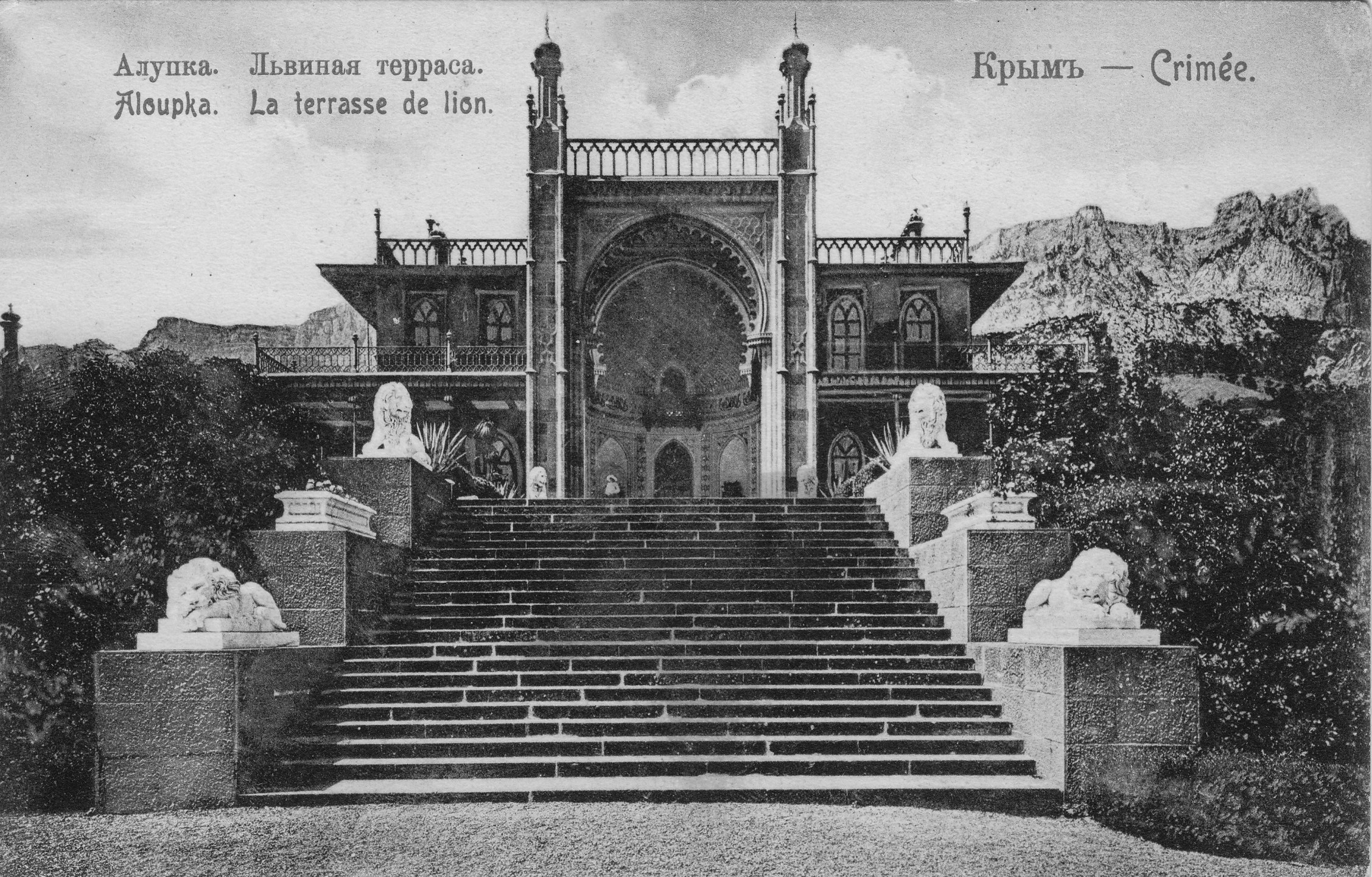
Воронцовский дворец в Алупке (1848) архитектор Эдвард Блор
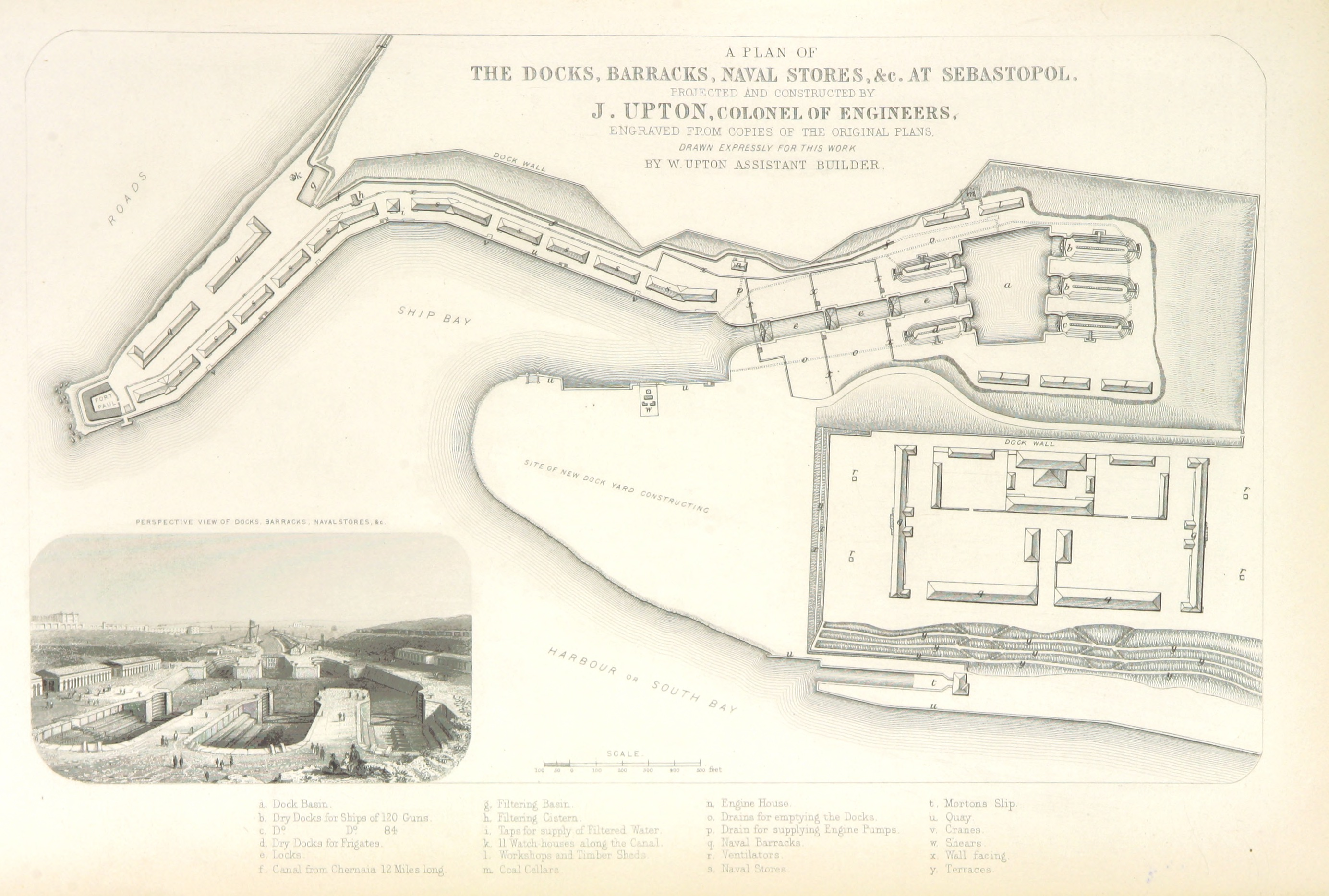
Сухие доки в Корабельной бухте (т. н. Лазаревское адмиралтейство) (1818-1850) проект инженер-полковника Д. Уптона
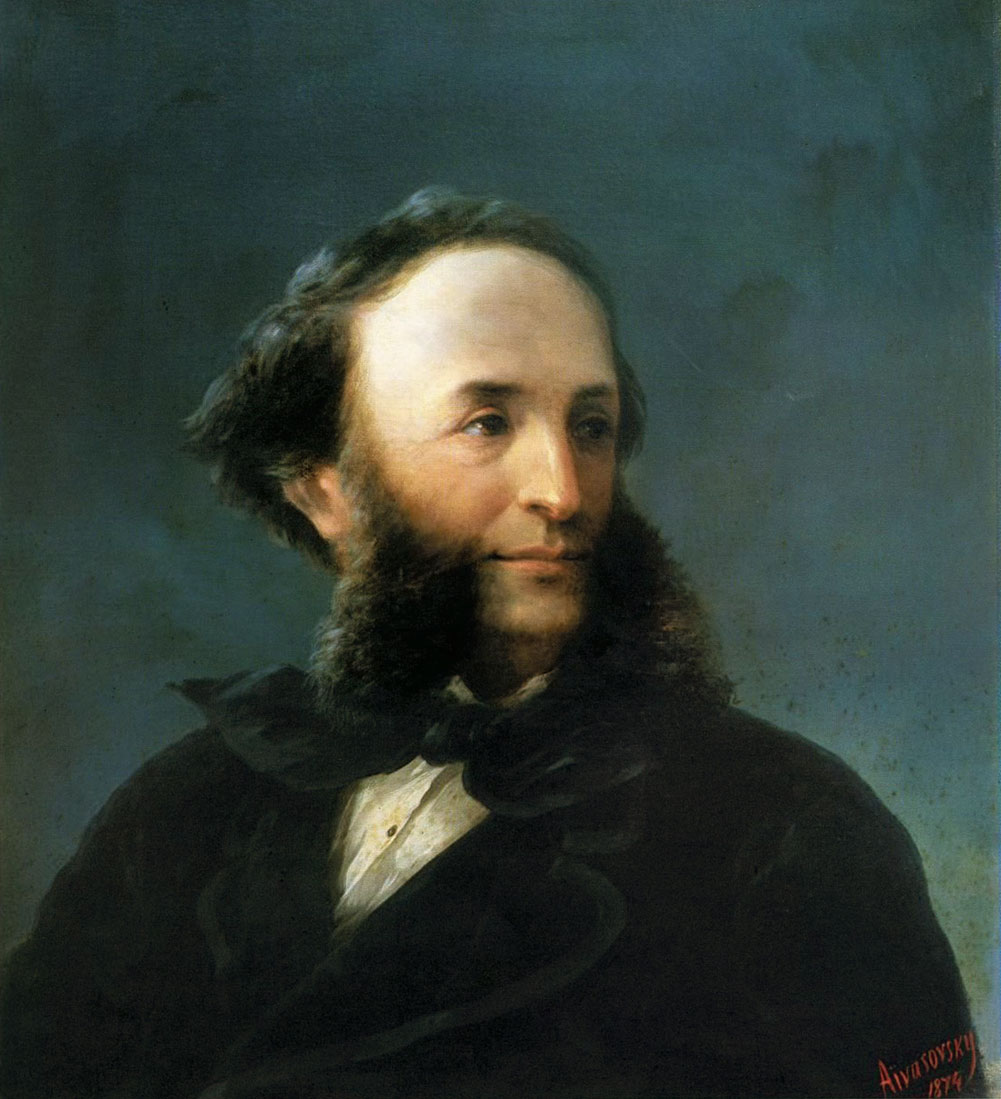
И. К. Айвазовский (1817-1900) - русский живописец-маринист армянского происхождения, академик живописи, уроженец и постоянный житель Феодосии

### Крымская война
В июне 1854 года англо-французская флотилия начала обстреливать российские береговые укрепления в Крыму, а уже в сентябре в Евпатории началась высадка десанта союзников (Великобритания, Франция, Османская империя). Вскоре произошло Сражение на Альме. В октябре началась осада Севастополя, в ходе которой на Малаховом кургане погиб Корнилов. В феврале 1855 года русские неудачно пытались штурмовать Евпаторию. В мае англо-французский флот захватывает Керчь. В июле 1855 года в Севастополе гибнет главный вдохновитель обороны адмирал Нахимов. 11 сентября 1855 года Севастополь пал, однако был возвращён России по окончании войны в обмен на определённые уступки.

### Крым в конце XIX — начале XX вв
В 1874 году Симферополь был соединён с Александровском (нынешним Запорожьем) железной дорогой. Курортный статус Крыма повысился после того, как в Ливадии появилась летняя царская резиденция Ливадийский дворец.
По переписи населения 1897 года, в Крыму жило 546 700 человек. Из них 35,6 % крымских татар, 33,1 % великороссов, 11,8 % малороссов, 5,8 % немцев, 4,4 % евреев, 3,1 % греков, 1,5 % армян, 1,3 % болгар, 1,2 % поляков, 0,3 % турок.
В ноябре 1905 года произошло Севастопольское восстание во главе с лейтенантом Шмидтом.

## Гражданская война в России
Накануне революции в Крыму проживало 800 тыс. человек, в том числе 400 тыс. русских и 200 тыс. татар, а также 68 тыс. евреев и 40 тыс. немцев. После февральских событий 1917 года крымские татары создали партию Милли Фирка.
После Октябрьской революции 26 ноября 1917 года в Ханском дворце в Бахчисарае была провозглашена Крымская Народная Республика, был назначен Совет директоров (Директория) — Национальное правительство, которое возглавил Номан Челебиджихан.
16 декабря 1917 года в Севастополе был учреждён большевистский Военно-революционный комитет, который взял власть в свои руки. 4 января 1918 года большевики взяли власть в Феодосии, выбив оттуда крымскотатарские соединения, а 6 января — в Керчи. В ночь с 8 на 9 января Красная гвардия вступила в Ялту. В ночь на 14 января красные взяли Симферополь. 19 марта 1918 года в Крыму была провозглашена Советская социалистическая республика Тавриды.
22 апреля 1918 года украинские войска под командованием полковника Болбочана заняли Евпаторию и Симферополь, вслед за ними пришли германские войска генерала фон Коша. По соглашению с Германией 27 апреля украинские части покинули Крым, отказавшись от претензий на полуостров. Восстали и крымские татары, заключив союз с германскими оккупантами. К 1 мая 1918 года германские войска оккупировали весь Крымский полуостров.

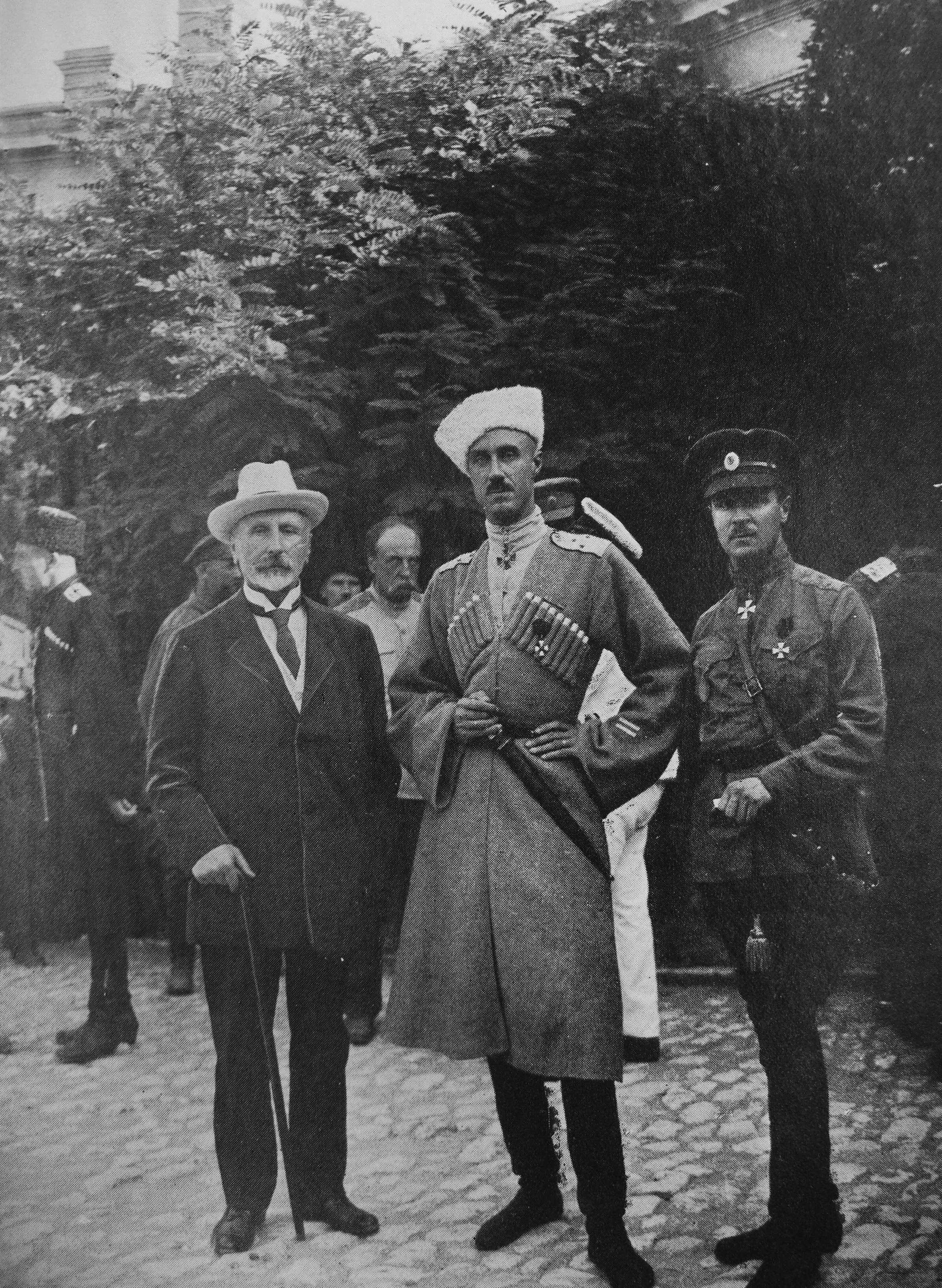
Слева направо: глава Правительства Юга России А. В. Кривошеин, Главнокомандующий П. Н. Врангель, начальник его штаба П. Н. Шатилов. Крым. Севастополь. 1920 год

С 1 мая по 15 ноября 1918 Крым был де-факто под германской оккупацией, де-юре — под управлением Крымского краевого правительства (с 23 июня) Сулеймана Сулькевича.

15 ноября 1918 было образовано Второе Крымское краевое правительство во главе с Соломоном Крымом под патронатом Антанты. 25 ноября 1918 года в Севастопольский порт вошла союзническая эскадра, и в город вступили французские войска. Греческий контингент 2-й полк ΧΙΙΙ греческой дивизии высадился с 24 марта 1919 года в Севастополе.
В апреле 1919 года части Украинской Красной армии заняли Крым, вытеснив с его территории (за исключением Керченского полуострова) белогвардейцев и англо-французских интервентов. 3-я Крымская областная конференция РКП(б), проходившая в Симферополе 28—29 апреля 1919 года, приняла постановление об образовании Крымской Советской Социалистической Республики в составе РСФСР.

С конца мая 1919 года в ходе наступления войск А. И. Деникина у белых появилась возможность вновь овладеть территорией Крыма. 18 июня 1919 года в районе Коктебеля высадился десант Вооружённых сил Юга России под командованием Я. А. Слащёва. Крымский обком РКП(б) 23—26 июня 1919 года провёл эвакуацию органов власти республики в Херсон (губернский город Херсонской губернии) и в Москву. В июне 1919 года Крым был занят белогвардейскими войсками. 
После этого до 12 ноября 1920 Крым находился под властью правительства Юга России при главнокомандующих ВСЮР А. И. Деникине (до 4 апреля 1920) и П. Н. Врангеле (с 4 апреля 1920).
В январе-марте 1920 года 4 тыс. бойцов 3-го армейского корпус ВСЮР генерала Я. А. Слащёва успешно обороняли Крым от атак двух советских армий общей численностью в 40 тысяч бойцов при помощи остроумной тактики своего командира, раз за разом отдавая большевикам Перекоп, громя их уже в Крыму, и затем изгоняя из него обратно в степи. 4 февраля отряд белогвардейского капитана Н. Т. Орлова в 300 бойцов подняли мятеж и захватили Симферополь, арестовав нескольких генералов Добровольческой армии и губернатора Таврической губернии. В конце марта остатки белых армий, сдав Дон и Кубань, эвакуировались в Крым. Ставка Деникина оказалась в Феодосии.

5 апреля Деникин заявил о своей отставке и передаче своего поста генералу Врангелю. В Севастополе был сформирован Совет при главкоме ВСЮР, получивший в августе официальное название «Правительство Юга России». 15 мая состоялся налёт врангелевского флота на Мариуполь, в ходе которого был произведён обстрел города и увод некоторых судов в Крым. 6 июня части Слащёва начали быстро продвигаться на север, заняв 10 июня столицу Северной Таврии — Мелитополь. 24 июня врангелевский десант на два дня занял Бердянск, а в июле десантная группа капитана Кочетова высадилась у Очакова. 3 августа белые заняли Александровск, но на следующий день вынуждены были оставить город.
Красная армия 12 ноября 1920 прорвала оборону на Перекопе и ворвалась в Крым. 13 ноября 2-я Конная армия под командованием Ф. К. Миронова заняла Симферополь. Основные врангелевские войска через портовые города покинули полуостров. В захваченном Крыму большевики в 1920—1921 годах учинили массовый террор, в результате которого погибло, по разным оценкам, от 20 до 120 тысяч человек.

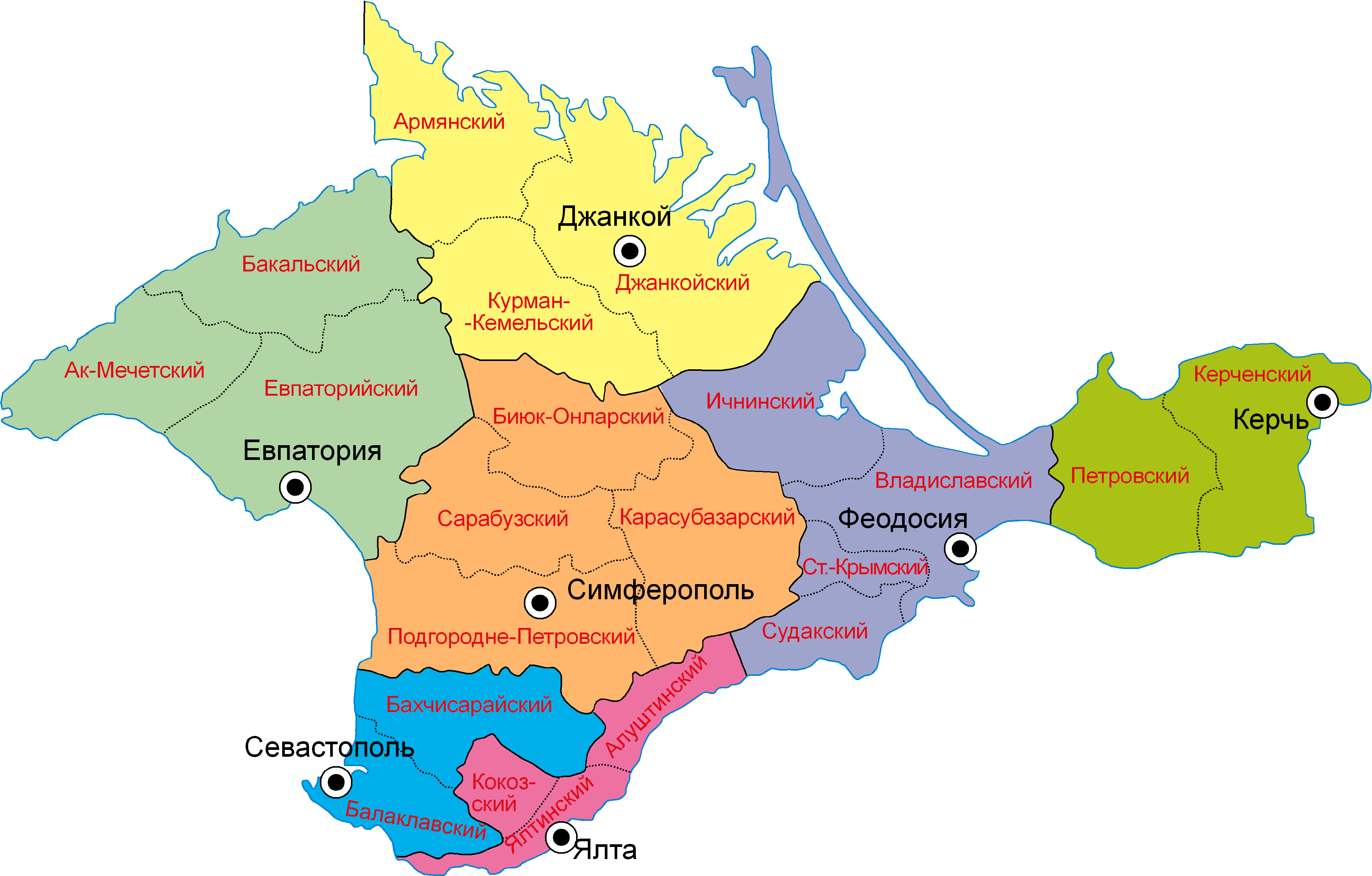
Округа и районы полуостровной части Таврической губернии в мае 1921 года

В конце Гражданской войны в Крыму проживало 720 тыс. человек.

Крым в Гражданской войне
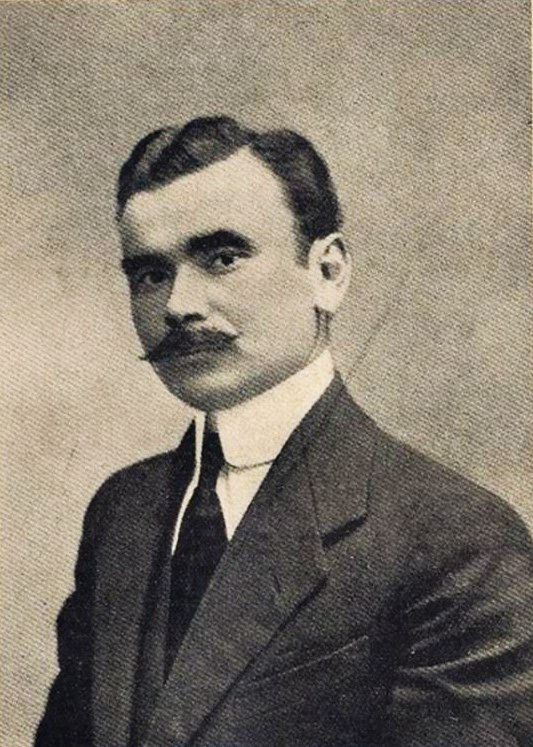
Номан Челебиджихан (1885—1918), Председатель правительства Крымской народной республики, муфтий Крыма. Убит матросами 23 февраля 1918 года в Севастополе
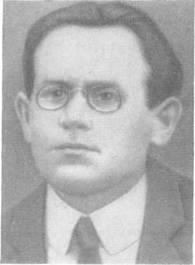
А. И. Слуцкий (1884—1918), Председатель СНК Советской Социалистической Республики Тавриды. Расстрелян крымскотатарскими националистами 24 апреля 1918 года в Алуште
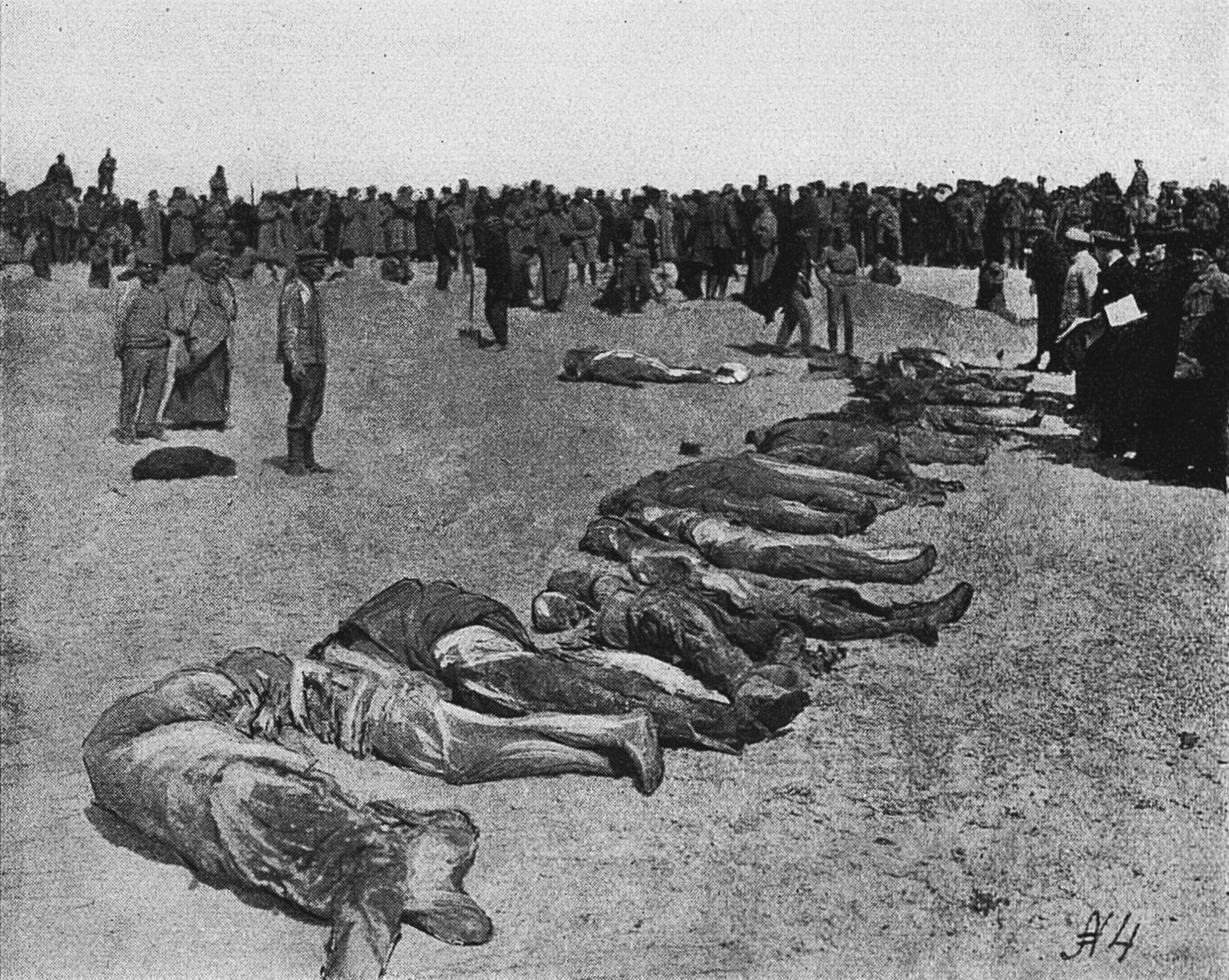
Тела казнённых во время «варфоломеевских ночей» в Евпатории, выброшенные на берег летом 1918 года
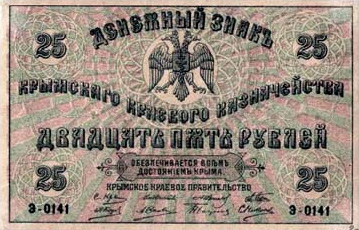
Купюра 25 рублей Крымского краевого правительства Соломона Крыма, 1918 год
Д. И. Ульянов (1874—1943), председатель СНК Крымской Советской Социалистической Республики, 1919 год
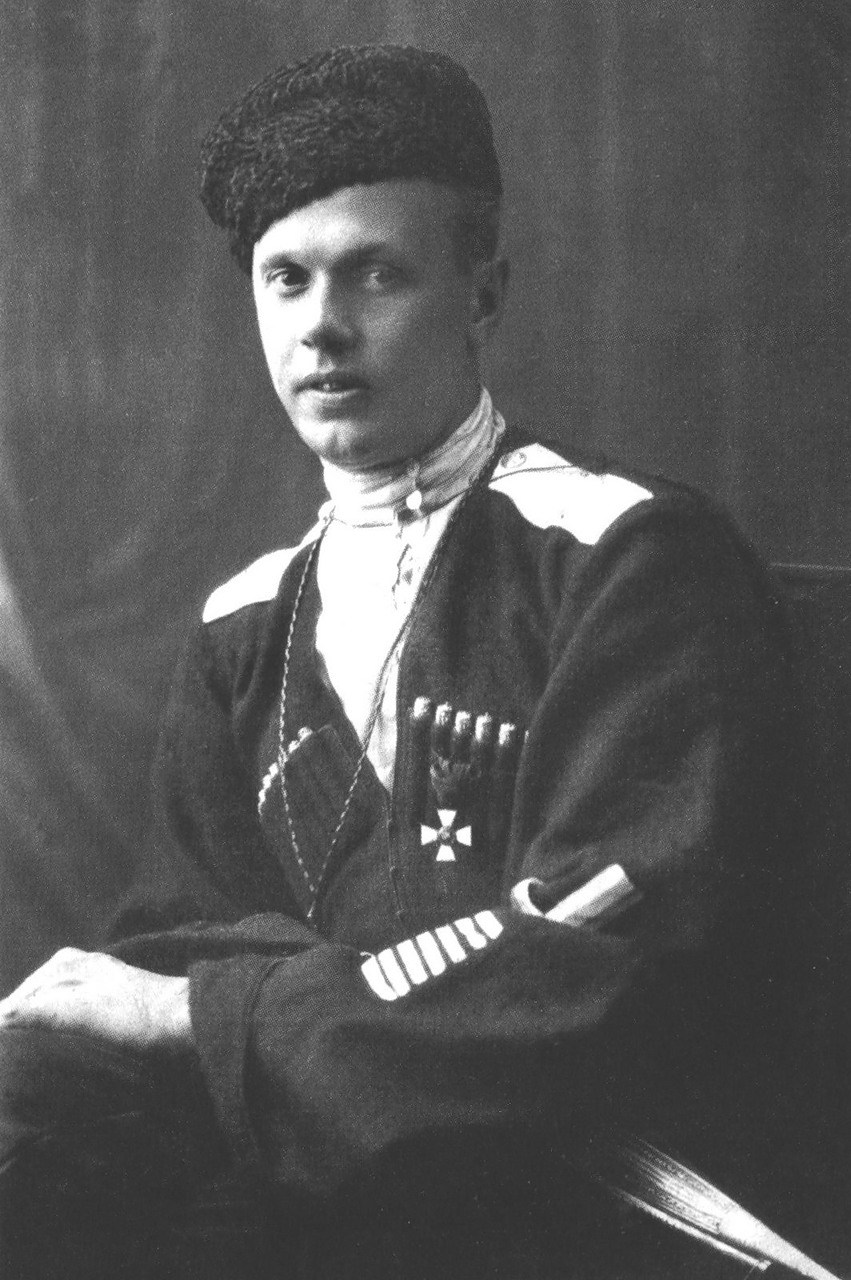
Генерал Я. А. Слащёв-Крымский (1885—1929), герой обороны Крыма в 1920 году
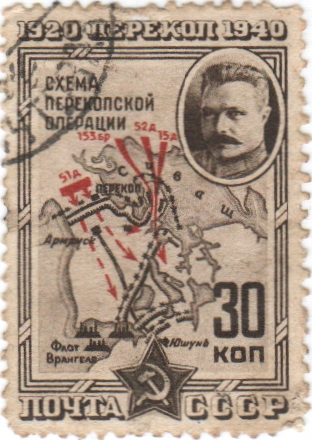
Штурм Перекопа 8-9 ноября 1920 года войсками М. В. Фрунзе. Почтовая марка СССР к 20-летию штурма
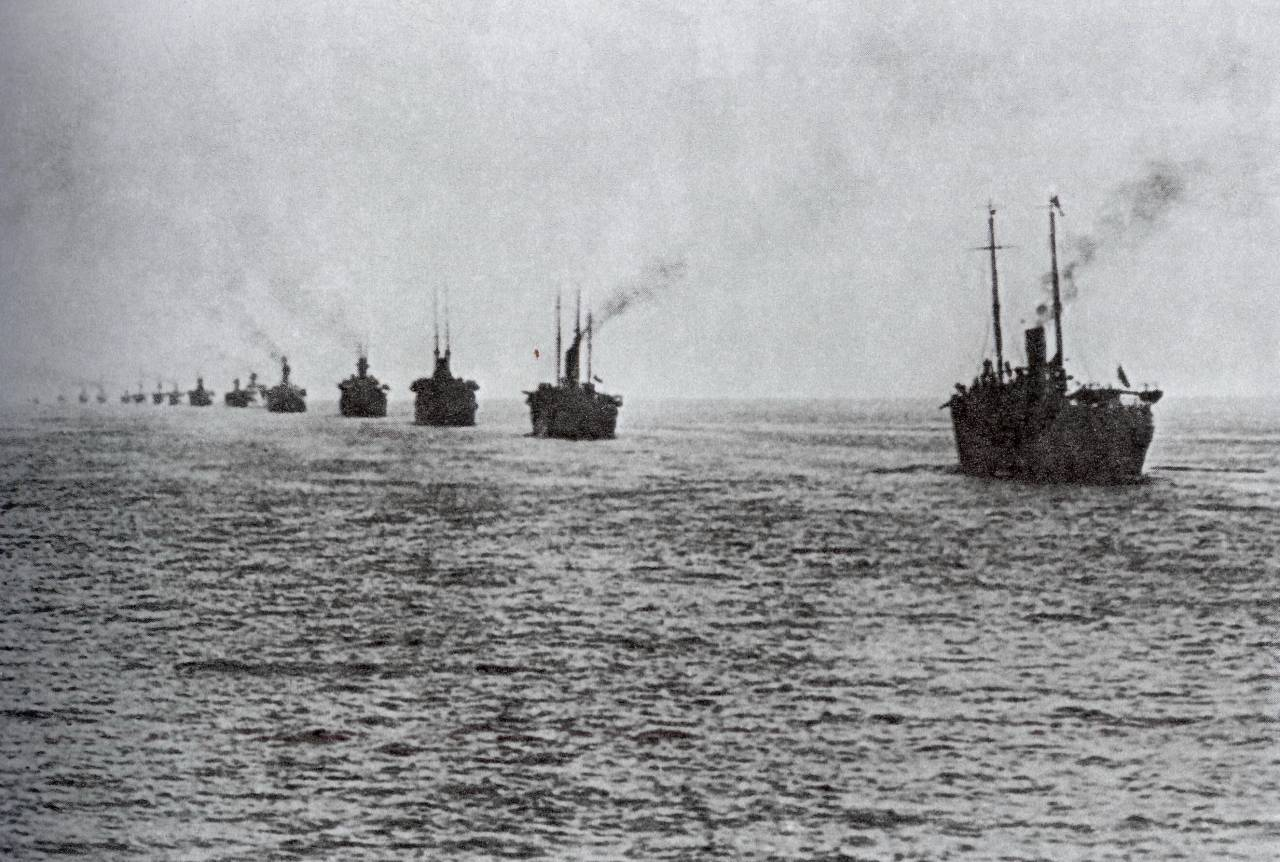
Крымская эвакуация, ноябрь 1920
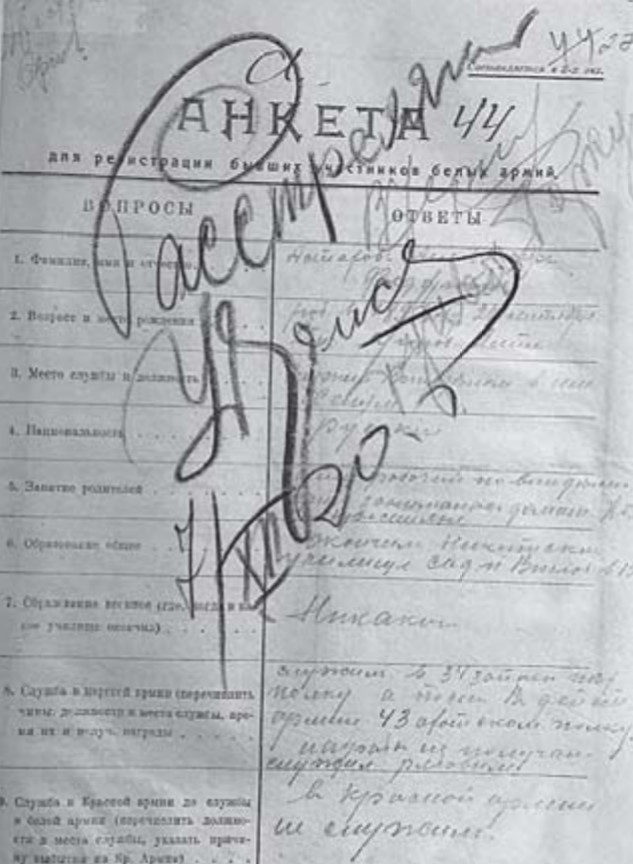
Личное дело заключенного с резолюцией Э. М. Удриса Расстрелять 7 декабря 1920

## СССР

### Крымская Автономная Советская Социалистическая Республика
Автономная Крымская Социалистическая Советская Республика в составе РСФСР была образована 18 октября 1921 года на части территории бывшей Таврической губернии. На основании декрета ВЦИК и СНК об автономии Крымской Советской Социалистической Республики она была образована «в границах Крымского полуострова из существующих округов: Джанкойского, Евпаторийского, Керченского, Севастопольского, Симферопольского, Феодосийского и Ялтинского»; вопрос о северных границах республики подлежал отдельному рассмотрению.
Массовый голод разразился весной 1921 года и длился до 1923 года на территории Крымской АССР и Северного Причерноморья (территории бывшей Таврической губернии). Причинами голода стали последствия гражданской войны и неудачная большевистская экономическая политика. Первые признаки голода появились во второй половине 1921 года. Был организован специальный орган — Центральная республиканская комиссия помощи голодающим — Крым ЦК Помгол. Борьба с голодом велась с помощью внутреннего перераспределения и введения пайков, с помощью пожертвований, конфискацией ценностей религиозных конфессий, организацией приютов для сирот и пунктов питания. Однако эти меры недостаточно сработали в сельской местности — главном очаге голода. С весны 1922 года к помощи подключились международные организации. Всего за время голода по разным оценкам умерло около 100 тысяч человек, большинство из которых были крестьянами, а по национальному составу наибольшие жертвы пришлись на крымских татар и цыган.

Двадцатые годы были временем политики коренизации, которая в Крыму приняла форму татаризации. В первом составе КрымЦИК из 50 членов 18 были крымские татары (36 %), СНК — из 15 членов 4 (26,6 %). Крымскотатарский язык был признан, наряду с русским, государственным. Крымскотатарские государственные элементы использовались в государственной символике республики. Создавались национальные кадры, печать, искусство. В основу административного деления автономии был положен национальный принцип — в 1923 г. было образовано 15 районов, в составе которых функционировало 345 сельских советов. К концу 1920-х годов эта политика сворачивается. Начиная с дела председателя ЦИК Крымской АССР Вели Ибраимова (расстрелян в 1928), идут репрессии против бывших пантюркистов, членов Милли Фирка. В 1936—1938 годах, уже в Большой террор, в ходе нескольких процессов последовательно уничтожена верхушка советской татарской номенклатуры и советской татарской интеллигенции, а также сохранившиеся на разных должностях бывшие национал-демократы.

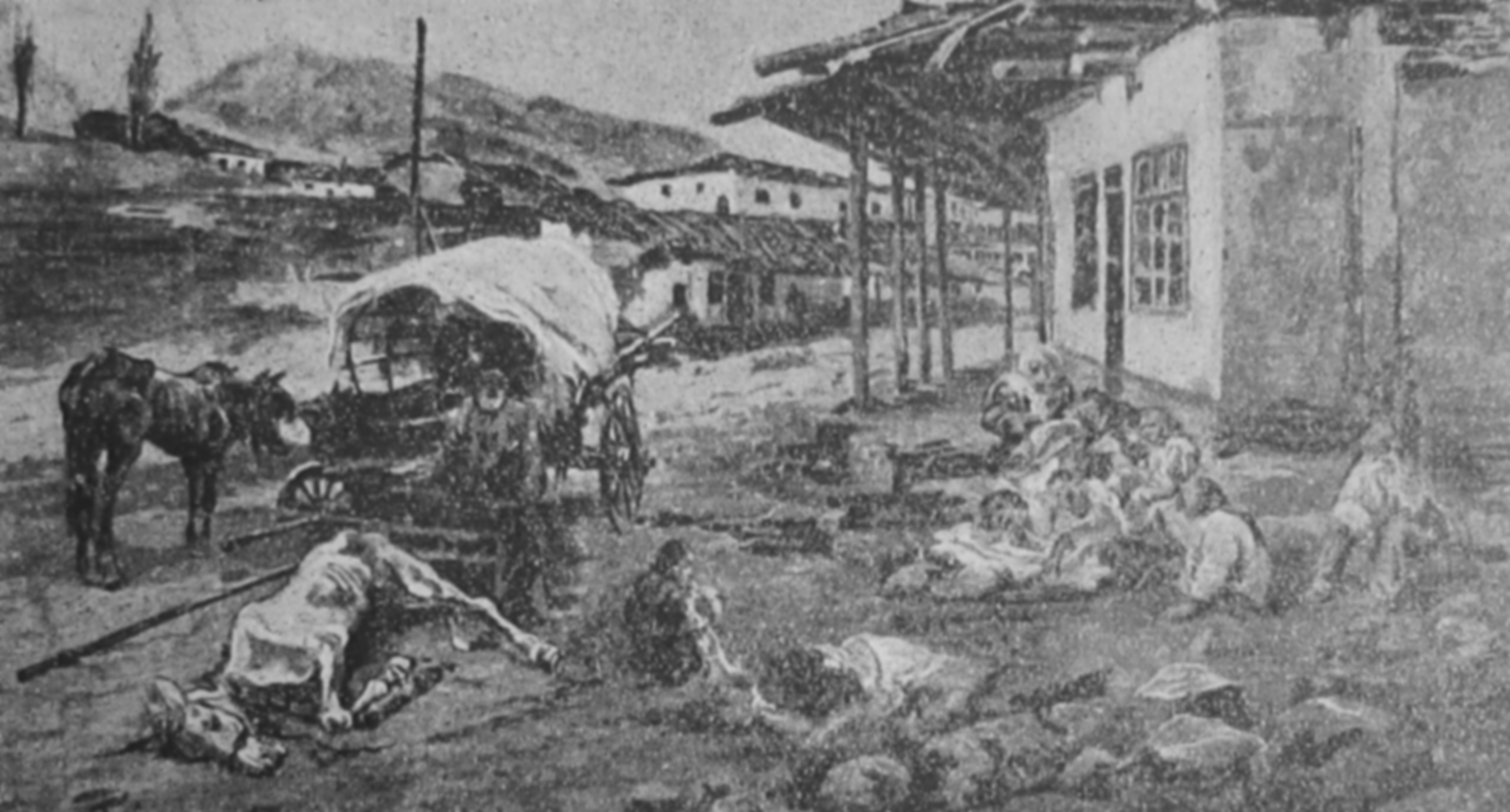
Картина «Голод в Крыму» Николая Самокиша, 1923 год
Линейка в Артеке, 1925 год
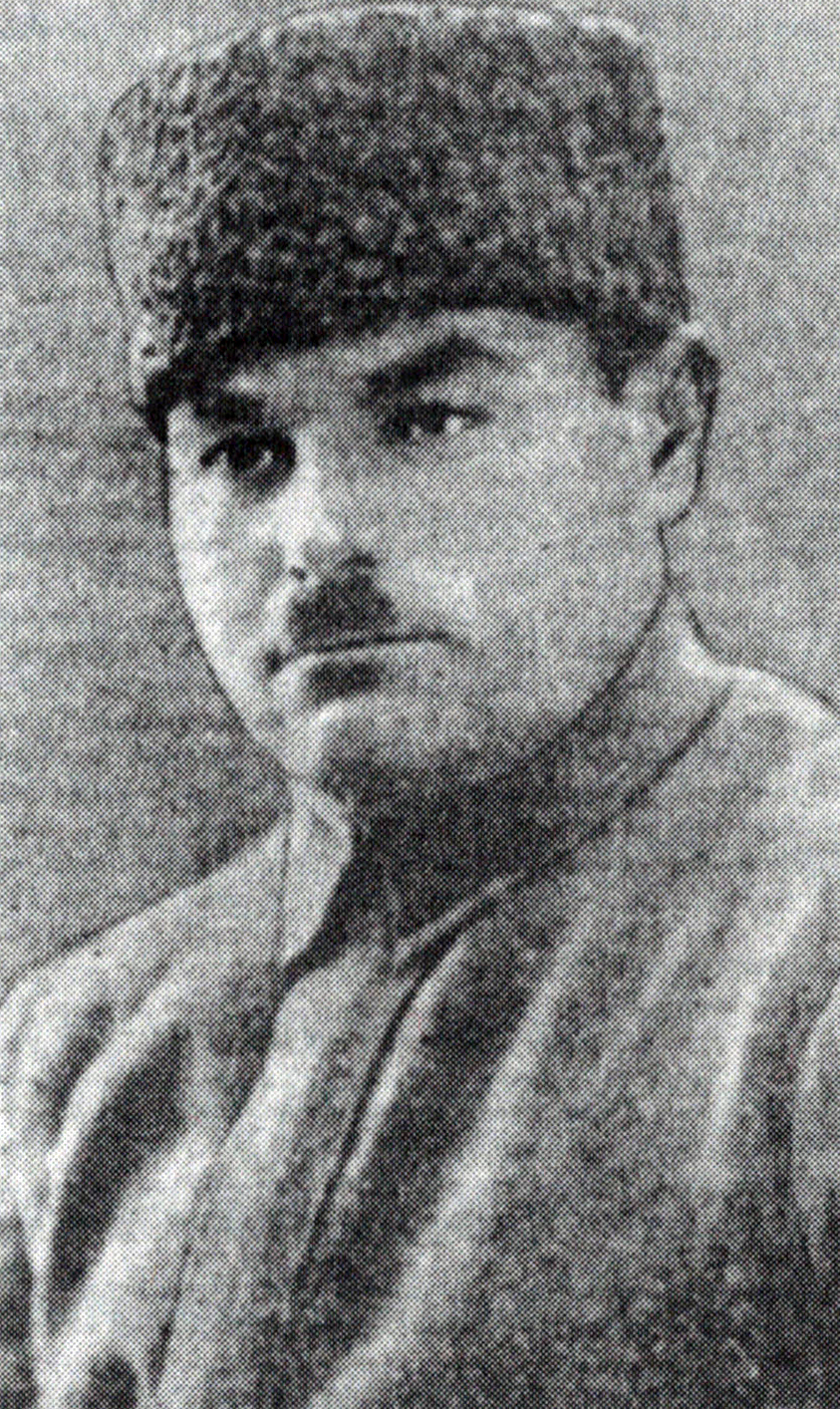
Вели Ибраимов (1888—1928), Председатель ЦИК КрАССР. Осуждён и расстрелян по уголовному обвинению. Позднее обвинён в крымскотатарском национализме
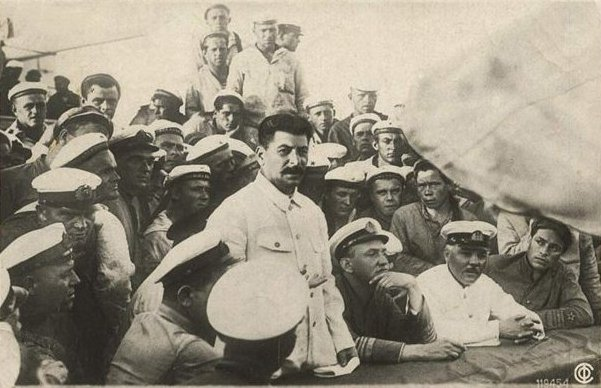
И. В. Сталин с моряками крейсера «Червона Украина», 1929 год, в море у Мухолатки
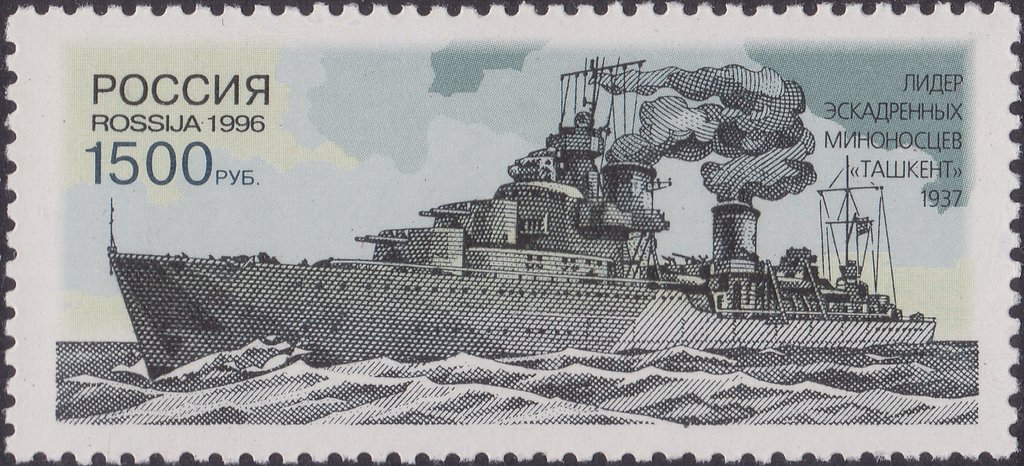
Лидер эсминцев Черноморского флоте «Ташкент» итальянской постройки (1937). Марка Почты России

16 июня 1925 создан пионерский лагерь Артек. К 1930 году он становится круглогодичным лагерем санаторного типа и принимает в год 2040 детей.
В 1927 году в Крыму произошел природный катаклизм — два землетрясения с эпицентром на дне Чёрного моря в районе Ялты. Хотя число жертв было относительно невелико (3 погибших, сотни раненых), разразилась паника. Произошли крупные разрушения зданий, в том числе древних памятников, обвалы и оползни.
В Крыму активно велась индустриализация. В 1929 году была введена в строй первая домна Керченского металлургического завода, в 1931 году — третья домна (самая мощная на заводе). В 1931 году началось строительство Камыш-Бурунского железорудного комбината. В 1933—1937 годах в Крыму построено и полностью реконструировано более 30 предприятий промышленности.
В начале 1930-х годов правительством СССР было принято решение о строительстве новых судостроительных заводов на Чёрном море. В 1938 году в Крыму был введён в строй Камыш-Бурунский судоремонтный завод (ныне завод «Залив»).
|                                        |                                              |
| 1 Акмечитский (Ак-Мечетский) район     | 15 Куйбышевский район (центр Албат)          |
| 2 Акшейхский (Ак-Шеихский) район       | 16 Лариндорфский район (центр Джурчи)        |
| 3 Алуштинский район                    | 17 Ленинский район                           |
| 4 Балаклавский район                   | 18 Маяк-Салынский район                      |
| 5 Бахчисарайский район                 | 19 Сакский район                             |
| 6 Бююк-Онларский район                 | 20 Сейитлерский район                        |
| 7 Джанкойский район                    | 21 Симферопольский район                     |
| 8 Евпаторийский район                  | 22 Старокрымский район                       |
| 9 Зуйский район                        | 23 Судакский район                           |
| 10 Ичкинский район                     | 24 Тельманский район (центр Курман-Кемельчи) |
| 11 Калайский район                     | 25 Фрайдорфский район                        |
| 12 Карасубазарский район               | 26 Ялтинский район                           |
| 13 Кировский район (центр Ислям-Терек) | 27 Севастополь                               |
| 14 Красноперекопский район             |                                              |

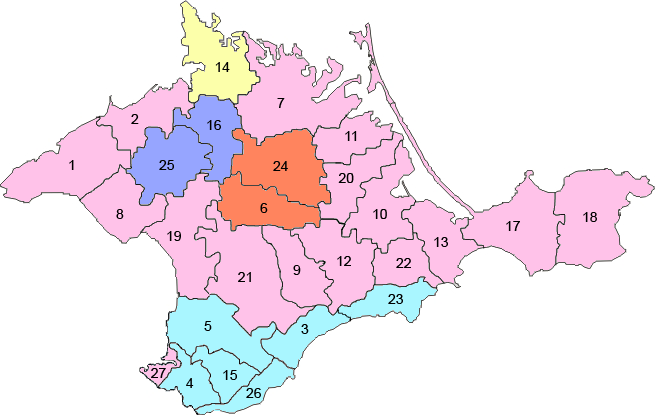
Административное деление Крымской АССР (1938 г.)

Шло усиленное военное строительство. Ослабленный в годы Гражданской войны Черноморский флот получил новейшие корабли советской и зарубежной постройки, в том числе лёгкие крейсера «Молотов» и «Ворошилов», лидеры «Москва» и «Ташкент», свыше 30 подводных лодок типа «Щ» и «М», свыше 80 торпедных катеров. Оборудовалась и укреплялась главная база флота — Севастополь, например были достроены бронебашенные батареи 30 и 35, создана система ПВО, построены флотские и армейские аэродромы. Одновременно в 1937—1938 годах была репрессирована значительная доля командного состава Черноморского флота.

### Крым в Великой Отечественной войне
18 августа 1941 года по приказу Сталина с полуострова было депортировано 60 тыс. крымских немцев. В октябре-ноябре на севере Крыма началась Крымская оборонительная операция. 11-я немецкая армия прорвала оборону советской 51-й армии на Перекопе и Ишуньских позициях.
В ноябре 1941 года Красная армия была вынуждена оставить Крым за исключением Севастопольского оборонительного района, отступив на Таманский полуостров. В конце декабря оттуда было предпринято контрнаступление. Несмотря на первоначальный успех, войска Крымского фронта в мае 1942 года в ходе операции Э. фон Манштейна «Охота на дроф» были отброшены за Керченский пролив. Некоторые соединения не смогли покинуть Крым и заняли Аджимушкайские каменоломни. Оборона Аджимушкайских каменоломен продолжалась до конца октября 1942, несмотря на отсутствие запасов пищи, воды, медикаментов, оружия и боеприпасов.
Оборона Севастополя продолжалась до начала июля 1942 года.

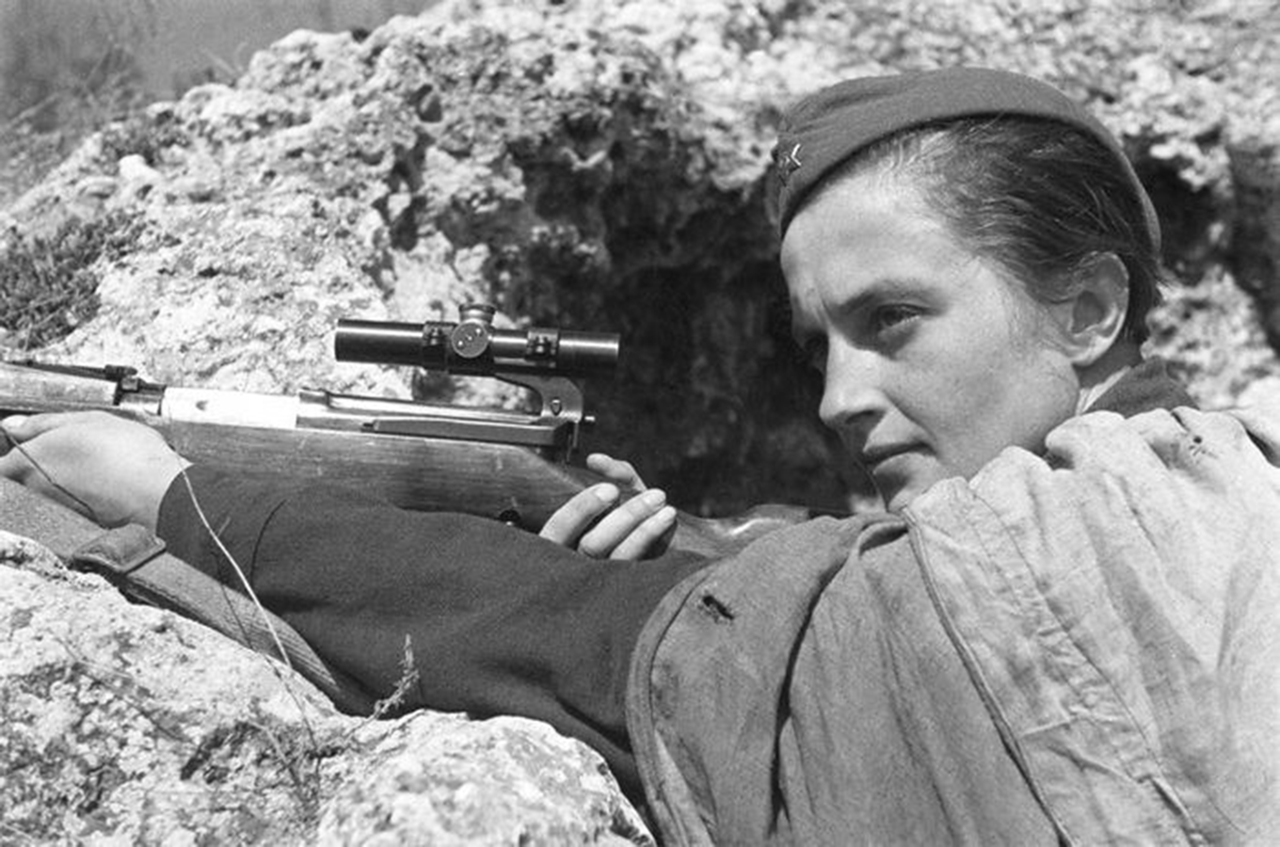
Герой Советского Союза снайпер 25-й Чапаевской дивизии Людмила Павличенко (1916—1974) на позиции в Севастополе
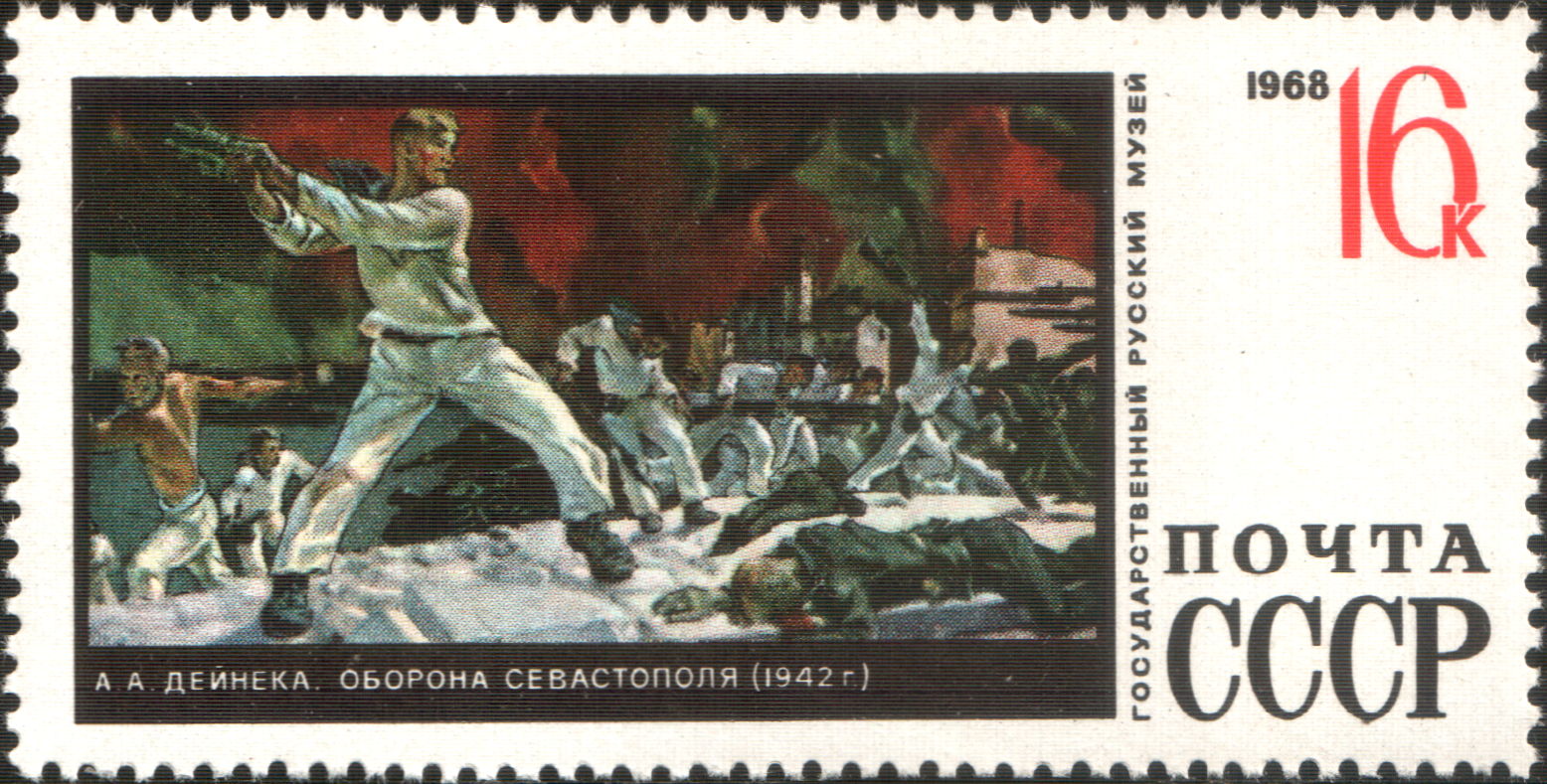
Картина А. А. Дейнеки «Оборона Севастополя» (1942) на марке СССР (1968)
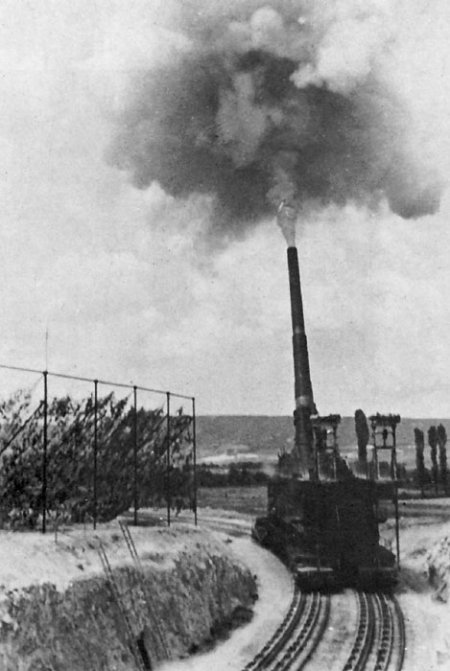
Сверхтяжёлое орудие «Дора» обстреливает Севастополь, 5-26 июня 1942 года с позиций в Дуванкое
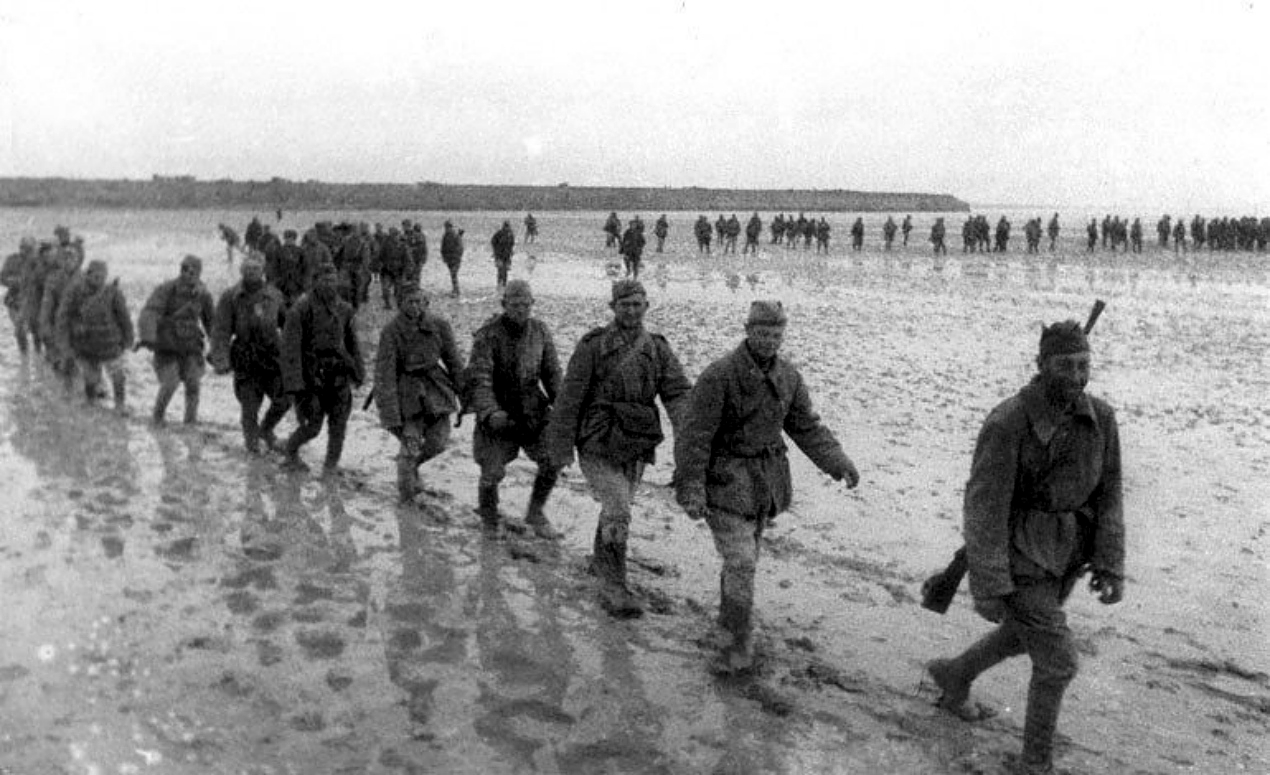
Бойцы 51-й армии форсируют Сиваш. Фото В. Иванова, декабрь 1943 года
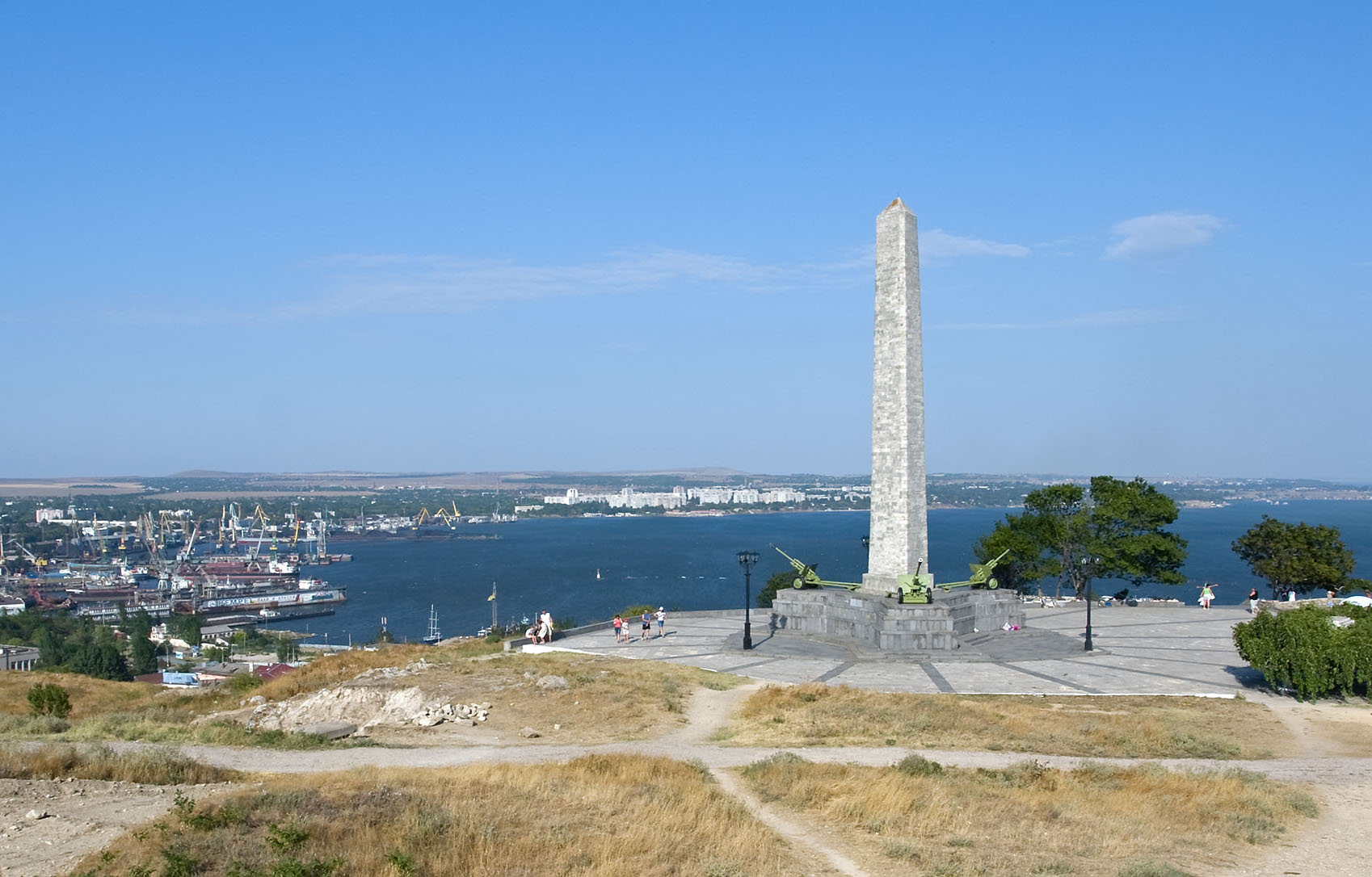
Обелиск Славы на горе Митридат, архитектор А. Д. Киселёв (1944). Первый в СССР постоянный памятник событиям Великой Отечественной войны

Оккупационными властями в составе рейхскомиссариата Украина был образован генеральный округ Крым (полуокруг Таврия), однако фактически власть в Крыму принадлежала военной администрации 11-й армии, а позднее — 17-й армии. В соответствии с нацистской политикой на оккупированной территории уничтожались коммунисты и «расово неполноценные элементы» (евреи, цыгане, крымчаки). Убийства в Крыму велись айнзацкомандами 10a, 10b, 11a, 11b айнзацгруппы D.
Всего за период оккупации немецко-румынские оккупанты и местные коллаборационисты расстреляли 71 921 мирного жителя и 19 319 советских военнопленных, умертвили голодом и иными способами 18 322 мирных жителя и 25 615 военнопленных, насильно вывезли на принудительные работы в Германию 85 447 человек. В экономическом плане полуостров был превращён в руины: уничтожено 17 570 промышленных и 22 917 жилых зданий, 15 музеев, 590 театров и учреждений культуры, 393 медицинских учреждения, 315 детских учреждений. В Германию и в Румынию были вывезены тысячи станков, двигателей, тракторов и автомашин (после освобождения было обнаружено менее 10 % довоенного промышленного оборудования), у местного населения реквизированы практически все лошади, крупных и средний скот, домашняя птица. Вырублено почти 10 000 гектаров садов и виноградников, вывезены или переданы в вермахт огромные запасы продовольствия.
В Крыму с октября 1941 и до апреля 1944 против оккупантов действовало мощное партизанское движение.

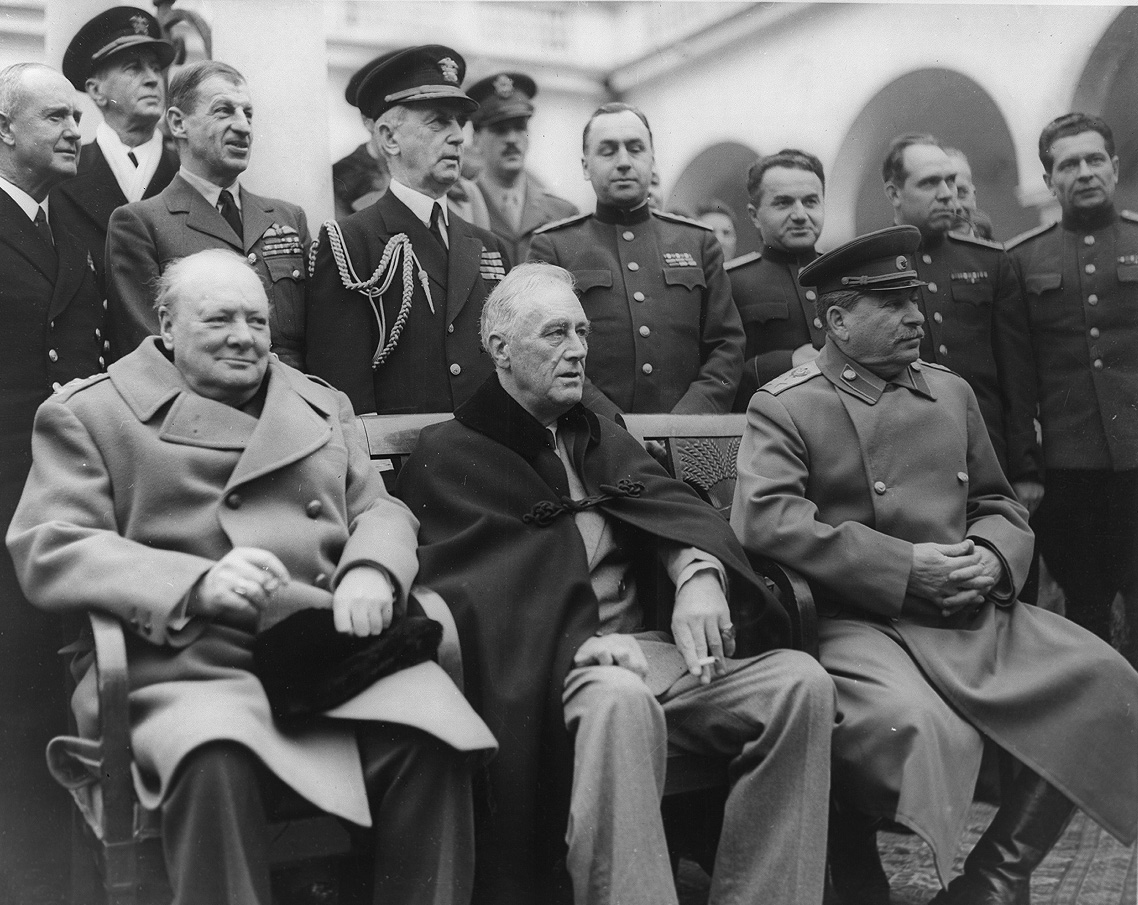
Черчилль, Рузвельт, Сталин в Ялте. Февраль 1945

31 октября 1943 года началась Керченско-Эльтигенская десантная операция с целью освобождения Керченского полуострова. Добиться поставленной задачи не удалось, однако был захвачен плацдарм на участке от Азовского моря до предместья Керчи, который удерживался до начала Крымской операции 1944 года.
11 апреля 1944 года Красная армия начала операцию по освобождению Крыма, были отбиты Джанкой и Керчь. К 13 апреля были освобождены Симферополь и Феодосия. 9 мая — Севастополь. Дольше всего немецкие войска держались на мысе Херсонес, однако их эвакуация была сорвана гибелью конвоя «Патрия».
Война резко обострила межнациональные противоречия в Крыму, и в мае-июне 1944 года с территории полуострова были депортированы крымские татары (183 тыс. человек), армяне, греки и болгары. Указ Президиума Верховного Совета СССР № 493 от 5 сентября 1967 года «О гражданах татарской национальности, проживавших в Крыму» признавал, что «после освобождения в 1944 году Крыма от фашистской оккупации факты активного сотрудничества с немецкими захватчиками определённой части проживающих в Крыму татар были необоснованно отнесены ко всему татарскому населению Крыма».
4-11 февраля 1945 состоялась Ялтинская конференция лидеров трёх великих держав антигитлеровской коалиции.
В результате войны, оккупации и депортации население Крыма уменьшилось втрое. В октябре 1944 года в Крыму насчитывалось 379 000 жителей против 1 126 426 в 1939 году. Некоторые районы (горы и Южный берег Крыма, населённые до того в основном крымскими татарами) остались практически без населения.

### Послевоенный сталинизмв Крыму
25 июня 1946 года Верховный Совет РСФСР утвердил преобразование Крымской АССР в Крымскую область и внёс соответствующие изменения в конституцию РСФСР.
В 1948 году указом Президиума Верховного Совета в отдельный субъект был выделен город Севастополь. Который стал городом республиканского подчинения.
После войны происходило восстановление экономики Крыма, получило развитие машиностроение. В 1952 году объём промышленного производства в Крыму составил 108 % от уровня 1940 года, был восстановлен довоенный уровень посевных площадей.
Активно развивалась инфраструктура. В 1950 году было завершено строительство автомобильной дороги Москва — Симферополь. В 1951 году после 5-летней реконструкции был открыт Симферопольский железнодорожный вокзал, ставший одним из главных архитектурных символов столицы Крыма. В том же году началось строительство Симферопольского водохранилища.

### Украинская ССР: 1954—1991

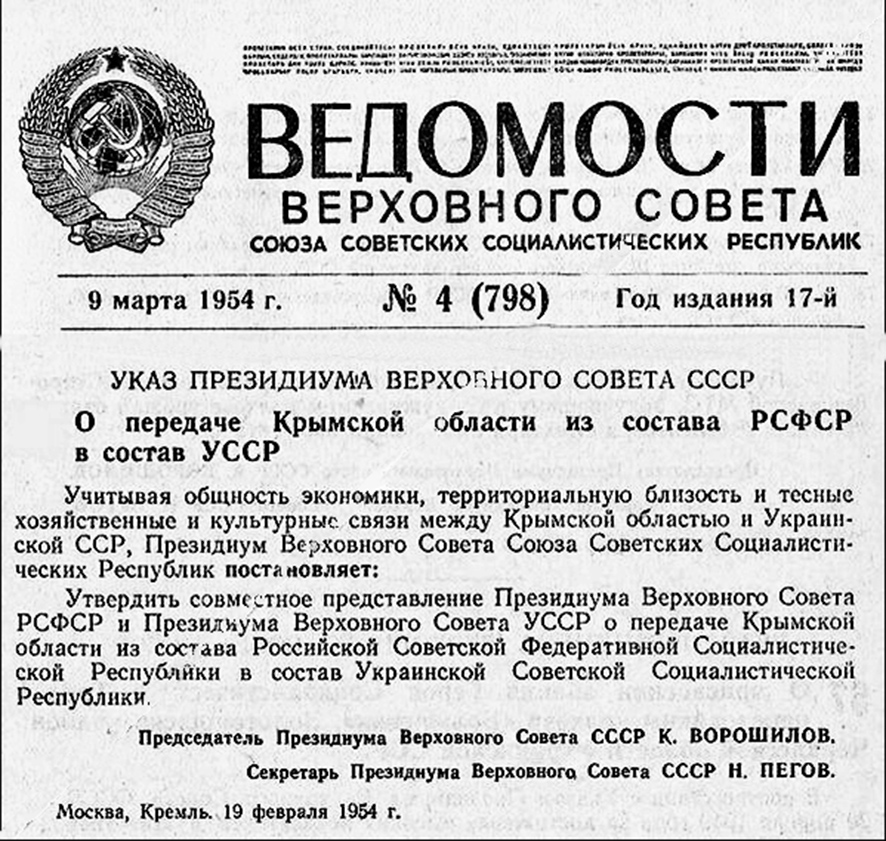
Указ Президиума ВС СССР о передаче Крымской области из состава РСФСР в состав УССР

В 1954 году, «учитывая общность экономики, территориальную близость и тесные хозяйственные и культурные связи между Крымской областью и Украинской ССР», советское руководство передало Крым в состав Украинской ССР.

Крупнейшие объекты народного хозяйства, созданные в Крыму в период 1954-1991 годов
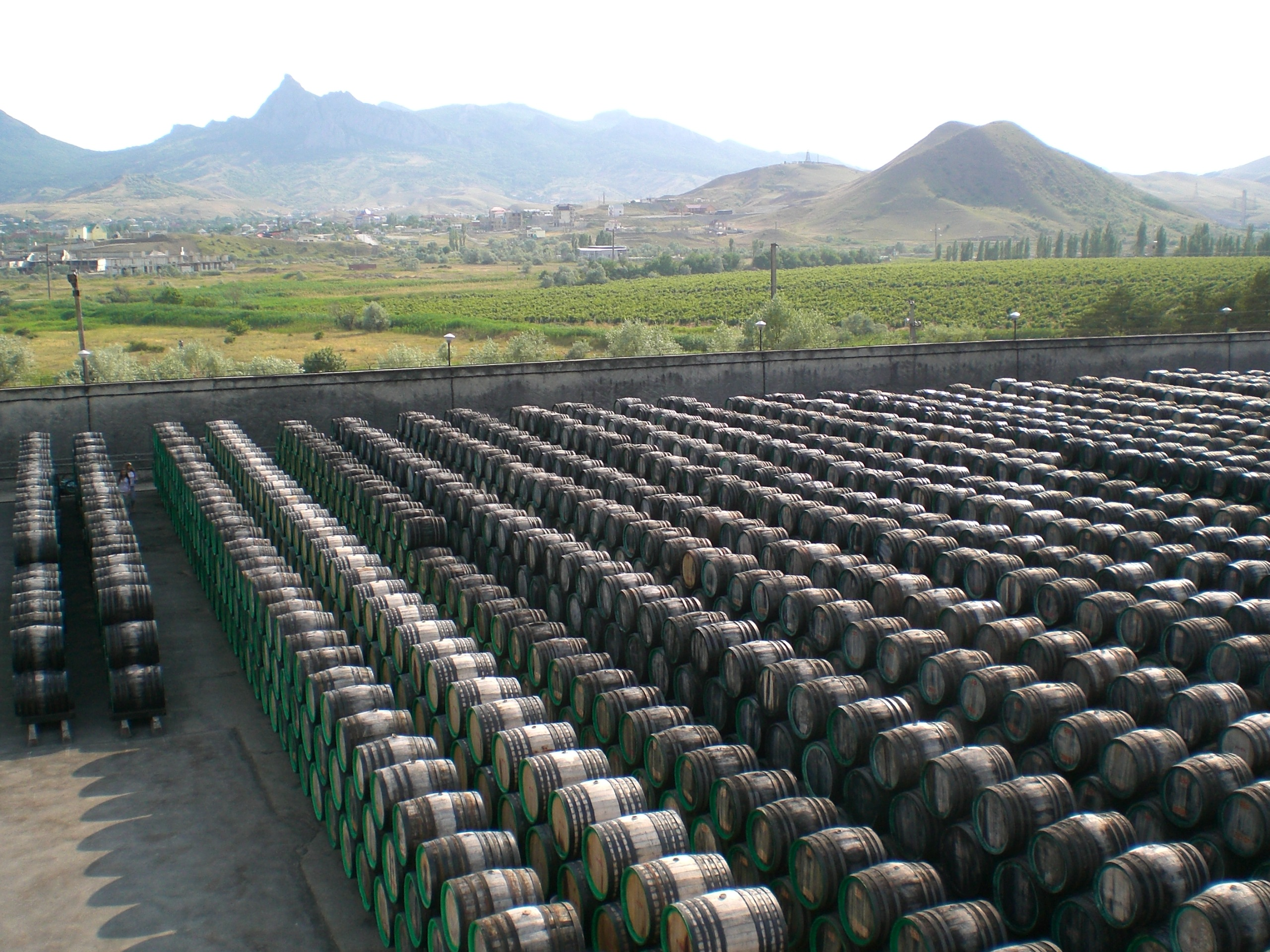
Завод марочных вин и коньяков «Коктебель» (1958)
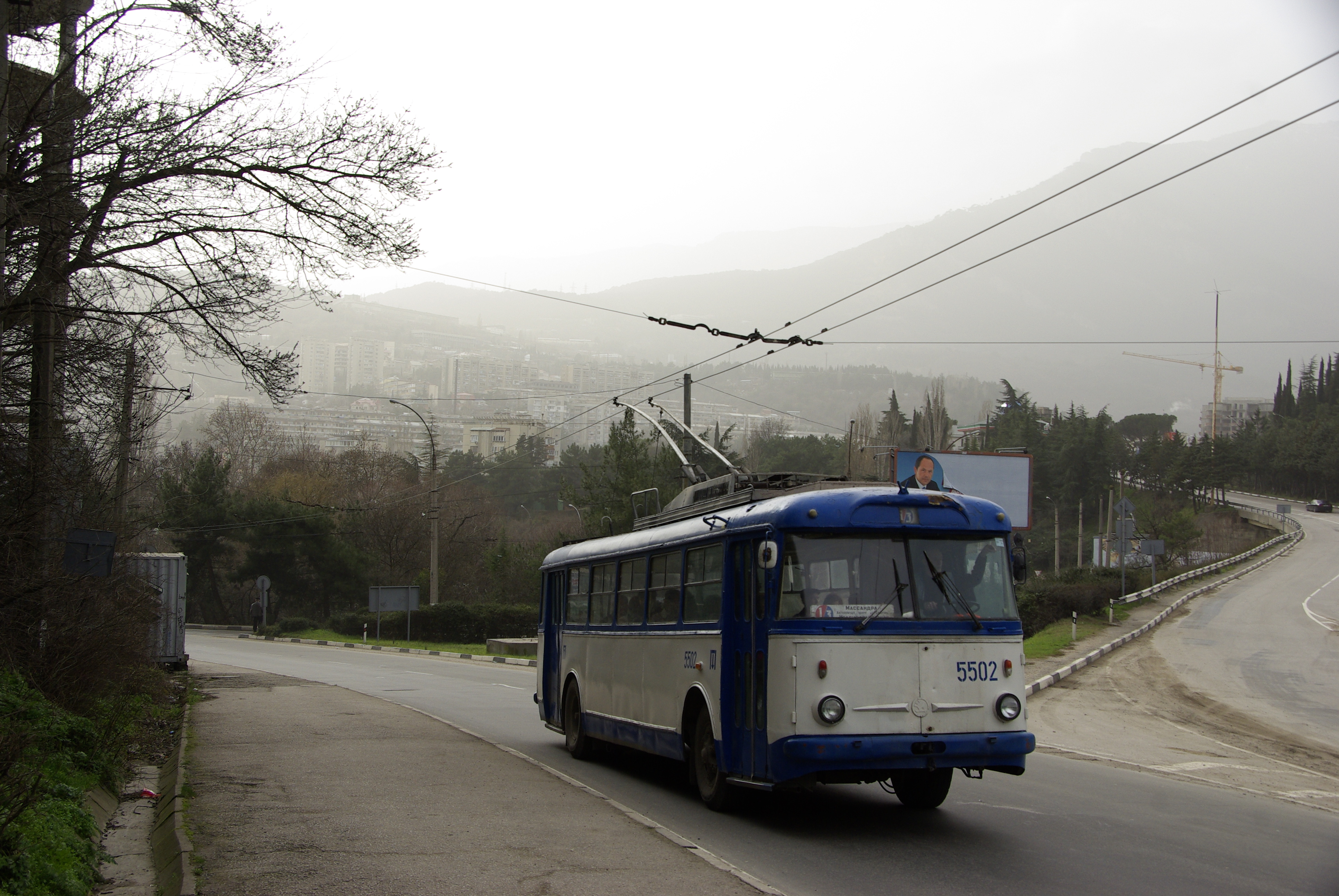
Междугородный Крымский троллейбус (1959—1961)
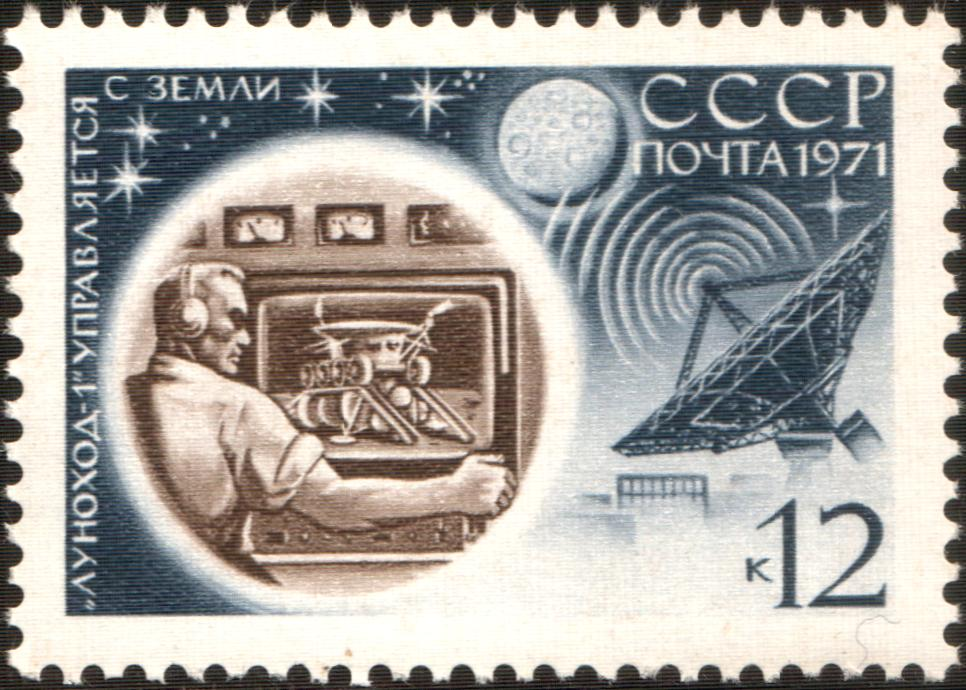
Центр дальней космической связи, поселок Витино (1960)
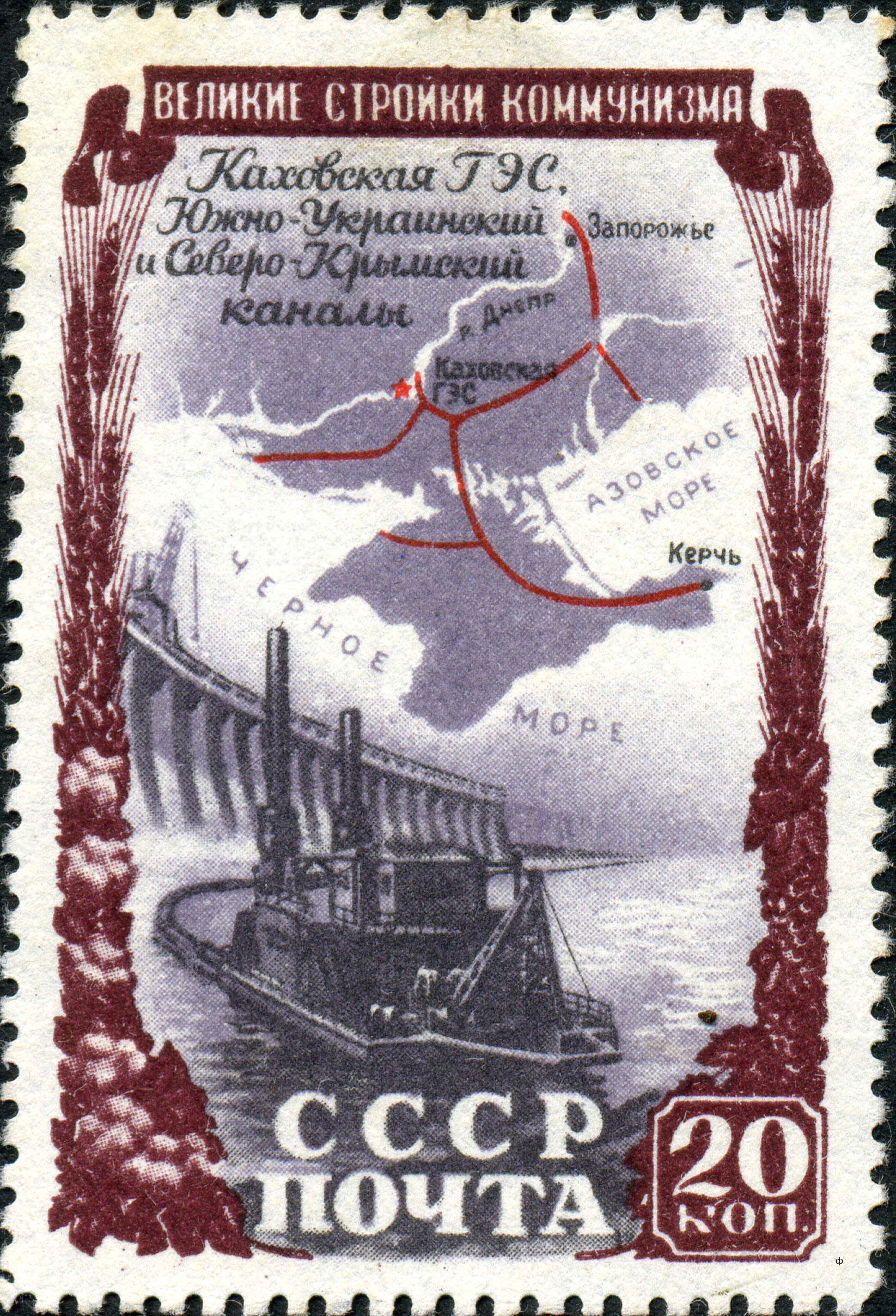
Северо-Крымский канал (1961—1971)
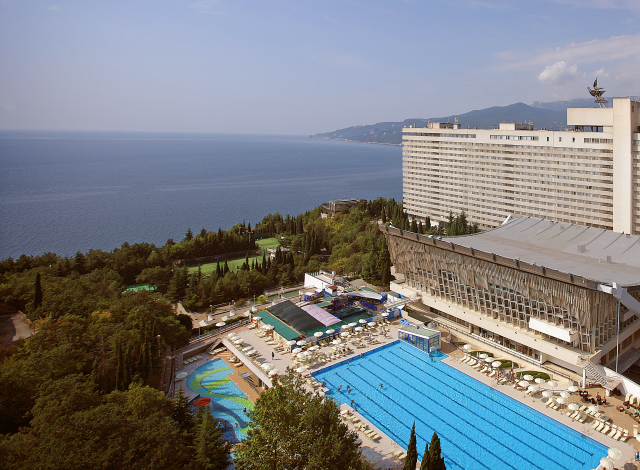
Гостиничный комплекс «Ялта-Интурист» (1977)

20 января 1991 года в Крымской области Украинской Советской Социалистической Республики состоялся общекрымский референдум. На всеобщее голосование был вынесен вопрос: «Вы за воссоздание Крымской Автономной Советской Социалистической республики как субъекта Союза ССР и участника Союзного договора?» Референдум поставил под вопрос решения Президиума Верховного Совета СССР от 1954 года (о передаче Крымской области в состав УССР) и от 1945 года (об упразднении КрАССР, и о создании вместо неё Крымской области). В референдуме приняли участие 1 миллион 441 тысяча 19 человек, что составляет 81,37 % от общего числа граждан, внесённых в списки для участия в референдуме. За воссоздание Крымской АССР проголосовало 93,26 % жителей Крыма от общего числа принимавших участие в голосовании.
Ещё через 4 месяца после объявления Крыма республикой Верховный Совет Украинской ССР соответствующие изменения в конституцию Украинской ССР 1978 года, приняв закон  "О восстановлении Крымской Автономной Советской Социалистической Республики" и Крымская АССР была восстановлена в Украинской ССР.
Восстановление автономии Крыма означало создание институтов, которые местное русское большинство могло использовать в процессе этнополитической мобилизации". На начало 1990-х годов относится и зарождение будущих территориальных притязаний Российской Федерации на некогда переданную Украине территорию; хотя 19 ноября 1990 года РСФСР и Украина в подписанном договоре обязались «признавать и уважать территориальную целостность друг друга в ныне существующих в рамках СССР границах», эта обязанность едва ли не с первых дней договора была поставлена под сомнение. Уже во время ратификации договора в Верховном Совете РСФСР был поднят вопрос о том, не является ли указанное положение «закреплением передачи Крыма и других исконно русских земель Украинской Республике», на что министр иностранных дел России Андрей Козырев ответил отрицательно и более того, уточнил, что «если возникнет вопрос, что граница будет не в рамках СССР» то вопрос может быть пересмотрен («тогда, как говорится, будет другое дело. Это уже будет другая политическая ситуация»). Когда на фоне провала ГКЧП (см. ниже) ряд республик — в том числе Украина — провозгласил государственную независимость (что означало выход из СССР), пресс-секретарь президента России Бориса Ельцина Павел Вощанов 26 августа выступил с заявлением: Россия не ставит под сомнение чьё-либо право на самоопределение, но «существует проблема границ, неурегулированность которой возможна и допустима только при наличии закрепленных соответствующим договором союзнических отношений. В случае их прекращения РСФСР оставляет за собой право поставить вопрос о пересмотре границ. Сказанное относится ко всем сопредельным республикам, за исключением трех прибалтийских (Латвийской, Литовской, Эстонской), государственная независимость которых уже признана Россией, чем подтверждена решённость территориальной проблемы в двусторонних отношениях», а позднее прямо уточнил, что в число потенциальных претензий России входит и Крымский полуостров, о праве России на пересмотр границ он заявил 3 декабря 1991 года в ответ на референдум о независимости Украины. Заявления вызвали острую реакцию на Украине и после демарша МИД страны администрация президента России их дезавуировала. В подписанном в декабре 1991 года Соглашении о создании СНГ Россия и Украина обязались «признавать и уважать территориальную целостность друг друга и неприкосновенность существующих границ в рамках Содружества».

## Независимая Украина

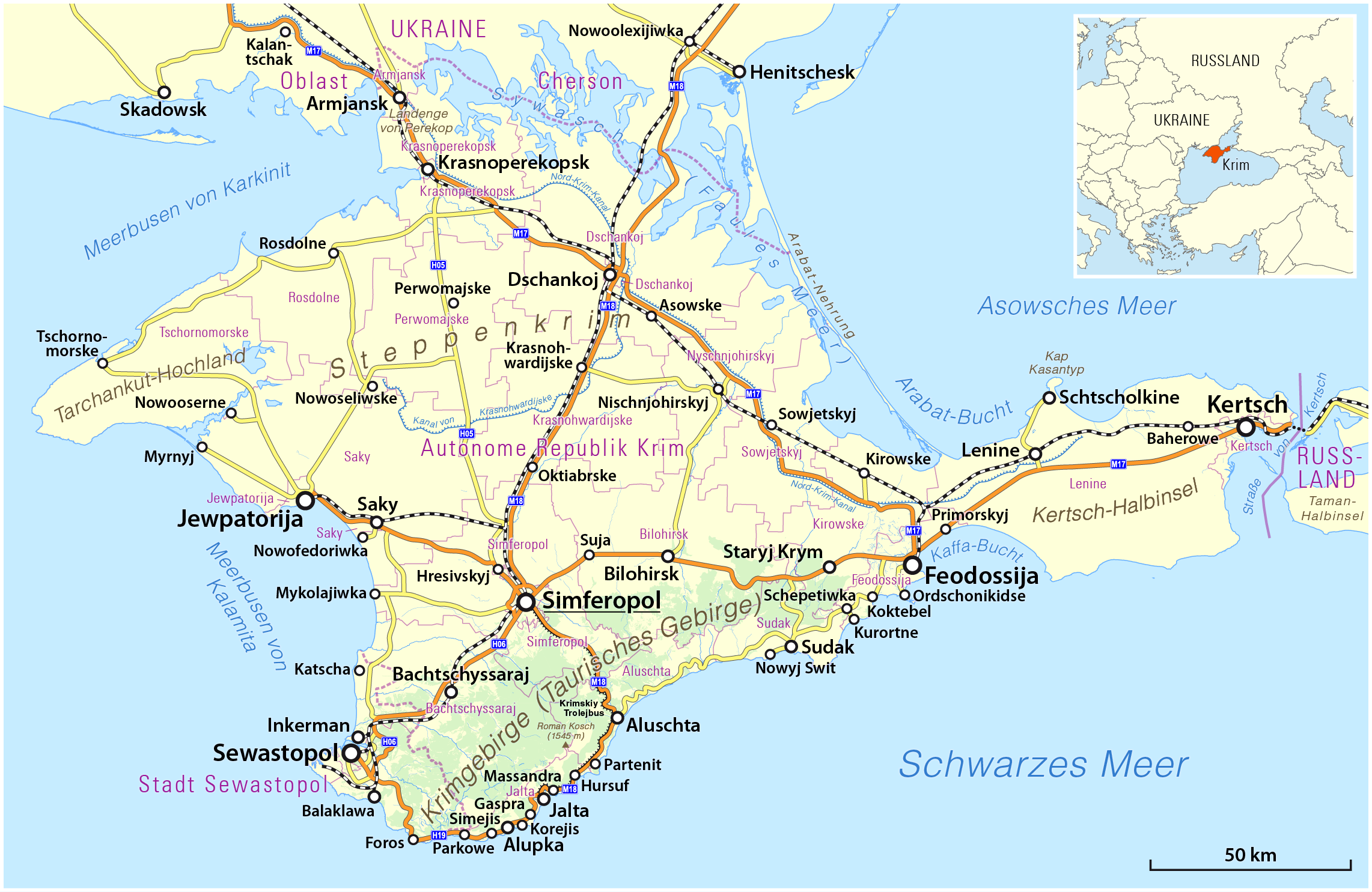

Во время выступления ГКЧП 19 августа 1991 года первый и последний президент СССР М. С. Горбачёв, находившийся на отдыхе в Крыму в государственной резиденции в Форосе, был заблокирован там без ВЧ-связи (но возможность связи по спутниковому телефону в машине у него оставалась) и возможности передвижений. 21 августа некоторые члены ГКЧП (Крючков, Язов, Бакланов и Тизяков) вместе с Лукьяновым вылетают в Крым для переговоров с Горбачёвым, однако тот отказывается их принимать. Другим самолётом вылетают в Форос к Горбачёву вице-президент РСФСР А. В. Руцкой и премьер-министр И. С. Силаев. Горбачёв возвращается в Москву.
Когда поражение ГКЧП стало вполне определённым, 24 августа 1991 года Верховный Совет УССР принял постановление и Акт провозглашения независимости Украины, подтверждённый впоследствии на всеукраинском референдуме 1 декабря 1991 года, на котором, в частности, поддержку акту выразили 54 % голосовавших крымчан.
4 сентября 1991 года чрезвычайная сессия Верховного Совета Крымской АССР приняла Декларацию о государственном суверенитете Крыма, где говорится о стремлении создать правовое демократическое государство в составе Украины. 26 февраля 1992 года по решению Верховного Совета Крыма Крымская АССР была переименована в Автономную Республику Крым.

### Кризис 1992—1995 годов
Споры между Украиной и Россией вокруг Крыма эскалировали, когда 5 мая 1992 года Верховный Совет Крыма провозгласил самостоятельность республики — были приняты «Акт о провозглашении государственной самостоятельности Республики Крым» и постановление о проведении общекрымского референдума по вопросу независимости и государственной самостоятельности Республики Крым, а на следующий день была принята конституция республики, которая закрепляла за Крымом статус украинской территории, но вместе с тем предусматривала весьма широкие права Республики Крым, фактически её реальную независимость от центра при формально украинском статусе — в частности, Республика Крым должна была осуществлять «суверенные права» и всю полноту власти на своей территории, а также претендовала на право вступать в отношения с другими государствами и даже международными организациями; отношения же с центром крымские власти планировали строить на договорных началах. В автономии предусматривалось создание должности президента. Движения крымского парламента были поддержаны националистическими силами в России. В том же месяце российский парламент принял декларацию о признании передачи Крыма Украине 1954 года незаконной и предложил переговоры о статусе Крыма.
Украина от переговоров отказалась. Верховная Рада осудила предложение как вмешательство во внутренние дела Украины. Правительство Украины убедило власти Крыма внести изменения в конституцию и отменить референдум. Юридический конфликт был разрешен мирным способом, в отличие от соседней Украине Молдовы.
Однако трения вокруг Крыма продолжились. В России вокруг этого возникло противостояние между президентом и парламентом. В июле 1993 года парламент принял резолюцию, заявлявшую о принадлежности Севастополя России. Ельцин осудил резолюцию, заявив «Мы не можем начать войну с Украиной». Ельцин встретился с украинским президентом Кравчуком, где Украине было предложено продать её часть Черноморского флота СССР в качестве оплаты за долг по газу под угрозой отключения поставок газа. Кравчук «почувствовал, что у него нет выбора, кроме как принять „предложение“, но украинский парламент отказался ратифицировать сделку, заключенную под давлением».
Победа коммунистов и националистов на выборах 1993 года в России укрепила сепаратистские движения в Крыму. В январе 1994 Юрий Мешков был избран президентом Республики Крым, а большинство в ВС АРК завоевал созданный при поддержке Республиканской партии Крыма (выступавшей за сближение Крыма с Россией вплоть до полного присоединения) блок «Россия». Мешков вновь поднял вопрос независимости и предложил новый референдум.
Крымские сепаратисты получали определённую политическую поддержку из России: многие политики называли Крым российской территорией, а в мае 1992 года Верховный Совет РФ объявил решение Президиума ВС РСФСР о передаче Крымской области в состав УССР незаконным. Осложняли дело и затянувшиеся переговоры по статусу Черноморского флота. В 1993 году Верховный Совет России провозгласил Севастополь, базу Черноморского флота, российским городом. Такая линия высших органов власти России, в сочетании с сильными сепаратистскими настроениями в Крыму, порождала опасения военного конфликта. Сторонам, однако, удалось этого избежать, и к 1996 году статус Крыма как части Украины был согласован.
Неудаче крымского сепаратизма того времени способствовало несколько факторов. Внешняя поддержка была хотя и громогласной, но не существенной: не могло быть и речи о предоставлении местным сепаратистам оружия либо о военной поддержке со стороны российской армии. Российская исполнительная власть в лице президента Бориса Ельцина не желала конфликта с Украиной (посягательство на целостность которой было бы нарушением обязательств РФ по признанию границ постсоветских государств в пределах территорий соответствующих союзных республик СССР) и неоднократно дистанцировалась от решений «националистически настроенного» российского парламента, по существу сведя их на нет. Руководство РФ пыталось в то время сблизиться с Западом и потому рассматривало активность пророссийских деятелей за рубежом как неприятную помеху, способную возродить на Западе подозрения относительно «неизжитых имперских амбиций» России. Кроме того, к 1995 году внутри России имелся вооружённый конфликт в Чечне, что не способствовало «распылению сил» на помощь крымским сепаратистам.
В дополнение ко всему, новое руководство Крыма столкнулось с отсутствием финансовой, экономической, управленческой базы для обеспечения реальной автономии, а политические силы Крыма страдали от разобщённости. Возникший в скором времени конфликт между президентом и парламентом Крыма препятствовал возможности выступить единым фронтом против центральной власти Украины.
Украина в этот период проявила твёрдость, отказываясь обсуждать предложения о федерализации страны (хотя автономия Крыма — при сохранении унитарной основы Украины — никогда не исключалась из числа вариантов обеспечения его особого статуса, что сохраняло возможность компромисса; в этой ситуации «возможность получения Крымом голоса подавляла сепаратистские устремления») или о каком бы то ни было изменении её границ. Крымский кризис был разрешен из-за функционирующей в Украине демократии. Победивший на выборах 1994 года Кучма широко поддерживался крымскими избирателями и получил 90 % в Крыму (92 % в Севастополе). Кучма — русскоговорящий выходец из индустриального юго-востока Украины — убедил крымских русских, что их языковые и культурные потребности будут защищены. Украинское правительство неформально договорилось с лидерами Крымского парламента о разделении власти. Крымский парламент упразднил должность президента Крыма и согласился привести конституцию и законы Крыма в соответствие украинским. В условиях проблем, с которыми столкнулись власти Крыма, и невмешательства России в дела на полуострове, Украина в 1995 году отменила крымскую конституцию 1992 года и упразднила пост президента, а также поставила под свой контроль региональное правительство. Всё это сузило набор институтов, которыми могли воспользоваться пророссийские силы.
Кризис не эскалировал в войну также потому, что Россия отказалась использовать своих приверженцев в Черноморском Флоте для вмешательства на стороне сепаратистов, в отличие от того, как она сделала в Молдове. Отделение Крыма могло дать почву для отделения автономных образований — в частности, Татарстана — от самой России, а также отрицательно повлиять на попытки Ельцина улучшить отношения с США, включая давление на Украину с целью отказа от ядерного оружия.
По мнению политолога Филиппа Рёдера, события 1994 года можно рассматривать как репетицию проведенной в 2014 году аннексии Крыма Россией в части возможностей быстрой мобилизации населения.

### 1995—2014
Со второй половины 1990-х годов в крымском руководстве преобладали партии, выступавшие против сепаратизма. Пророссийские политические силы в Крыму, ослабленные политическим кризисом, потерпели поражение на выборах 1998 года в Верховный Совет Крыма. 21 октября 1998 года крымский парламент нового состава принял новую конституцию, приведённую в полное соответствие с конституцией Украины. На определённое время в деятельности пророссийских организаций собственно политическая составляющая ушла на второй план, при этом более важную роль начали играть вопросы русского языка, религии, культуры, исторического самосознания, поддержания связей с Россией. На международном уровне, в 1994 году Будапештским меморандумом зафиксирован отказ Украины от ядерного оружия, в обмен на что страны-гаранты, в том числе РФ, обязались уважать территориальную целостность Украины, в 1995 году вопрос о флоте был принципиально решён решением о его разделе на российский (ЧФ) и ВМС Украины, а в 1997 году Россия и Украина подписали соглашения о статусе Черноморского флота, решившие вопрос его раздела и пребывания на территории Крыма, а также Договор о дружбе, сотрудничестве и партнёрстве между Российской Федерацией и Украиной («Большой договор»). Признавая нерушимость границ друг друга, страны признали тем самым и суверенитет Украины над Крымом.

Автономная Республика Крым в составе Украины
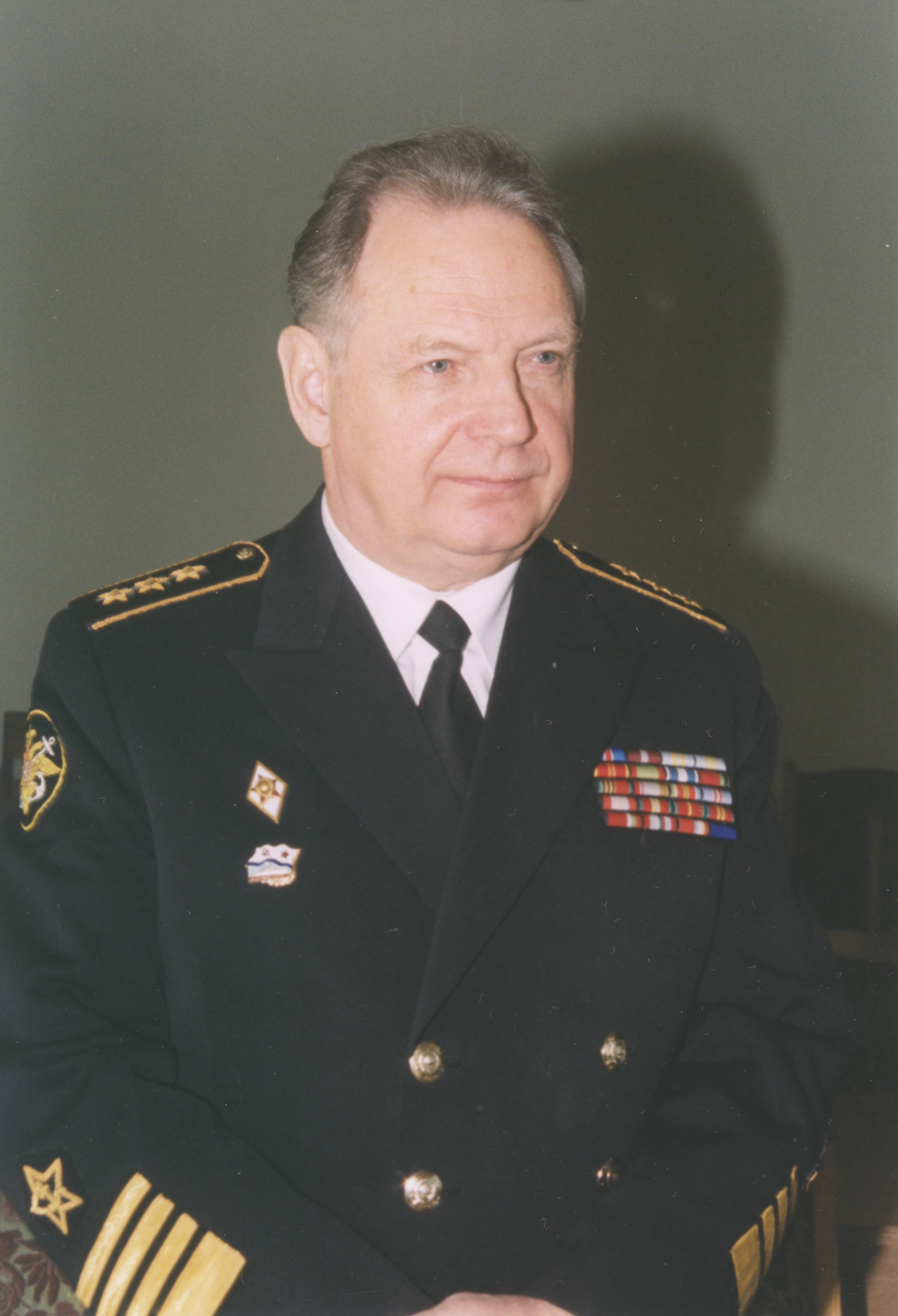
Адмирал И. В. Касатонов, в 1991-1992 годах командующий Черноморским флотом во время российско-украинского противостояния при его разделе.
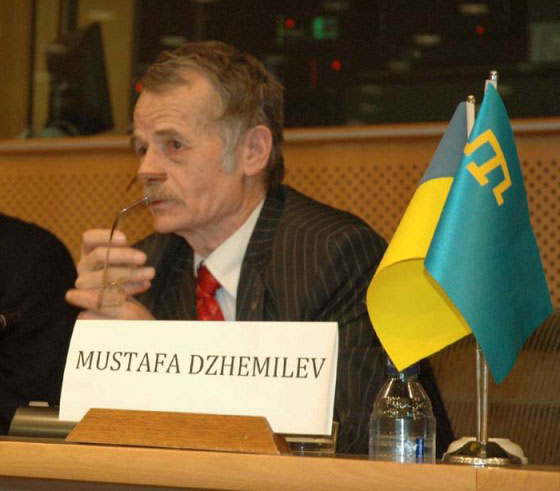
Джемилев, Мустафа Абдулджемиль, в 1991- 2013 годах председатель Меджлиса крымскотатарского народа.
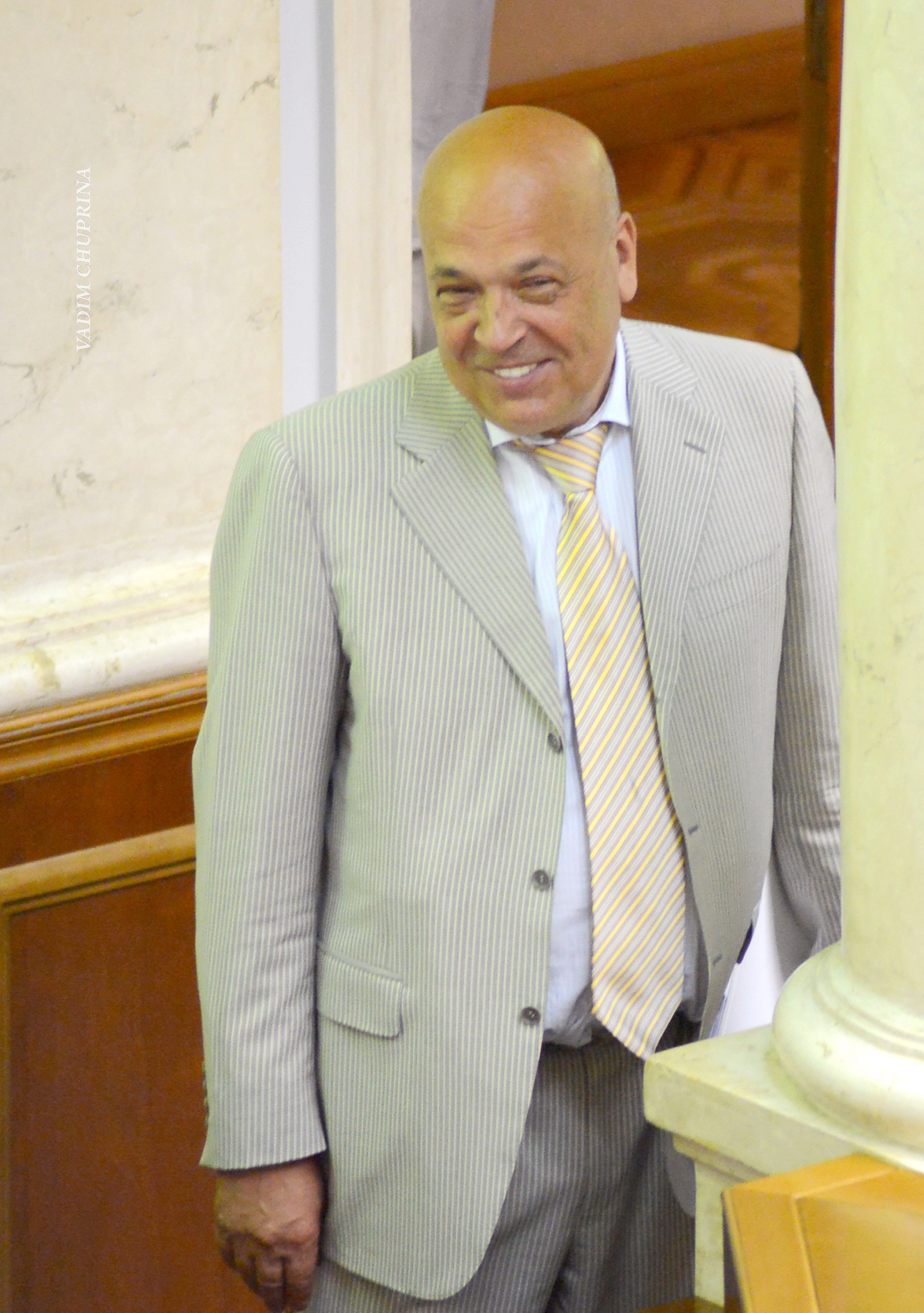
Г. Г. Москаль, в 1997—2000 годах начальник ГУ МВД Украины в Крыму , в 2006-2007 годах был представителем Президента в Крыму.
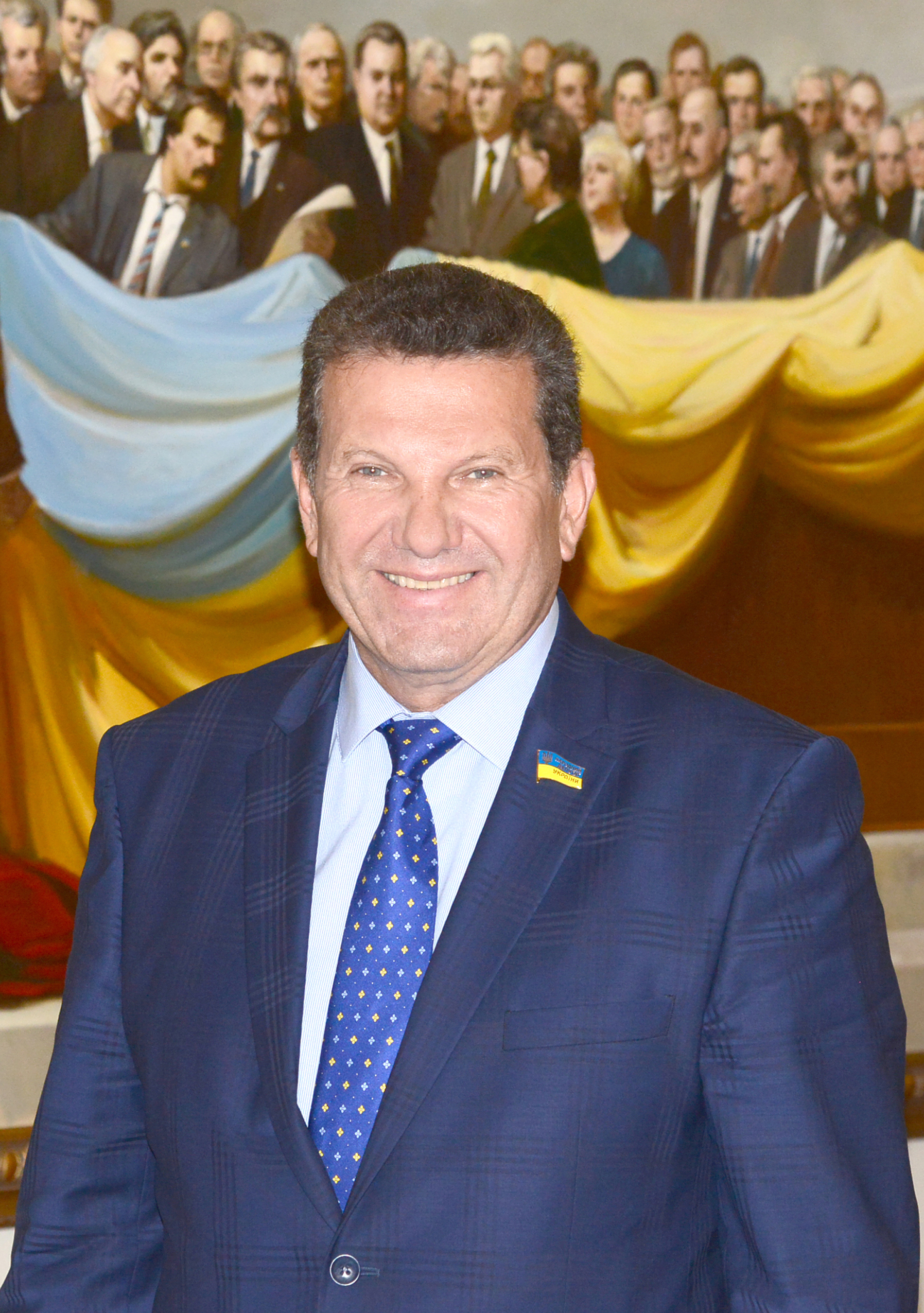
С. В. Куницын, май 1998 — июль 2001; апрель 2002 — апрель 2005 — Председатель Совета министров Крыма.
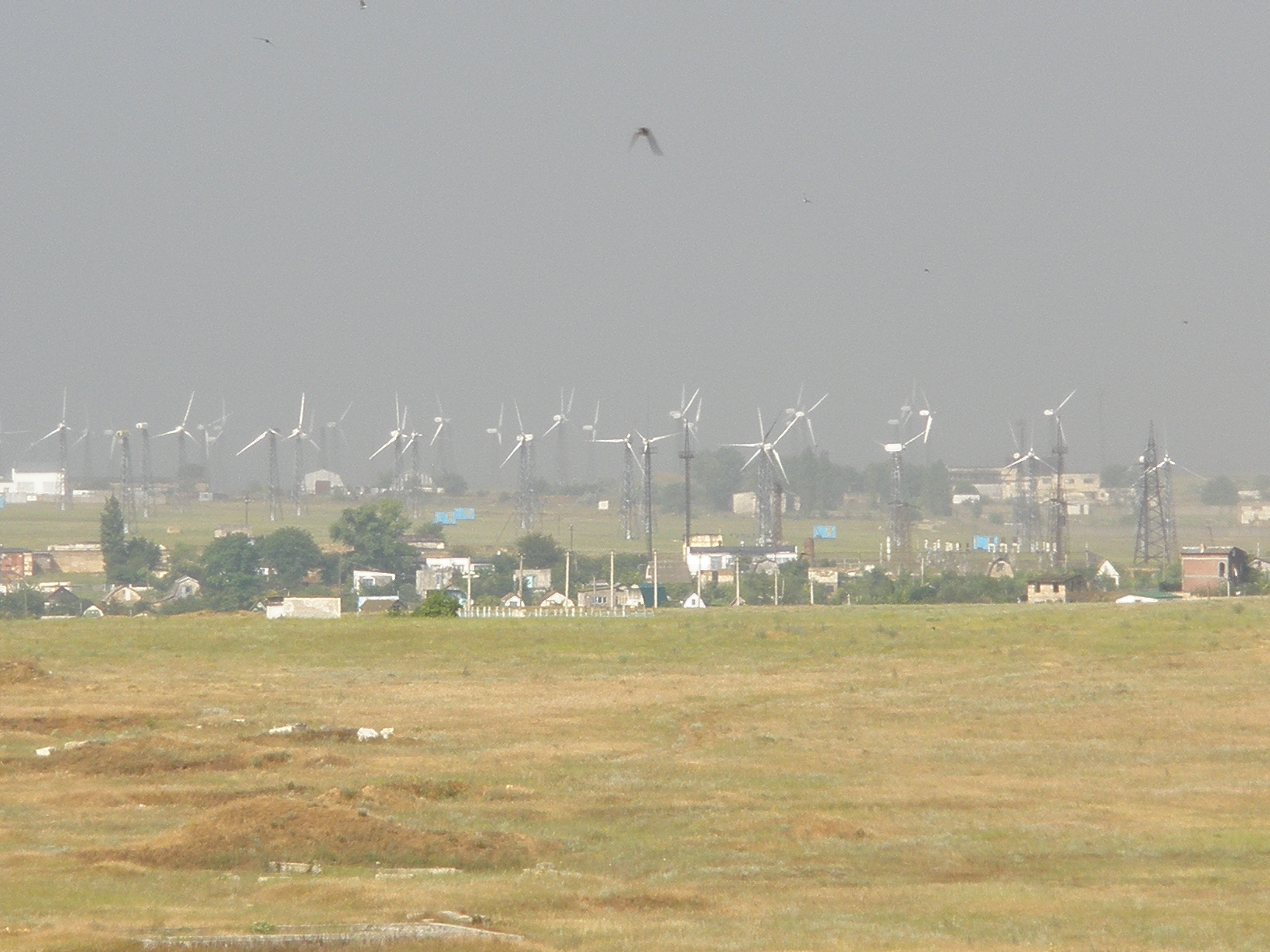
Донузлавская ВЭС, одна из 7 ветро и 6 солнечных станций построенных в ходе украинской программы альтернативной энергетики в Крыму

Процесс раздела наследства бывшего Черноморского флота СССР и окончательного формирования на его базе Военно-морских сил Украины и Черноморского флота Российской Федерации в основном завершился к 2000 году. К этому времени была также формально разрешена проблема статуса Севастополя как основной военно-морской базы двух флотов на Чёрном море.
<…>
1990-е годы ознаменовались в Крыму расцветом организованной преступности, которая по степени проникновения в органы власти, в экономику, по количеству и тяжести преступлений создало Крыму славу криминального региона. Более 20 лет здесь действовали ОПГ «Башмаки», ОПГ «Сейлем» и десятки мелких групп. В годы расцвета они контролировали сотни боевиков. Конфликты в Приднестровье и Абхазии обеспечили доступ к оружию, ими контролировались крупные предприятия (Союз-Виктан), политические деятели и даже партии (Партия экономического возрождения, Христианская либерально-демократическая партия). Во время войны между Башмаками и Сейлемом счет убийств шел на десятки в месяц. Жертвами заказных убийств пали председатель колхоза имени XIX съезда партии Сироштан (1995), заместитель председателя Совета министров Крыма Александр Сафонцев (1998), множество бизнесменов и чиновников. В 1997 году начальником ГУ МВД Украины в Крыму был назначен Г. Г. Москаль, частично овладевший ситуацией, прошли судебные процессы. К концу 2000-х годов выжившие руководители преступных группировок имели легальный бизнес.

## Аннексия Крыма Российской Федерацией

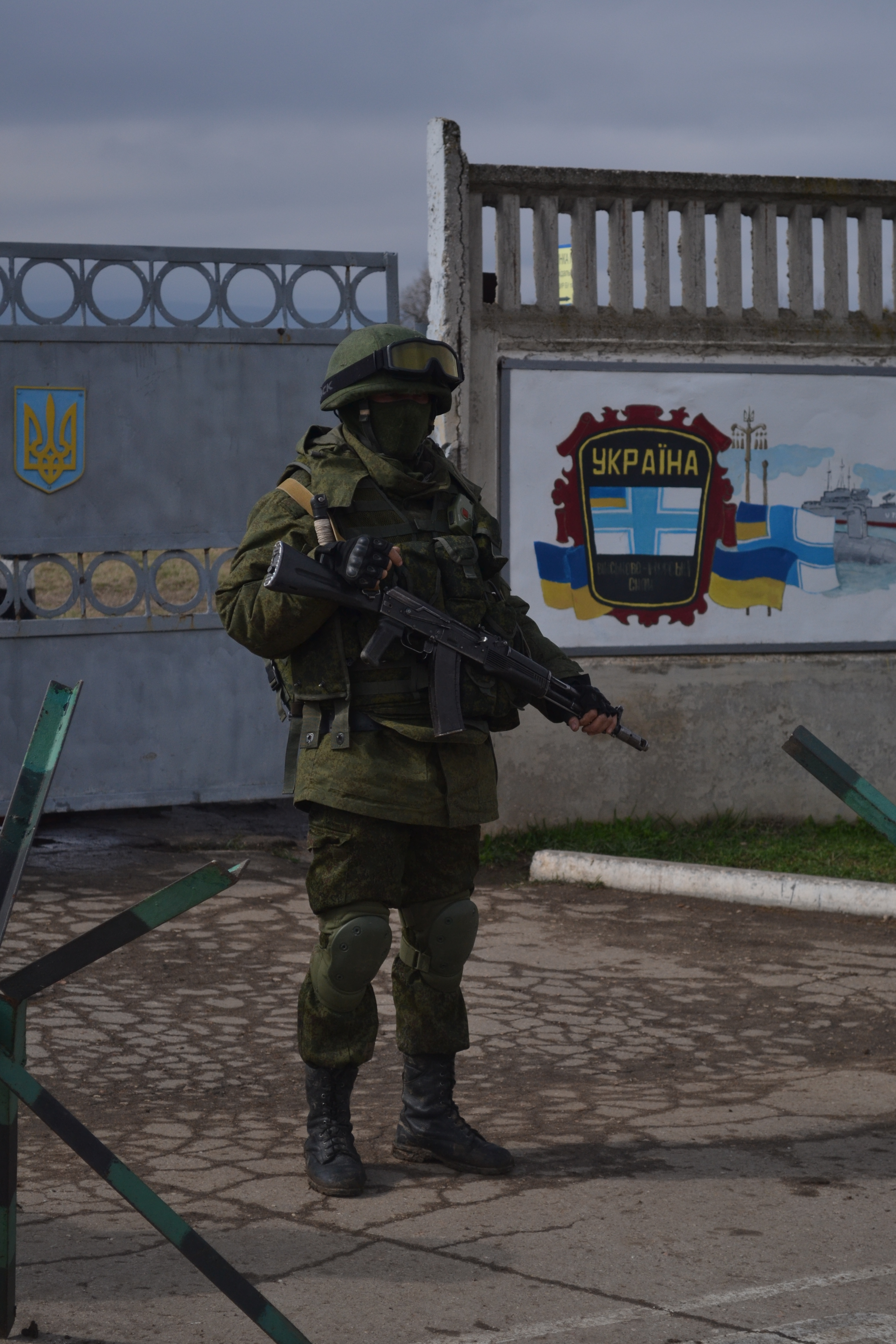
Российский военный без знаков отличия возле воинской части в Перевальном, 9 марта 2014 года

В начале 2014 года во время обострения столкновений на украинском Евромайдане российский спецназ в Севастополе был приведен в состояние готовности, а после бегства Януковича Путин принял решение захватить украинский Крым. 27 февраля российский спецназ захватил Крымский парламент, начав российско-украинскую войну. Крым был затем аннексирован Россией.
Украина и большинство других стран — членов ООН не признали аннексию Крыма Россией, продолжив рассматривать полуостров как часть Украины. Первые годы в российском обществе наблюдалась высокая степень одобрения аннексии Крыма, известная как крымский консенсус.
После аннексии Крыма Россией проживающие в Крыму крымско-татарские активисты подвергаются преследованиям. 

Объекты инфраструктуры, созданные в Крыму в 2014—2019 годах.
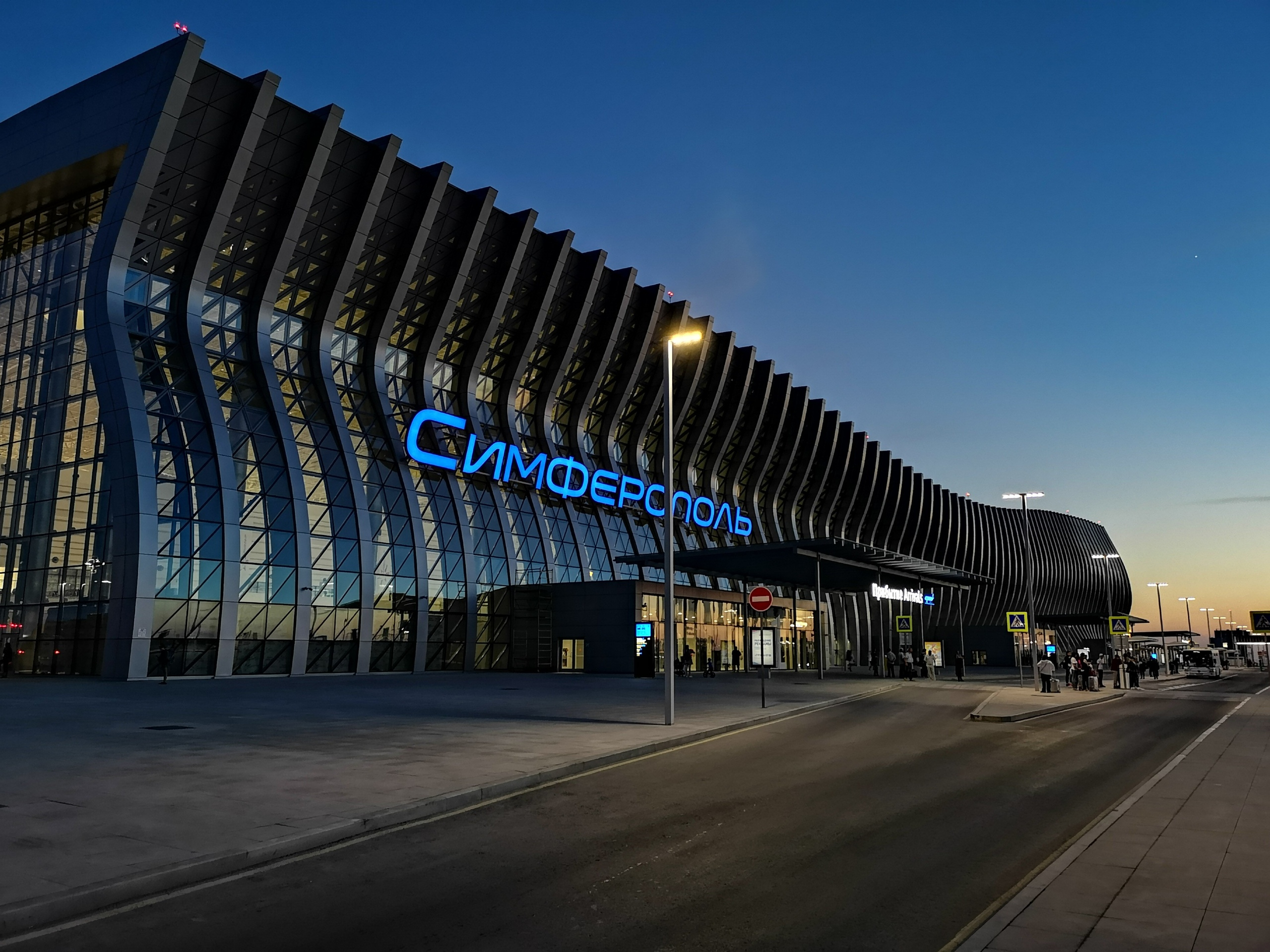
Новый терминал аэропорта Симферополь (2016—2018).
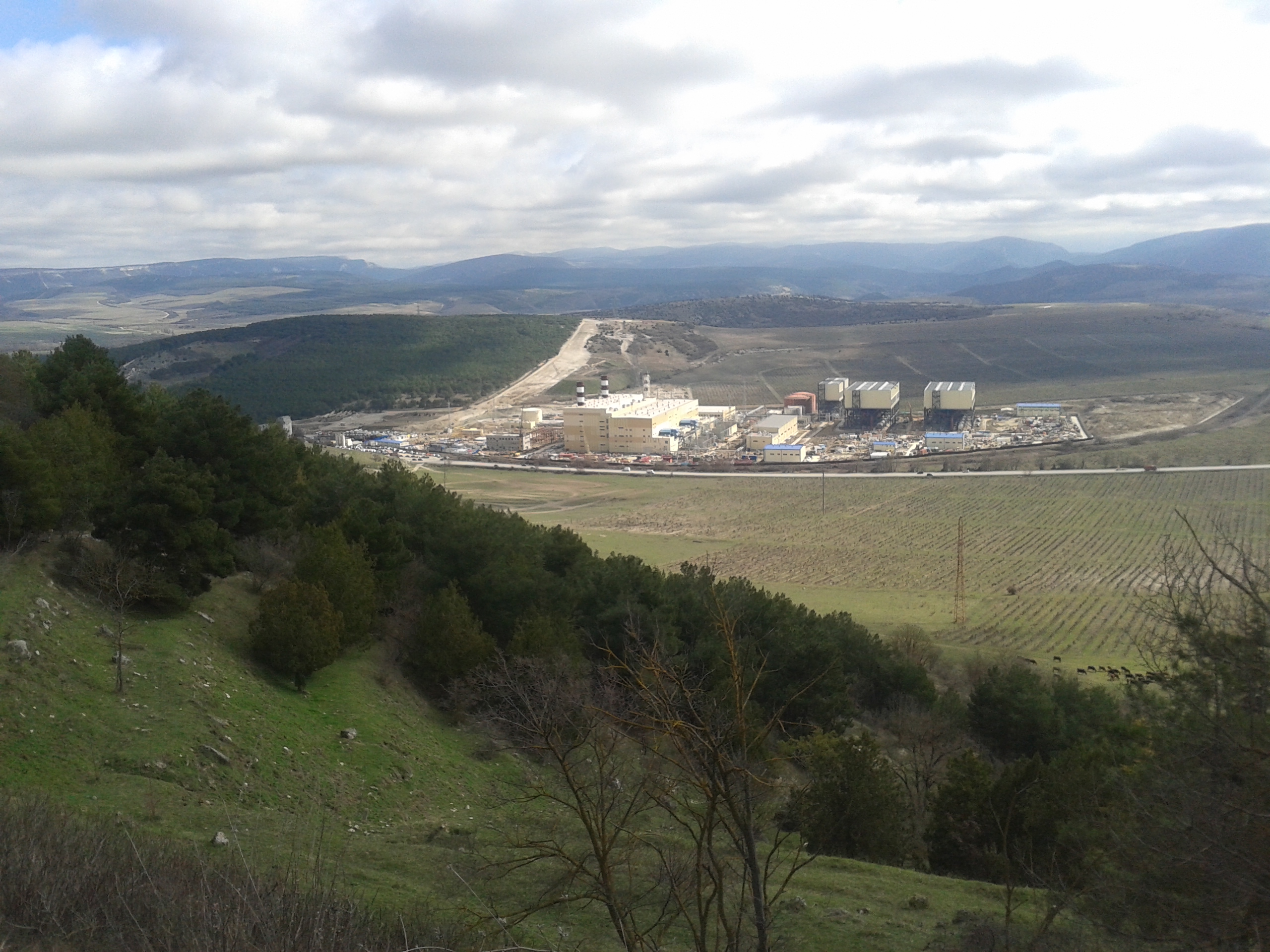
Балаклавская ТЭС на 470 МВт (2015—2019).
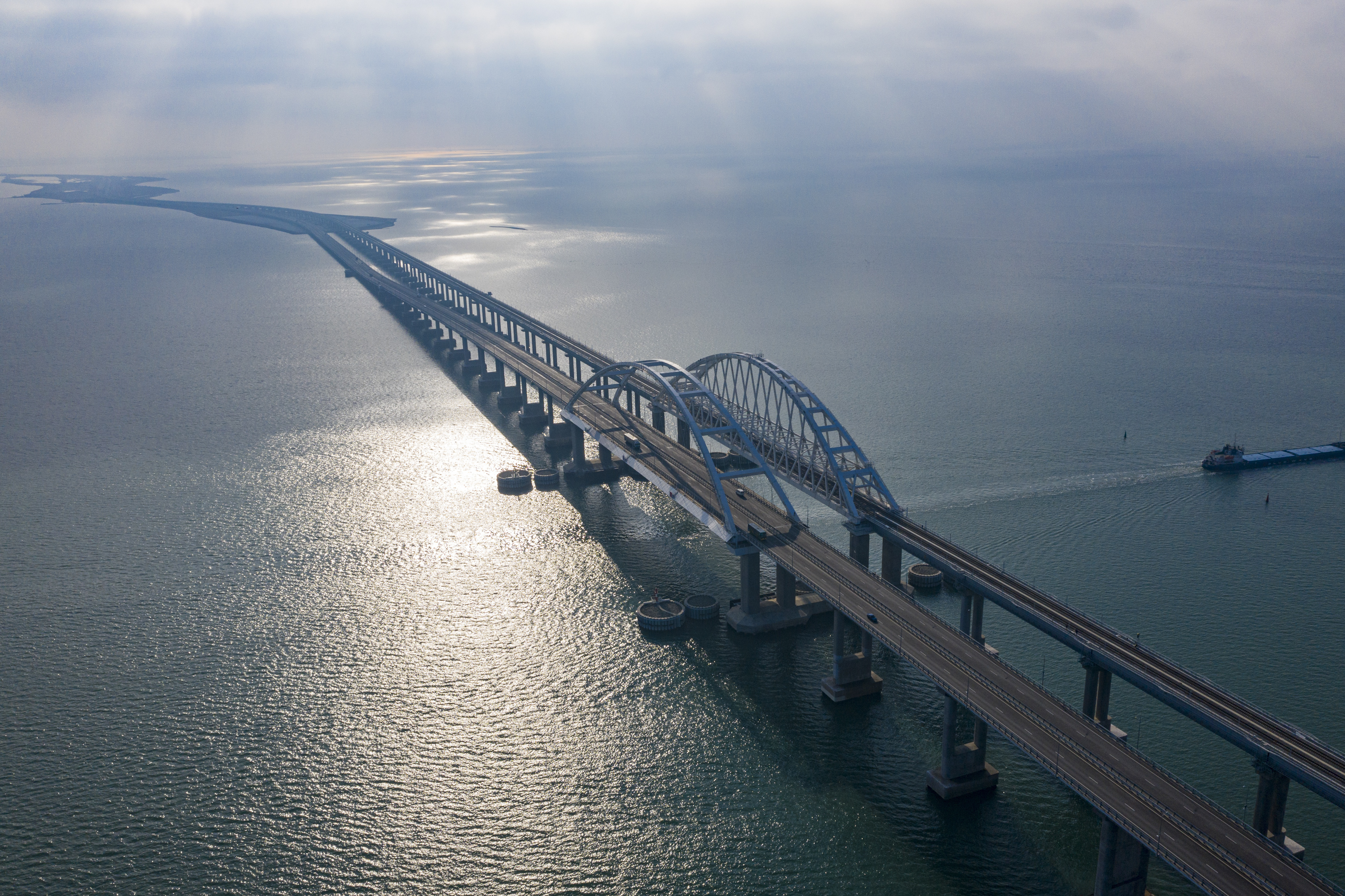
Крымский мост (2016—2019).
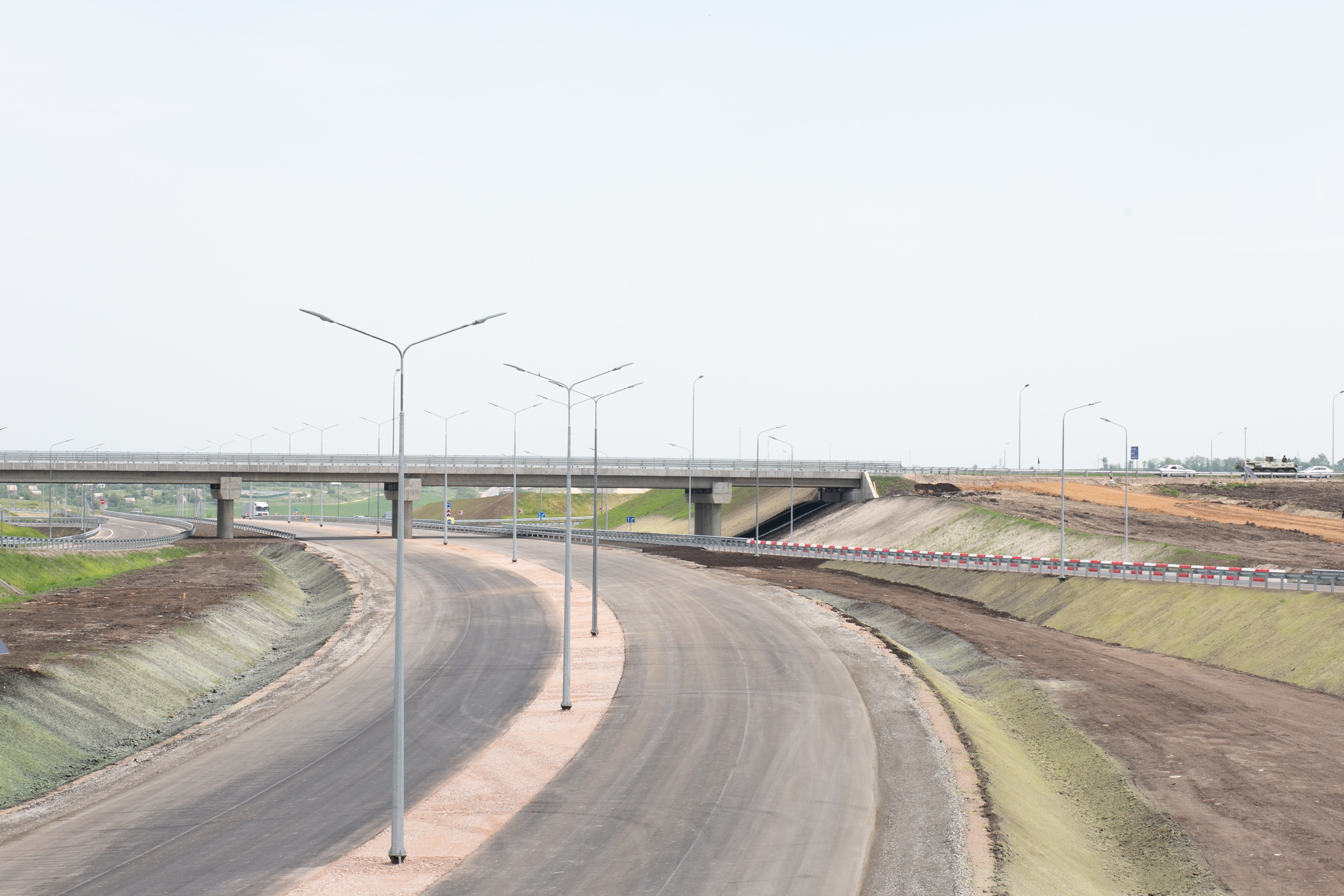
Федеральная трасса «Таврида» (2017—2020).

После аннексии Крыма Россией началось активное строительство инфраструктурных объектов энергетики и транспорта. В 2015 году стартовало и в 2019 закончено строительство Симферопольской ТЭС, Балаклавской ТЭС (Севастополь). Построен автомобильно-железнодорожный мост через Керченский пролив (автомобильное движение открыто 16 мая 2018 года). В 2015—2016 годах был введён в строй энергомост, соединивший энергосистему Крыма с Единой энергосистемой России. В декабре 2016 года был введён в эксплуатацию магистральный газопровод, соединивший Крым с Единой системой газоснабжения России. В мае 2017 года началось строительство федеральной автомобильной дороги «Таврида», в декабре 2018 года открылся первый участок новой дороги. 16 апреля 2018 года был введён в эксплуатацию новый терминал аэропорта «Симферополь».
Во время полномасштабного вторжения России на Украину Крым использоваться российскими силами как военный плацдарм. Через полуостров по морю либо Керченскому мосту осуществлялось снабжение российской группировки войск, оккупировавшей южные области Украины. Российская авиация из Крыма и Черноморский флот наносили удары по Украине. В свою очередь, ВСУ наносили удары по российским военным объектам в Крыму. На середину осени 2024 года, по данным Представительства президента Украины в Автономной Республике Крым, в оккупированном Крыму было захоронено как минимум 1231 погибших в ходе российского вторжения российских солдат. Большинство (776) из них, вероятно, имели украинское гражданство. Так как Россия скрывает реальные потери, число погибших скорее всего больше.

## Население Крыма
В Крыму в разные исторические периоды жили тавры и киммерийцы, скифы и греки, сарматы и римляне, готы, гунны, армяне, булгары, хазары, восточные славяне, печенеги, половцы, караимы, крымчаки, монголы, крымские татары, итальянцы и турки.
В первые годы после аннексии Крыма Россией перепись не проводилась, пользовались данными Шагин-Гирея. Первая российская ревизия населения Крыма прошла в 1793 году.

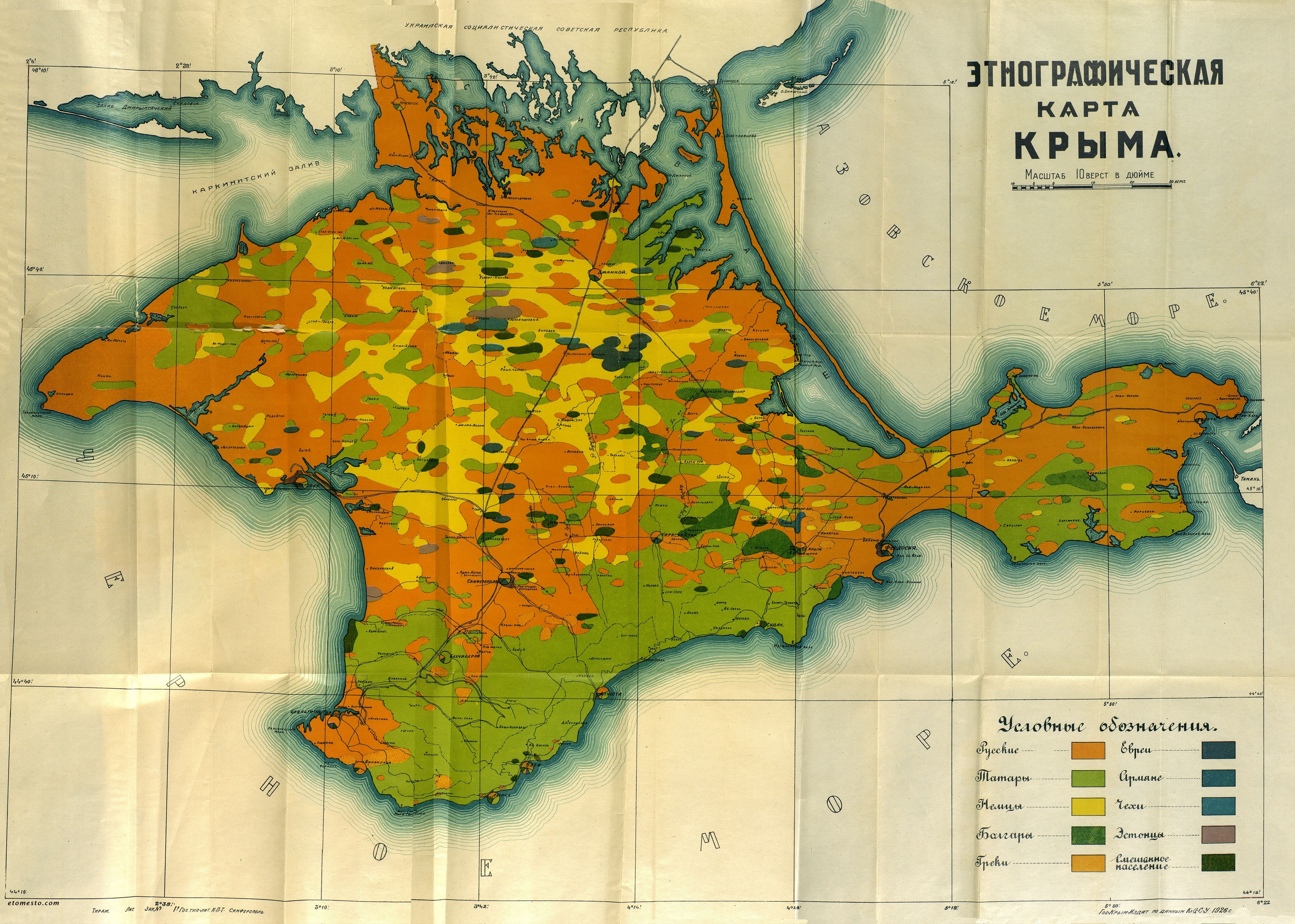
Этнографическая карта Крыма по переписи 1926 года

В 1834 году по всех уездах, кроме города Севастополя, по численности доминировали крымские татары, однако после Крымской войны усилилось их переселение в Османскую империю (мухаджирство).
К 1853 году 43 тыс. человек были православные, в Таврической губернии среди «иноверцев» значились римо-католики, лютеране, реформаты, армяно-католики, армяно-григориане, меннониты, евреи-талмудисты, караимы и мусульмане.
В конце XIX века, по сведениям ЭСБЕ, жителей в Крыму было 397 239 человек. За исключением горной области, Крым был заселён слабо. Насчитывалось 11 городов, 1098 селений, 1400 хуторов и сел. В городах 148 897 жителей — около 37 % всего населения. Этнографический состав населения был разнообразен: татары, русские, армяне, греки, караимы, крымчаки, немцы, болгары, чехи, эстонцы, евреи, цыгане. Татары составляли преобладающую часть населения (до 89 %) в горной области и около половины в степной. Степные татары — прямые потомки монголов, а горные, судя по их типу — потомки первоначальных жителей южного побережья (греков, итальянцев и др.), принявшие ислам и татарский язык. В этот язык они ввели столько турецких и испорченных греческих слов, что часто он непонятен степным татарам. Русских больше всего в Феодосийском уезде; это или крестьяне, или наделённые землёй солдаты, или разные пришлые люди, жившие у землевладельцев в качестве десятинщиков. Немцы и болгары поселены в Крыму в начале XIX столетия, получив в надел обширные и плодородные земли; позднее зажиточные колонисты стали покупать землю, преимущественно в Перекопском и Евпаторийском уездах. Чехи и эстонцы прибыли в Крым в 1860-х годах и заняли часть земель, оставленных эмигрировавшими татарами. Греки частью остались со времён ханства, частью поселены в 1779 году. Армяне проникли в Крым ещё в VI веке; в XIV веке в Крыму насчитывалось около 150,000 армян, что составляло 35 % населения полуострова, в том числе 2/3 населения Феодосии. Образовавшемуся в результате смешения с половцами-христианами этносу удалось сохранить армяно-кипчакский язык и веру. Евреи и караимы, весьма древние обитатели Крыма, сохранили религию, но утратили язык и приняли татарский костюм и образ жизни. Отатарившиеся евреи, так называемые крымчаки, живут преимущественно в Карасубазаре; караимы жили при ханах в Чуфут-Кале (близ Бахчисарая), теперь сосредоточиваются в Евпатории. Цыгане частью остались со времени ханства (оседлые), частью в недавнее время переселились из Польши (кочевые).

## Исторические карты Крыма
Ниже представлен неполный список исторических карт Крыма, изготовленных до 1900 года:

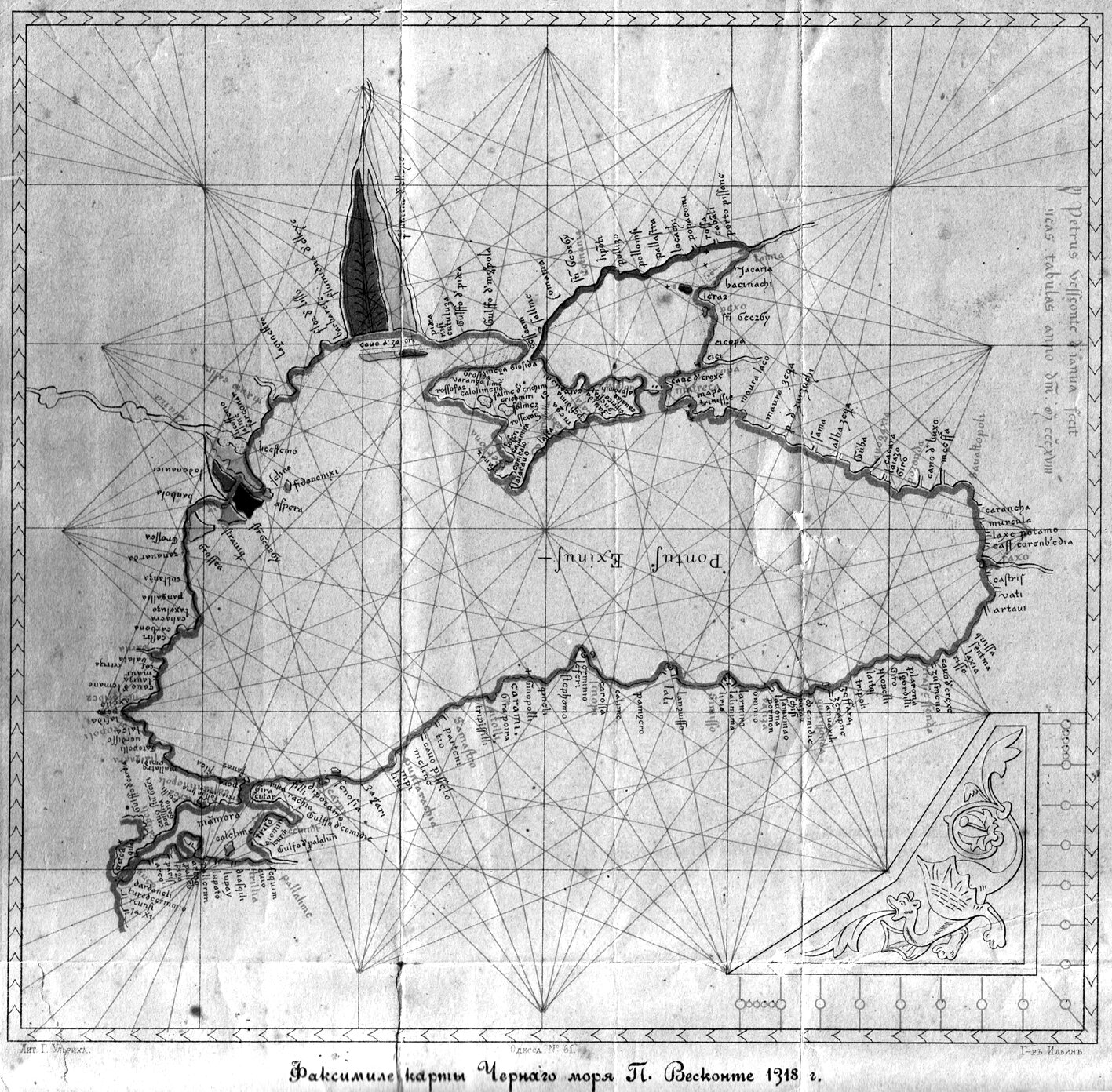
1318 год
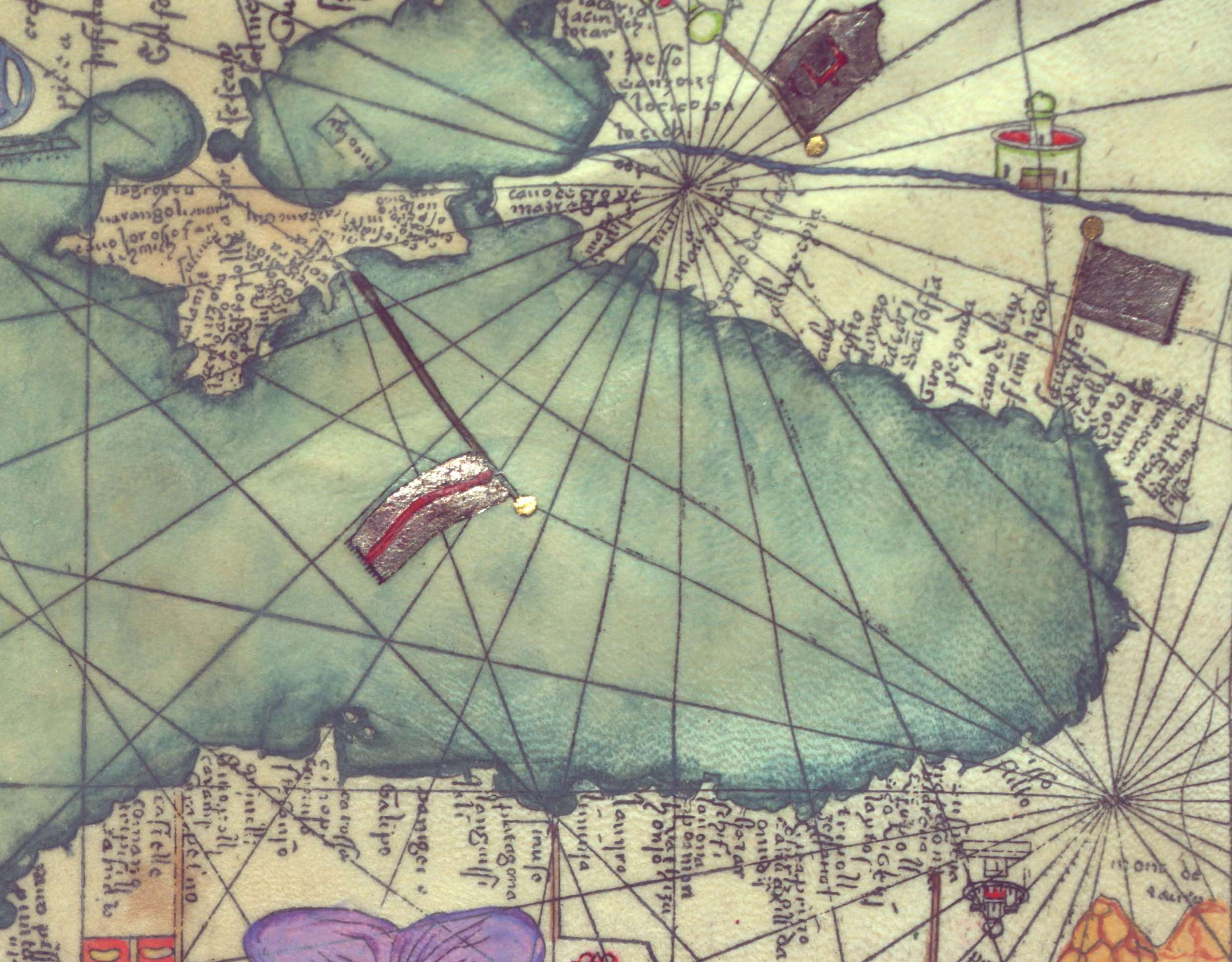
1375 год
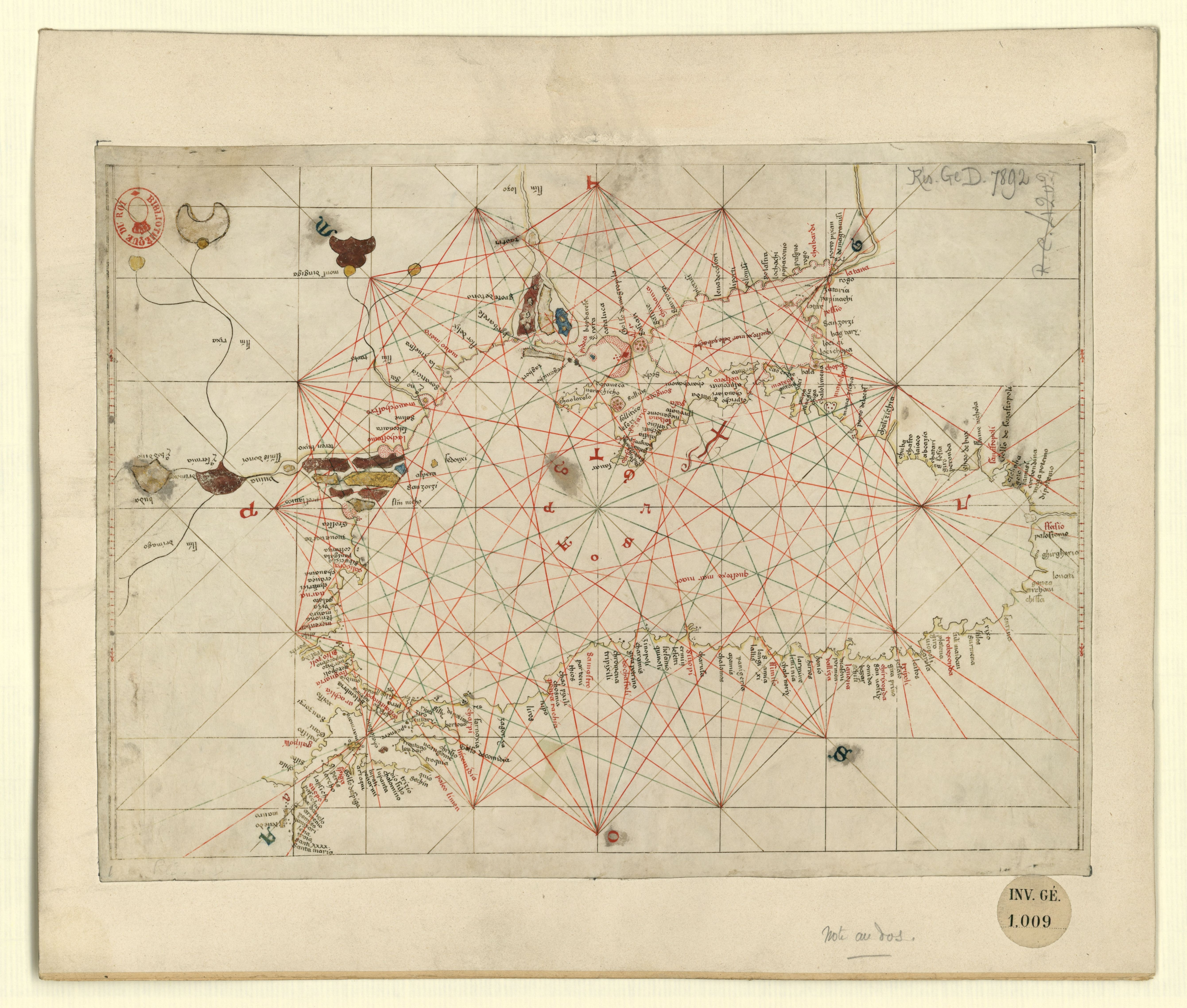
1436 год
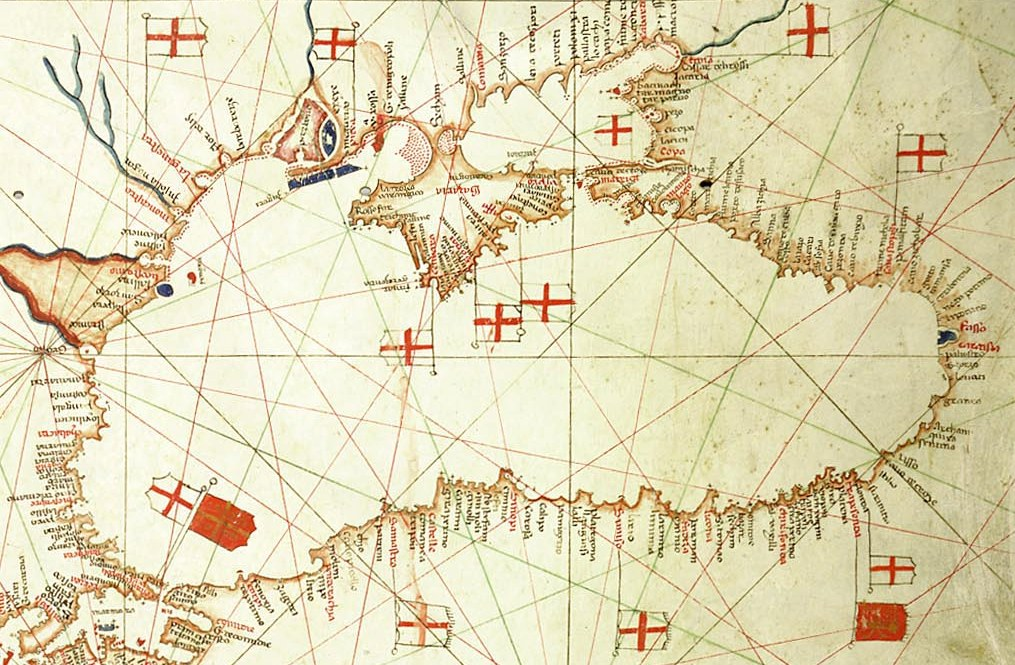
1489 год
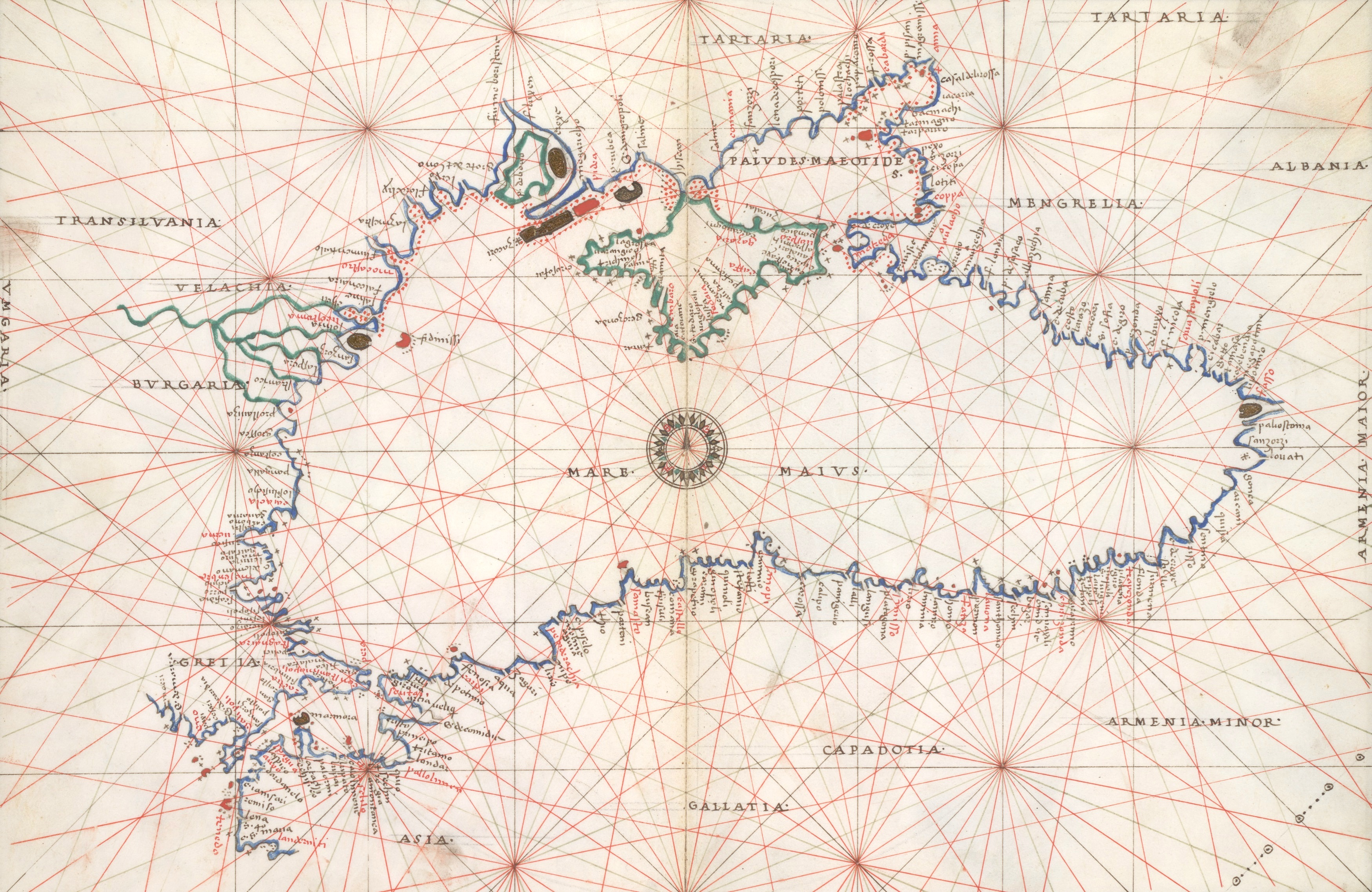
1540 год
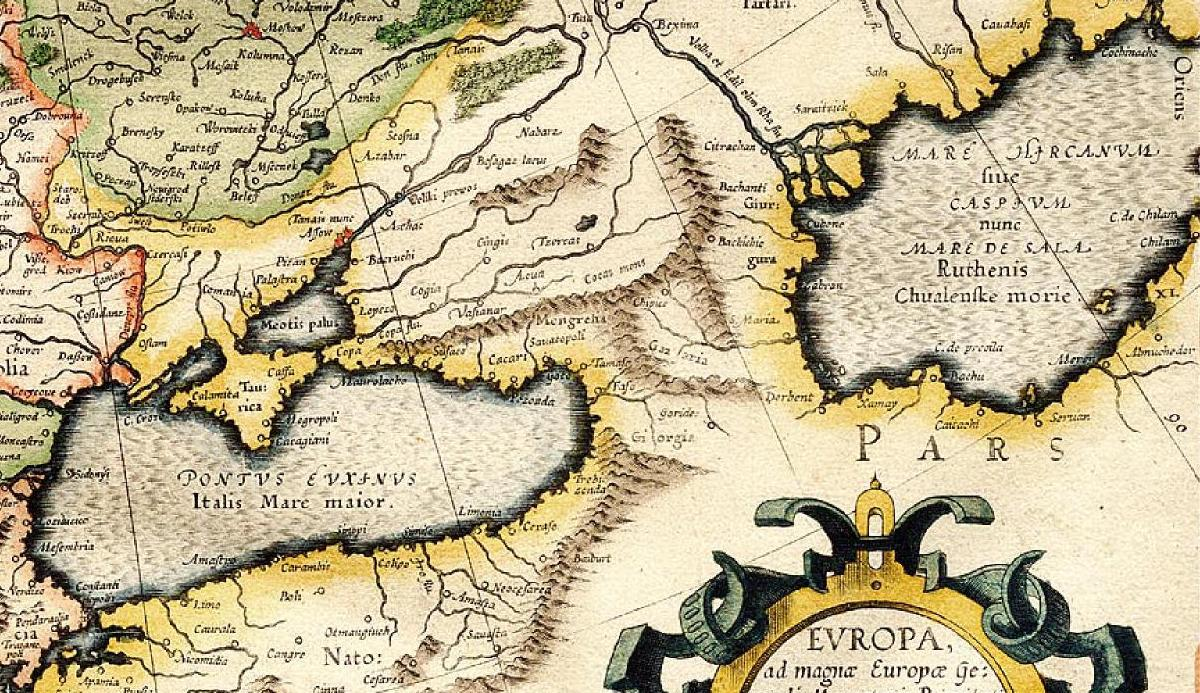
1596 год
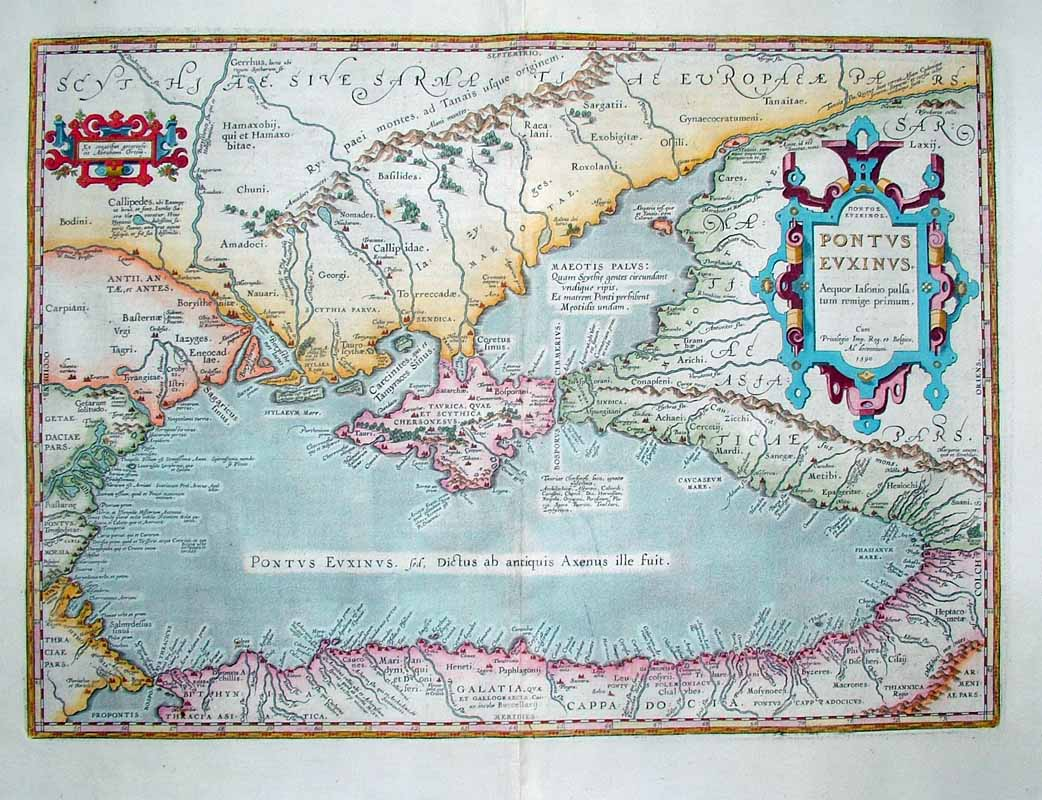
1624 год
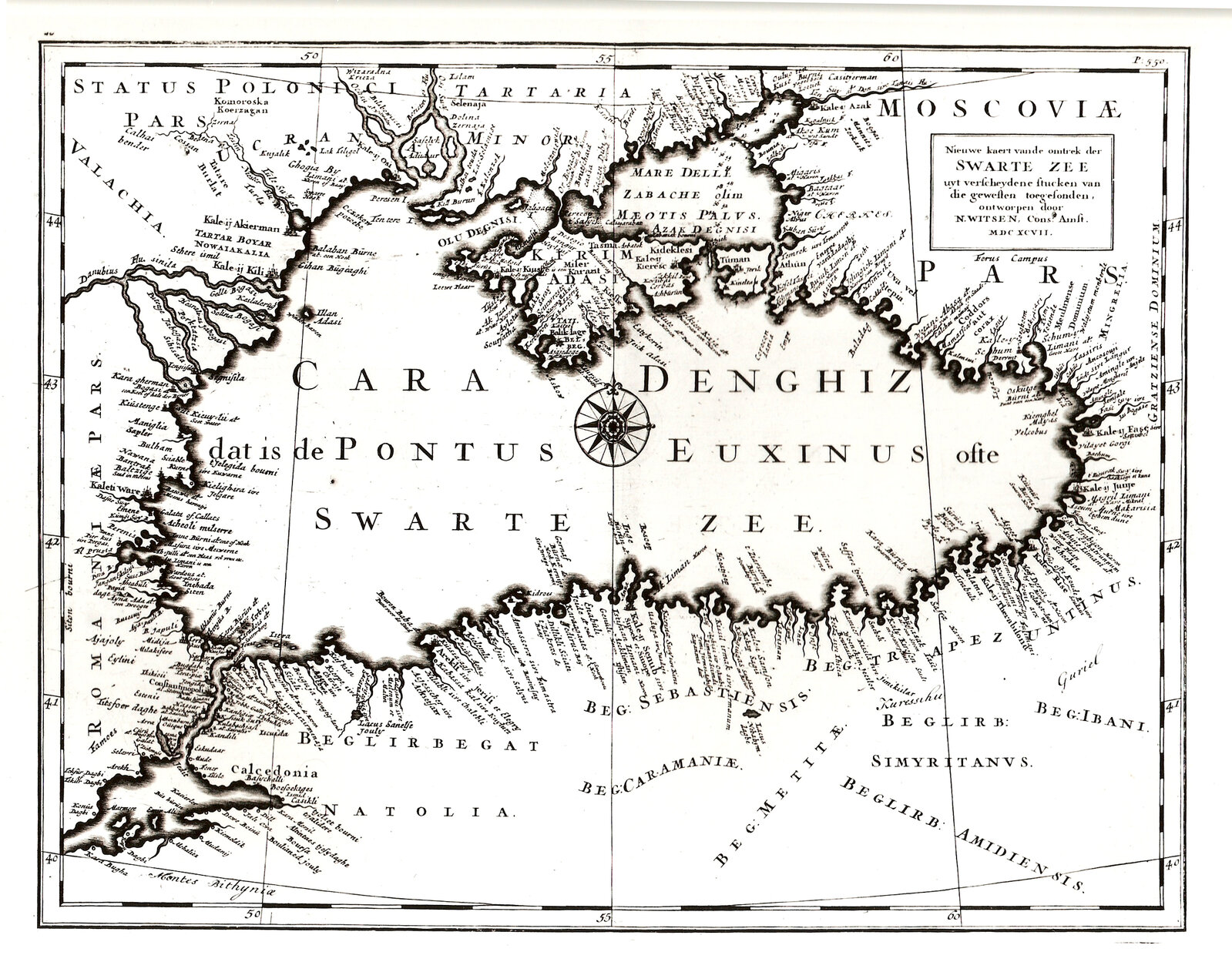
1682 год
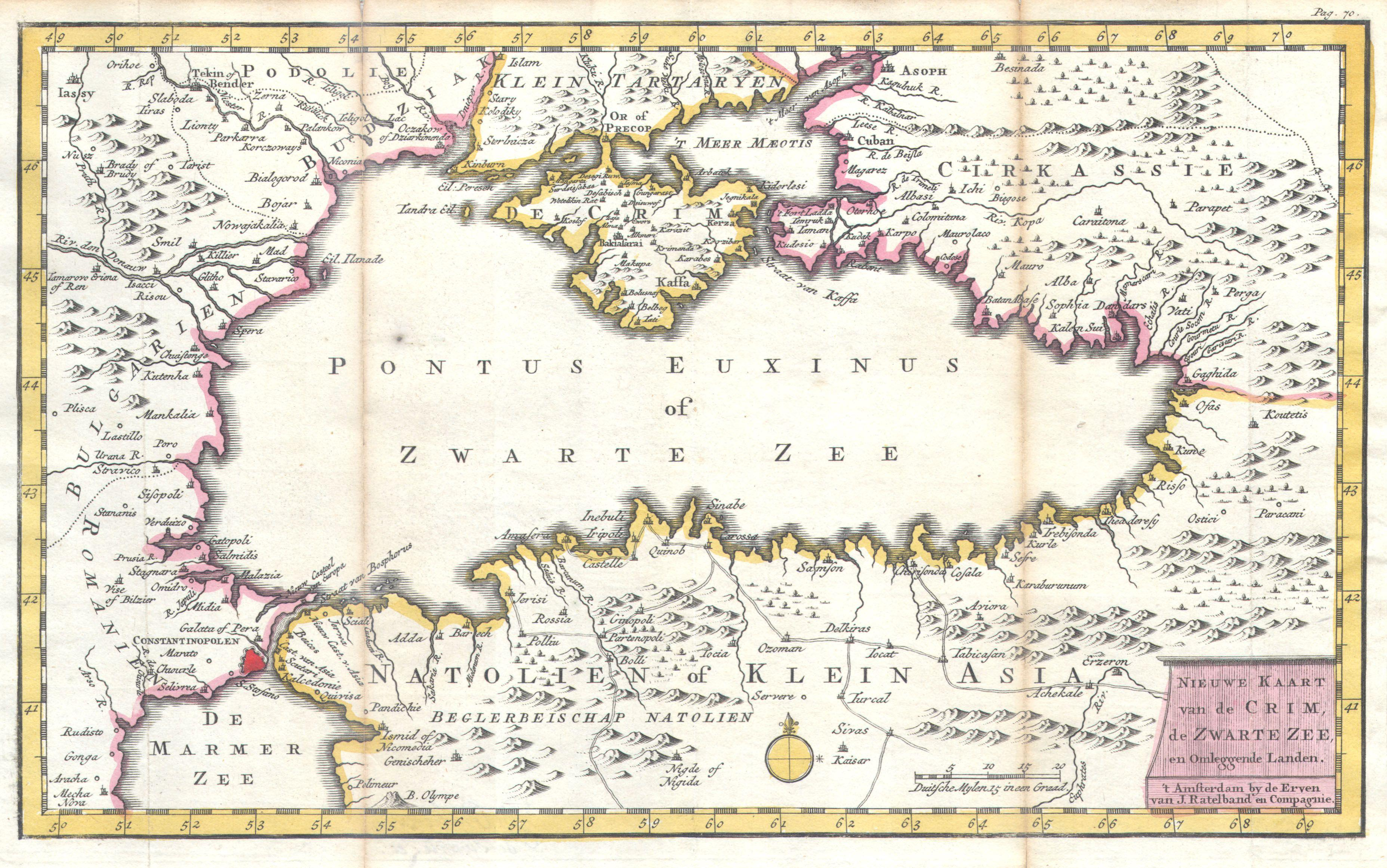
1747 год
1775 год
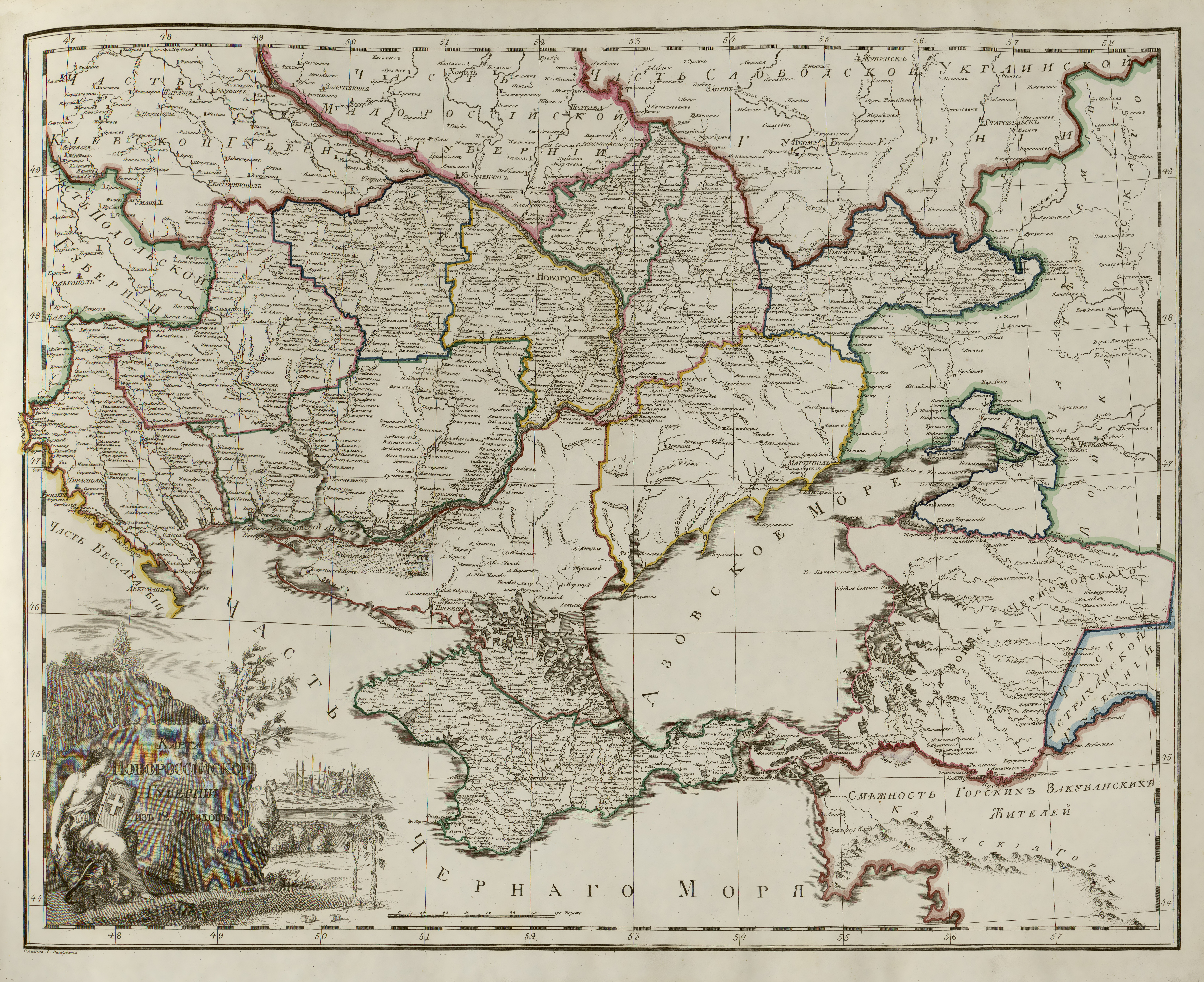
1800 год
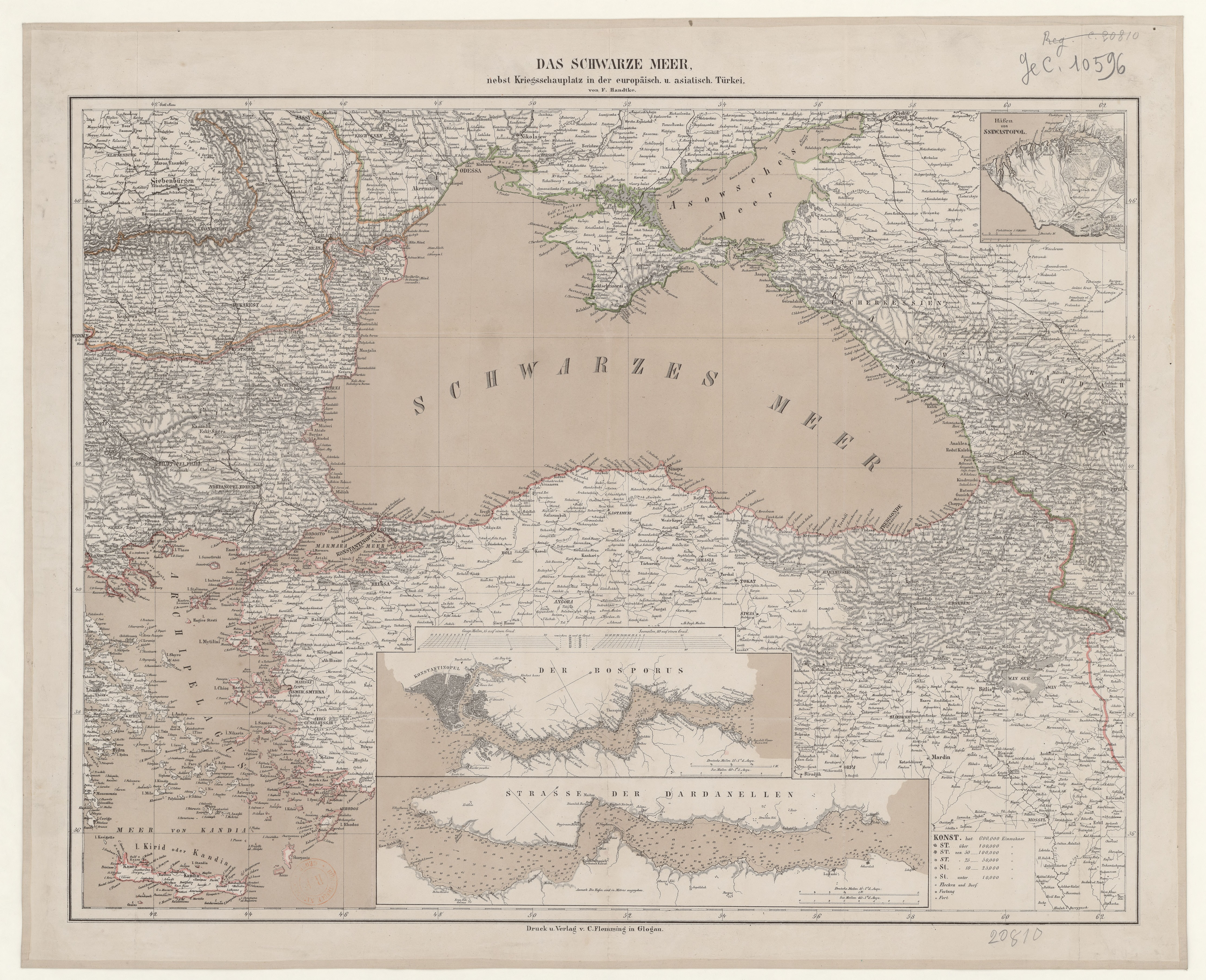
1878 год

### Комментарии
1. ↑  5 апреля 1992 года президент Украины Леонид Кравчук подписал указ «О переходе Черноморского флота в административное подчинение министерству обороны Украины». 7 апреля Президент Российской Федерации Борис Ельцин издал указ «О переходе под юрисдикцию Российской Федерации Черноморского флота». «Война указов» завершилась встречей двух президентов в Дагомысе. Оба президента отменили свои указы, было подписано соглашение о дальнейшем развитии межгосударственных отношений, в котором указывалось на необходимость продолжения переговорного процесса по созданию ВМФ России и ВМС Украины на базе Черноморского флота[96]
2. ↑  По Конституции Российской Федерации, действовавшей до 1993 года, именно российский двуступенчатый (Съезд народных депутатов — Верховный Совет) парламент являлся высшей властью; основные направления политики определял Съезд (который в крымском вопросе поручил Верховному Совету рассмотреть статус Севастополя), он (и, в несколько меньшей мере, Верховный Совет) мог принять любое решение в пределах федеральной компетенции РФ